# Дерев'яна архітектура

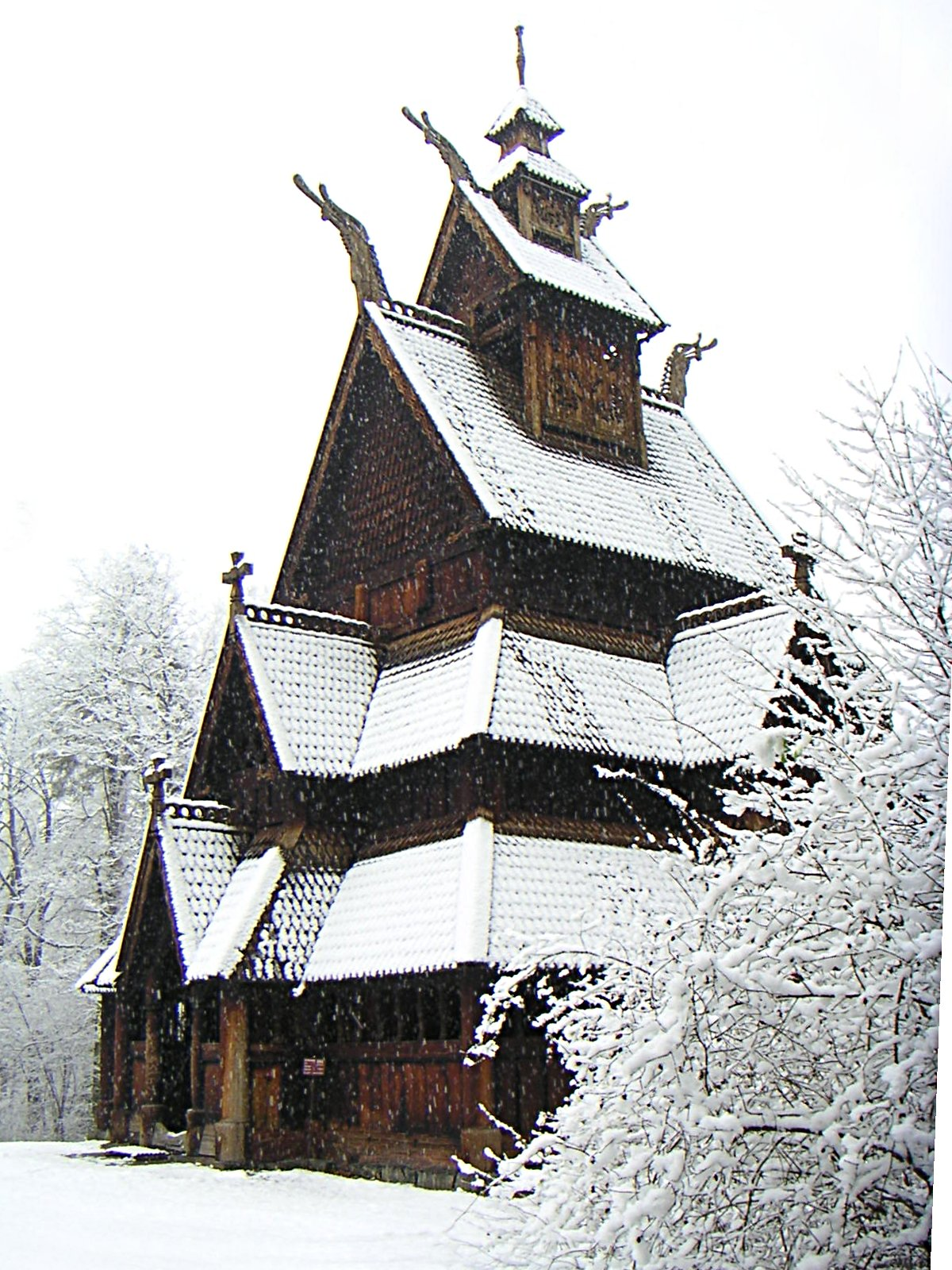
Дерев'яна церква в містечку Гол, Скандинавія.

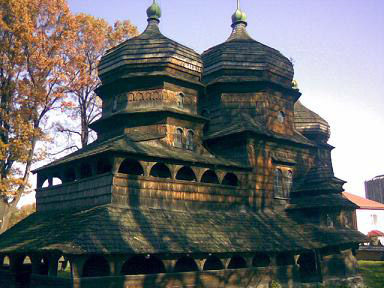
Україна, Дрогобич, церква Святого Юра. XVI століття.

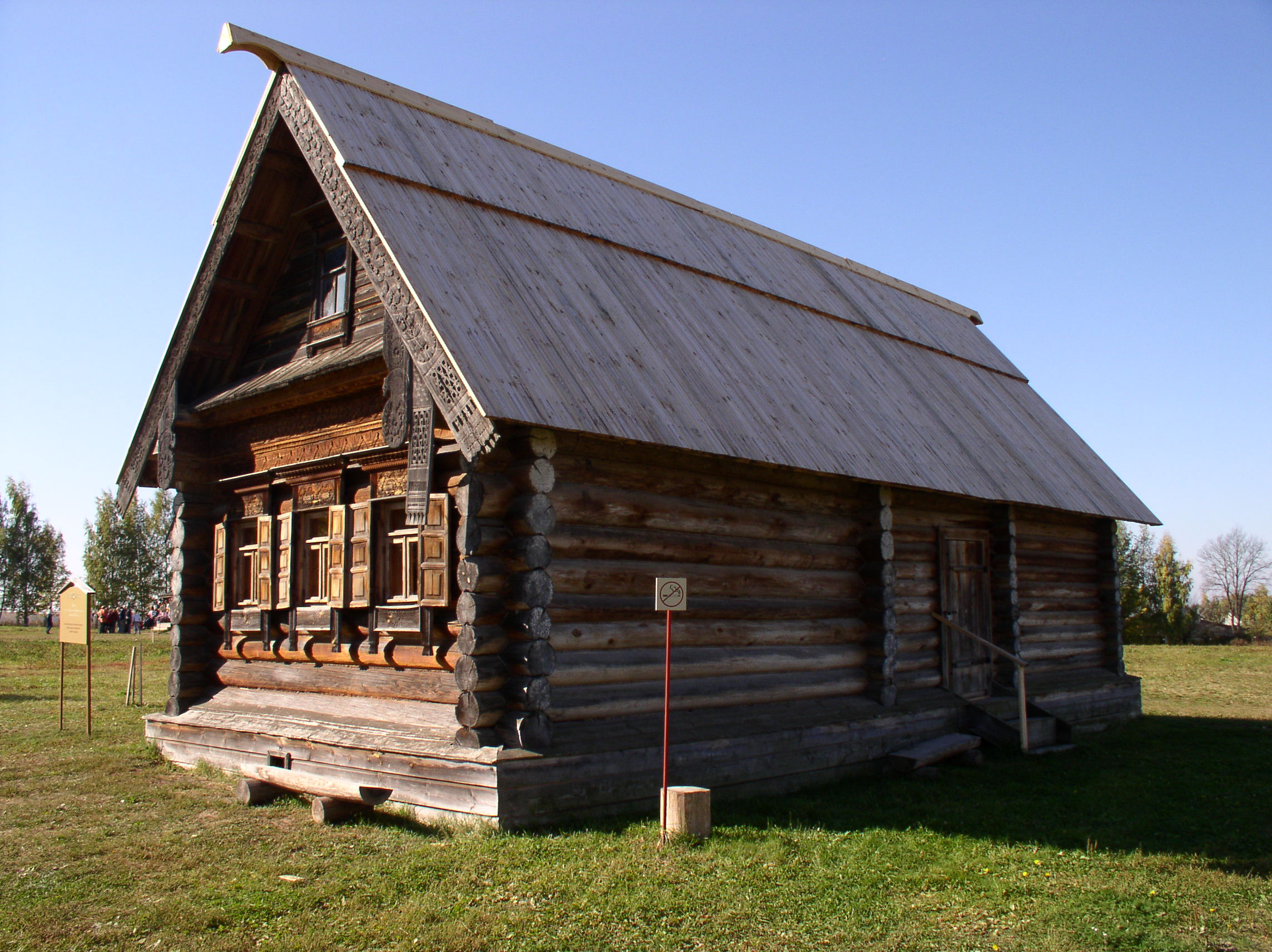
Росія, Суздаль, музей дерев'яної архітектури та сільського побуту. Дерев'яна хата.

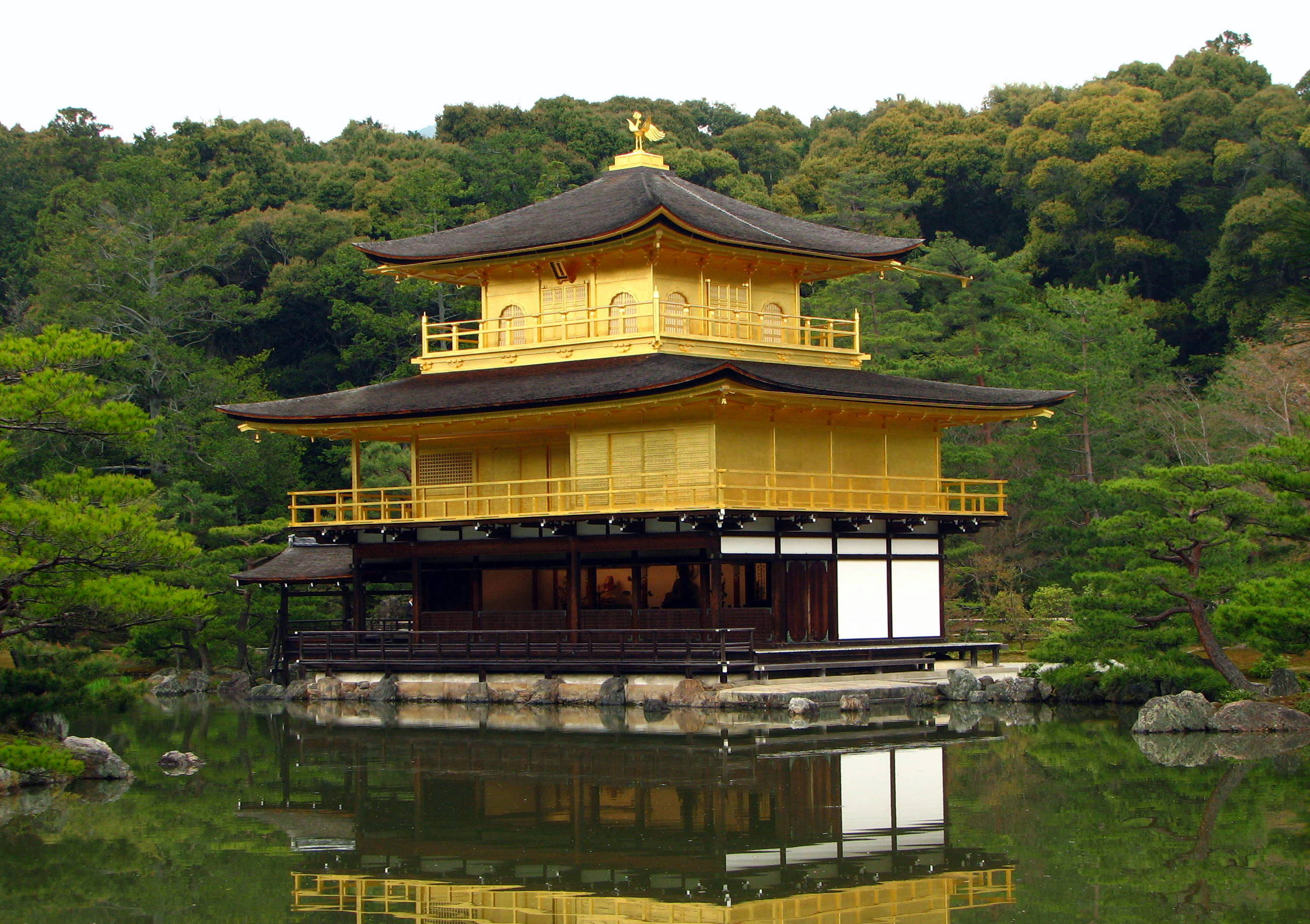
Японія, Кіото, резиденція Йосіміцу, золотий павільйон.

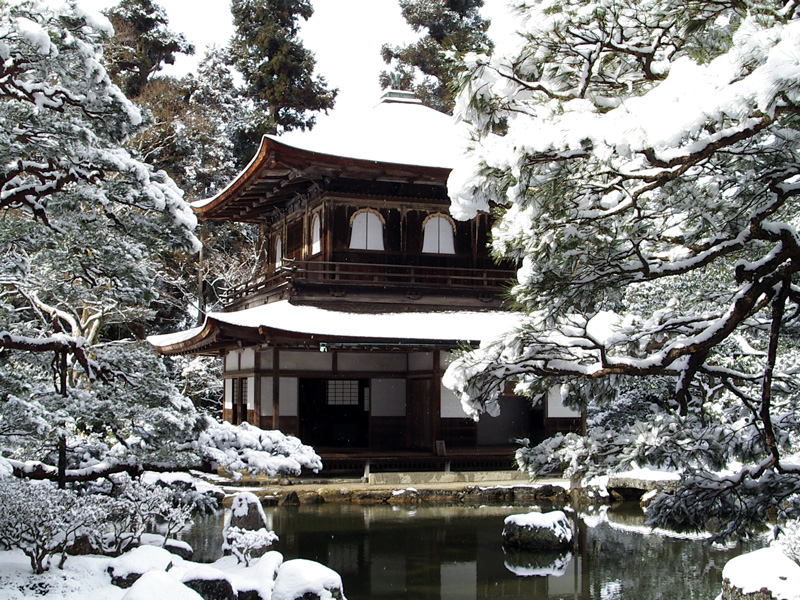
Кіото, Срібний павільйон взимку.

 Дерев'я́на архітекту́ра — різновид архітектури, пов'язаний з використанням дерева (на відміну від архітектури кам'яної, де використовують кам'яні брили, цеглу, бетон тощо). Притаманна багатьом культурам, у яких дерево є місцевим матеріалом, доступною сировиною, лісистістю місцевості, культом деревини (дерев'яний ідол) тощо. В мистецтві і архітектурі деяких країн впродовж століть мала переважну роль.

## Загальна характеристика
Використання дерева логічно виникає в місцевостях, багатих лісом. Дещо легші засоби обробки сировини і наявність матеріалу спонукали до поширеного використання саме дерева. На ранішніх і середніх етапах розвитку дерев'яної архітектури характерна відсутність гідроізоляції, розвиток плісняви і недовготривалість дерев'яних споруд. Свої обмеження вносила і велика пожежонебезпека. Дерев'яні споруди добре горять, що небезпечно як в воєнні, так і мирні часи, в часи посух.
Вкрай поганим недоліком для дослідників дерев'яної архітектури є відсутність у дерев'яних споруд підмурків і фундаментів. Наявність стрічкового типу фундаментів в кам'яній архітектурі дає змогу відновити план споруди навіть після зникнення будови в стародавні часи. Дерев'яна архітектура без підмурків зникає назавжди. Тому збереження стародавніх зразків дерев'яних споруд повинно робитися негайно в скансенах чи музеях просто неба. Стародавні зразки підлягають обов'язковому описуванню, замалюванню, фотографуванню тощо. Кількість вже існуючих музеїв дерев'яної архітектури недостатня.
До переваг дерев'яної архітектури відносять дешевизну матеріалу і доступність будівельних робіт. В XX столітті, після поширення небезпечних для здоров'я людей пластмас і штучних матеріалів, заговорили про екологічну нейтральність дерева чи благодійний вплив її на організм людини.

## Засоби укріплення сировини
Недовготривалість дерев'яної архітектури була добре відома вже на ранішніх етапах її розвитку. Аби якось зарадити проблемі, виникає низка своїх засобів укріплення сировини і захисту дерев'яних споруд.
До засобів укріплення сировини відносять обстукування торців брусів, покриття воском чи лаками, фарбування дерева. Лаки особливо полюбляли в Китаї. Своє місце зайняло і копчення — обробка дерева димом (курна хата тощо). В Скандинавських країнах дерев'яні бруси церков (ставкірка = церква) вкривали смолою. Мешканці були повинні оновлювати покриття смолою кожні три роки, інакше несли покарання.
Серед засобів захисту дерев'яної архітектури використовували побудову на поодиноких кам'яних брилах і валунах, довгі виноси дахів для відведення дощової води, використання сировини з низькими показниками гниття (смолисті породи і дуб), використання паль. палі перейшли і в кам'яну архітектуру (дерев'яні, залізобетонні палі тощо).
Існує і декілька різновидів дерев'яної пальової архітектури — японська, полінезійська тощо. Дерев'яна архітектура Японії на палях — стала взірцем національного типу архітектури взагалі.

## Країни поширення дерев'яної архітектури
- Японія
- Норвегія
- Фінляндія
- Росія
- Україна
- Білорусь
- Чехія
- Польща
- Сполучені Штати Америки

## Архітектурні стилі

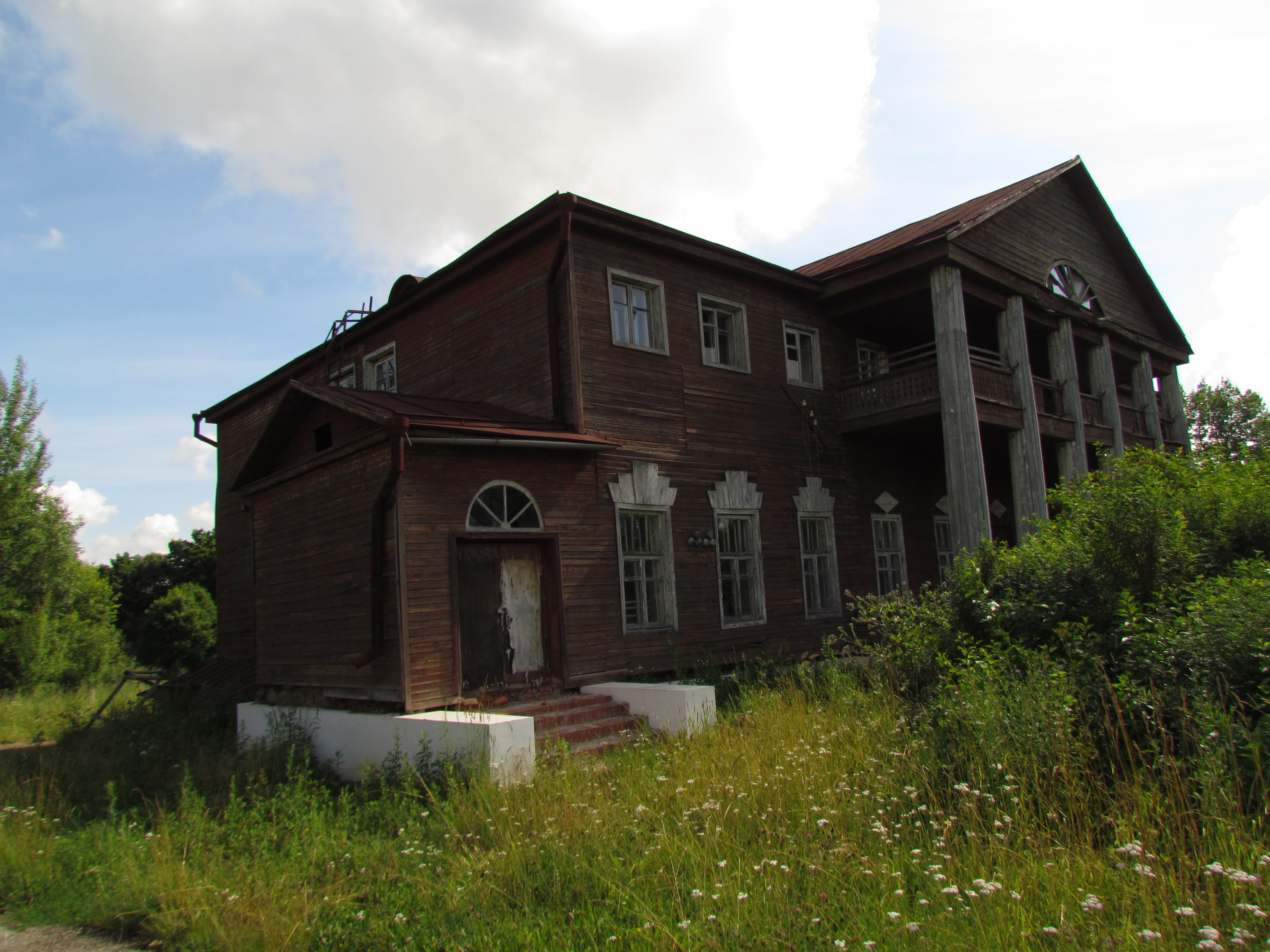
Садиба Кудрявцевих (Калузька область, Малоярославець, село Панське), фото 2012 р.

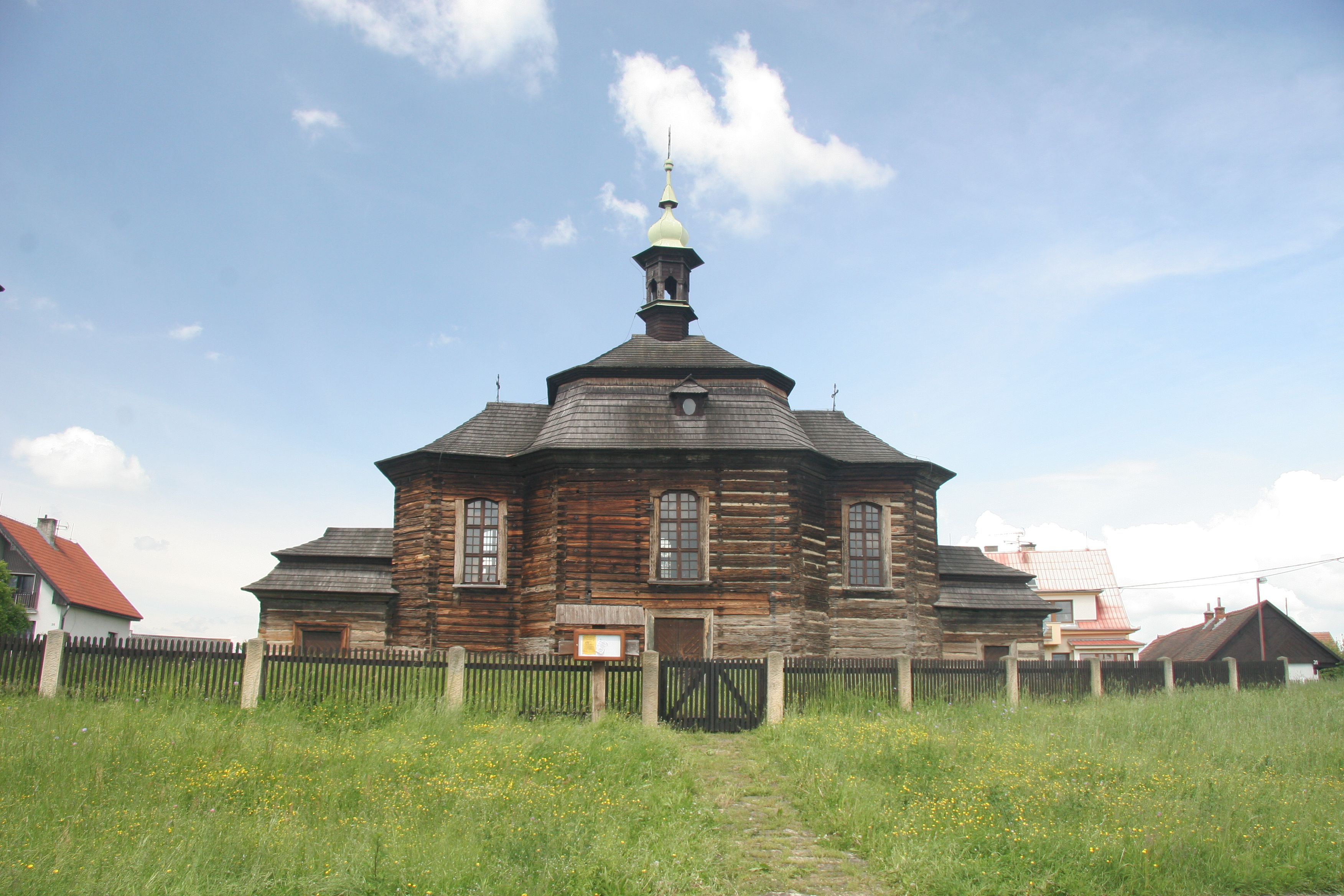
Костел Святого Іржи, Лучна Гора. Дерев’яне бароко Чехії, Нови Биджов.
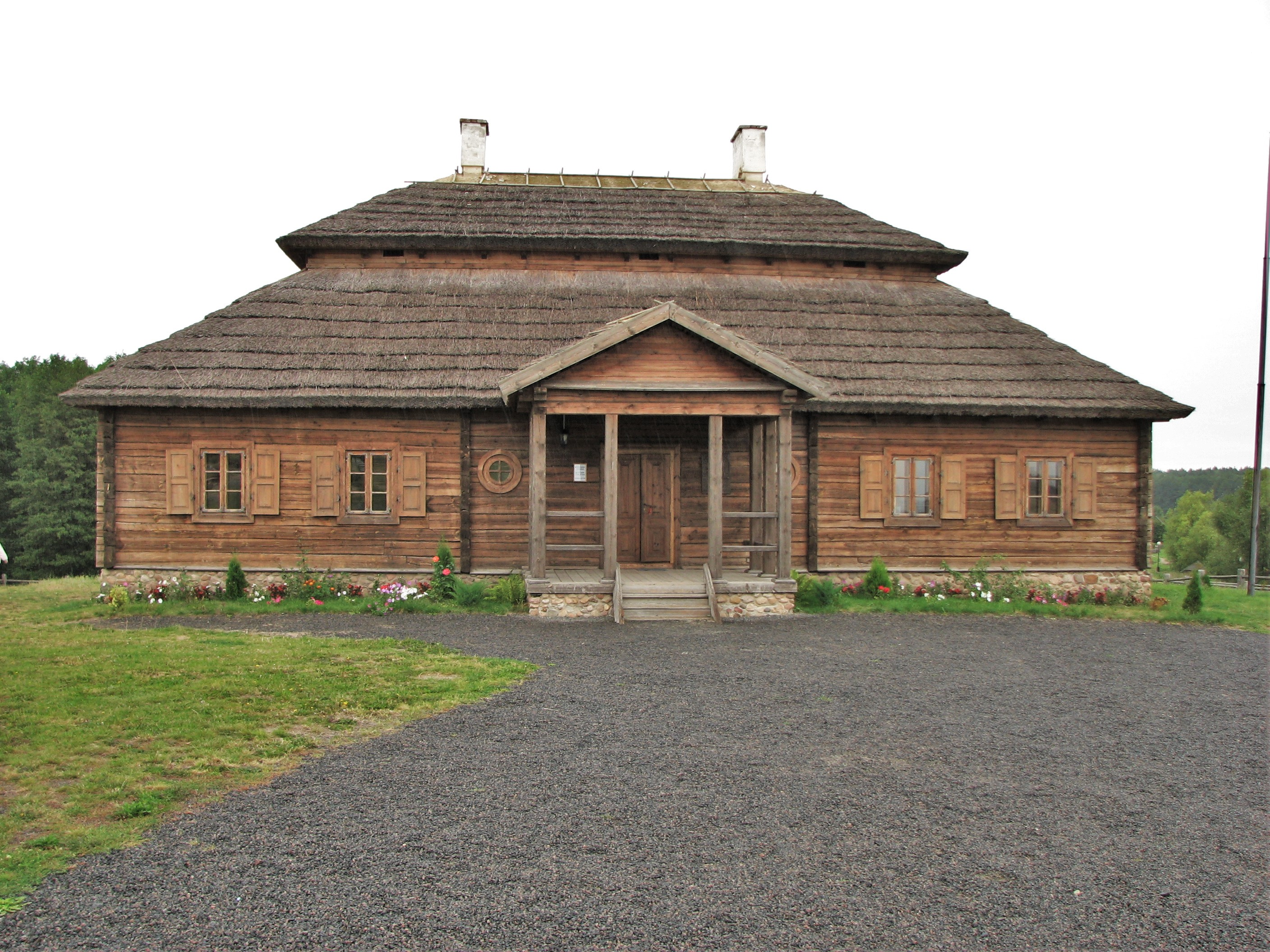
Музей-садиба Тадеуша Костюшка. Реставраційна копія споруди початку XVIII століття, (бароко), Білорусь, Івацевицький район, Брестська область
Церква Архістратига Михаїла, модерн (Росишки, Київська область)
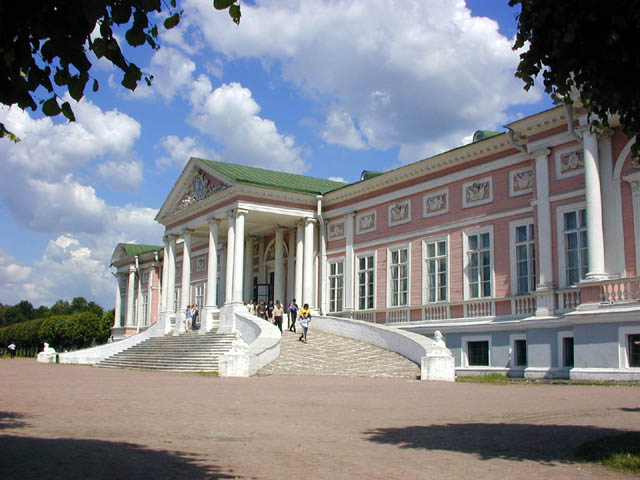
Кусково, палац із дерева, пофарбований під кам'яний. Класицизм.
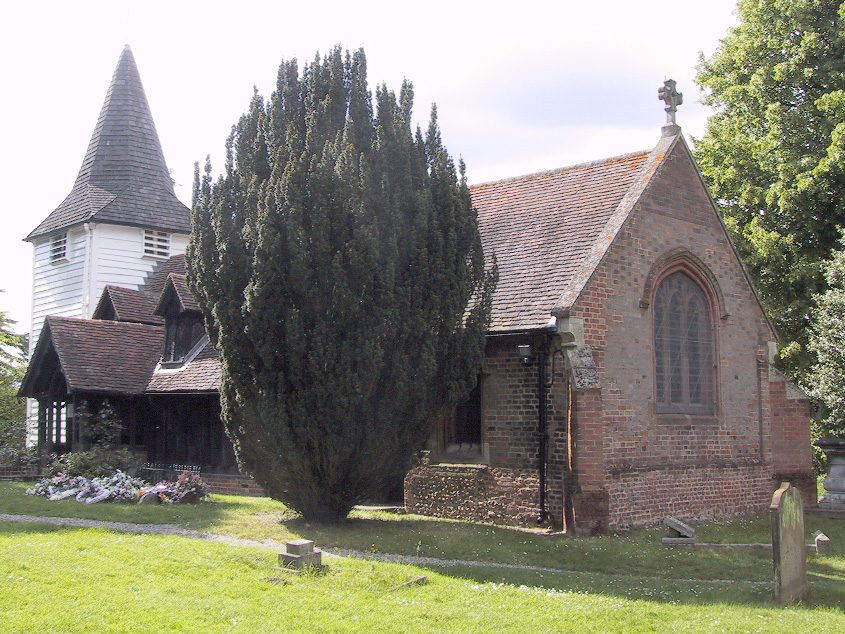
Гринстедська церква, X століття готика.

Дерев'яну архітектуру творили і народні, і фахові архітектори. Вона увібрала ознаки панівних архітектурних стилів доби : готики, бароко, класицизму, модерну. Стилістичні ознаки притаманні як сакральній, так і світській архітектурі. Деякі архітектори, працюючи в формах кам'яної архітектури, зверталися і до дерев'яної архітектури (в Україні — Городецький Владислав тощо). Найменша кількість збережених зразків — готичних і в стилі модерн зламу XIX-XX століть, тому що ці зразки не берегли і не бережуть досі.
Найдавнішою з збережених дерев'яних церков Європи є Грінстедська церква в Британії, її датують X століттям нашої ери.

## Дерев'яна архітектура сецесії

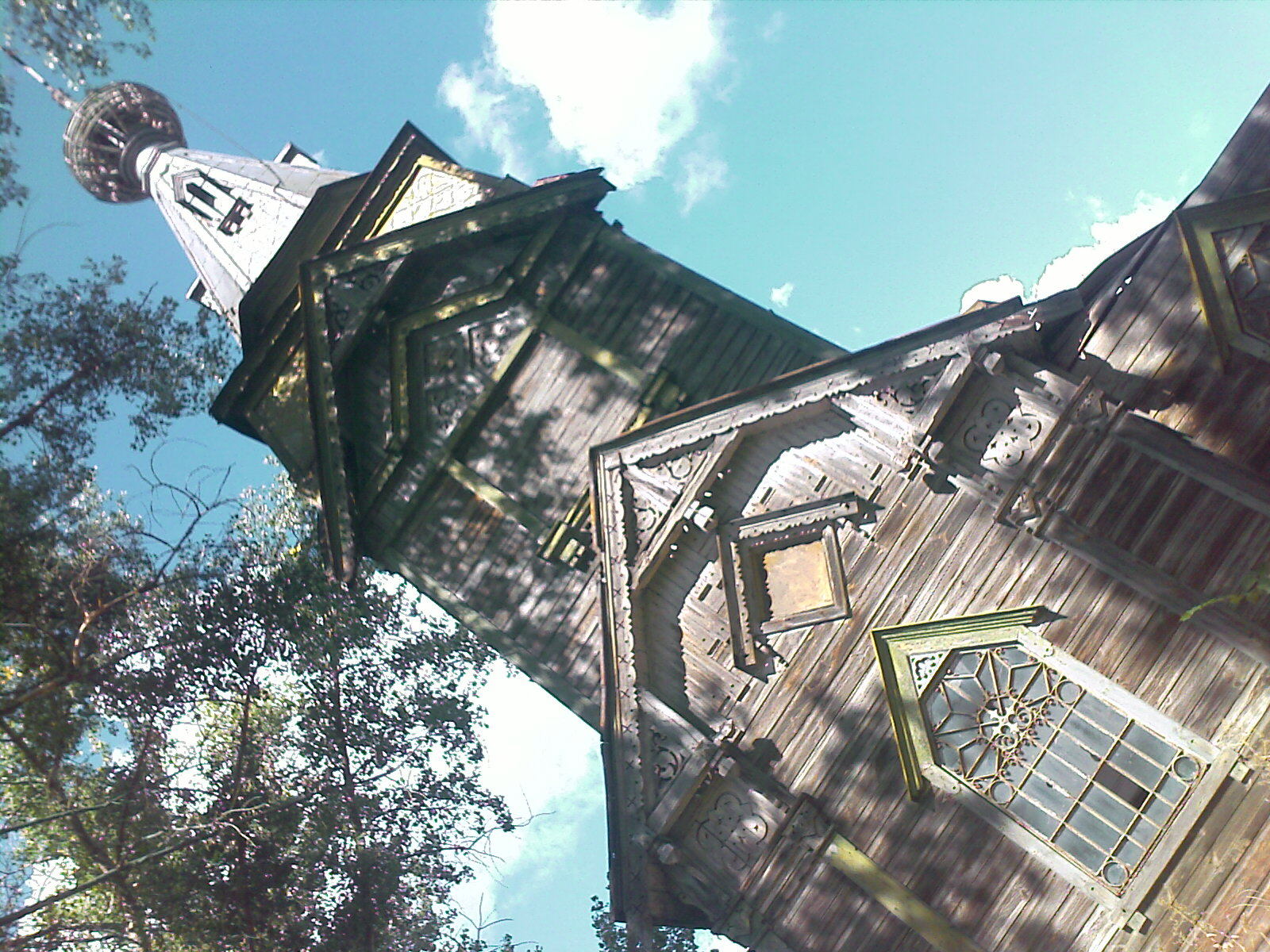
Бакирівка, П'ятницька церква, 1891 р. Сумська область, фото 2012 р.

с.Язлівчик. Римо-католицька каплиця, доба сецесії, 1936 р. З 2013 року знаходиться у Музеї народної архітектури і побуту імені Климентія Шептицького
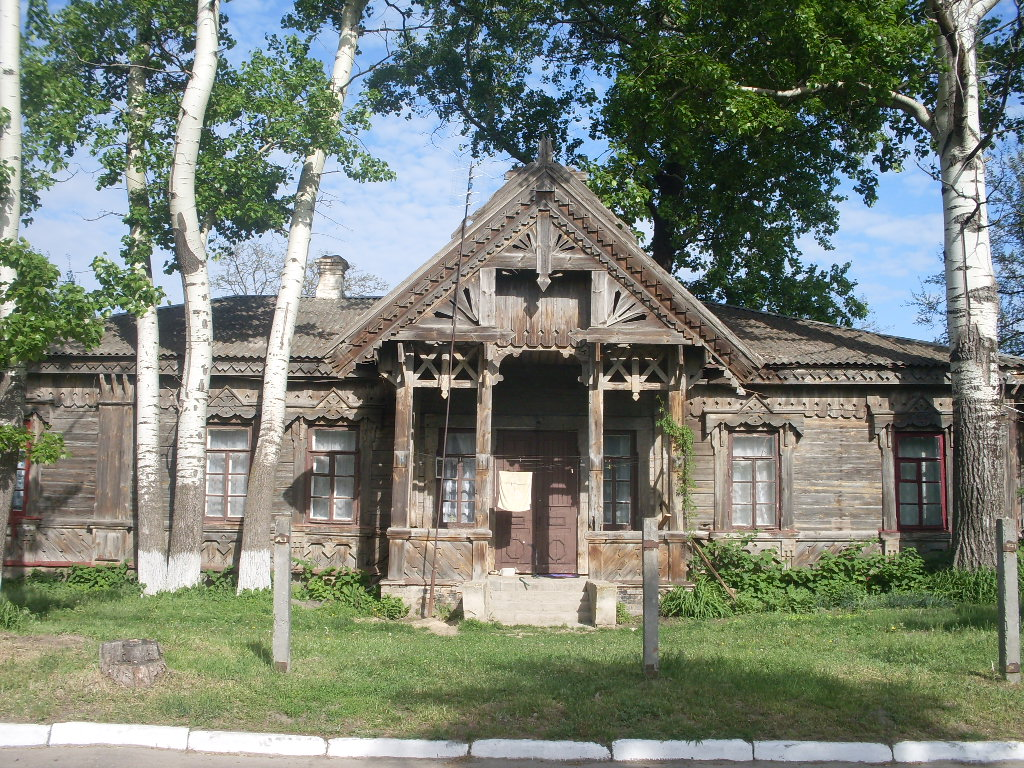
Арх. В. Городецький, с.Мошни. Будівля земської лікарні 1894 р.
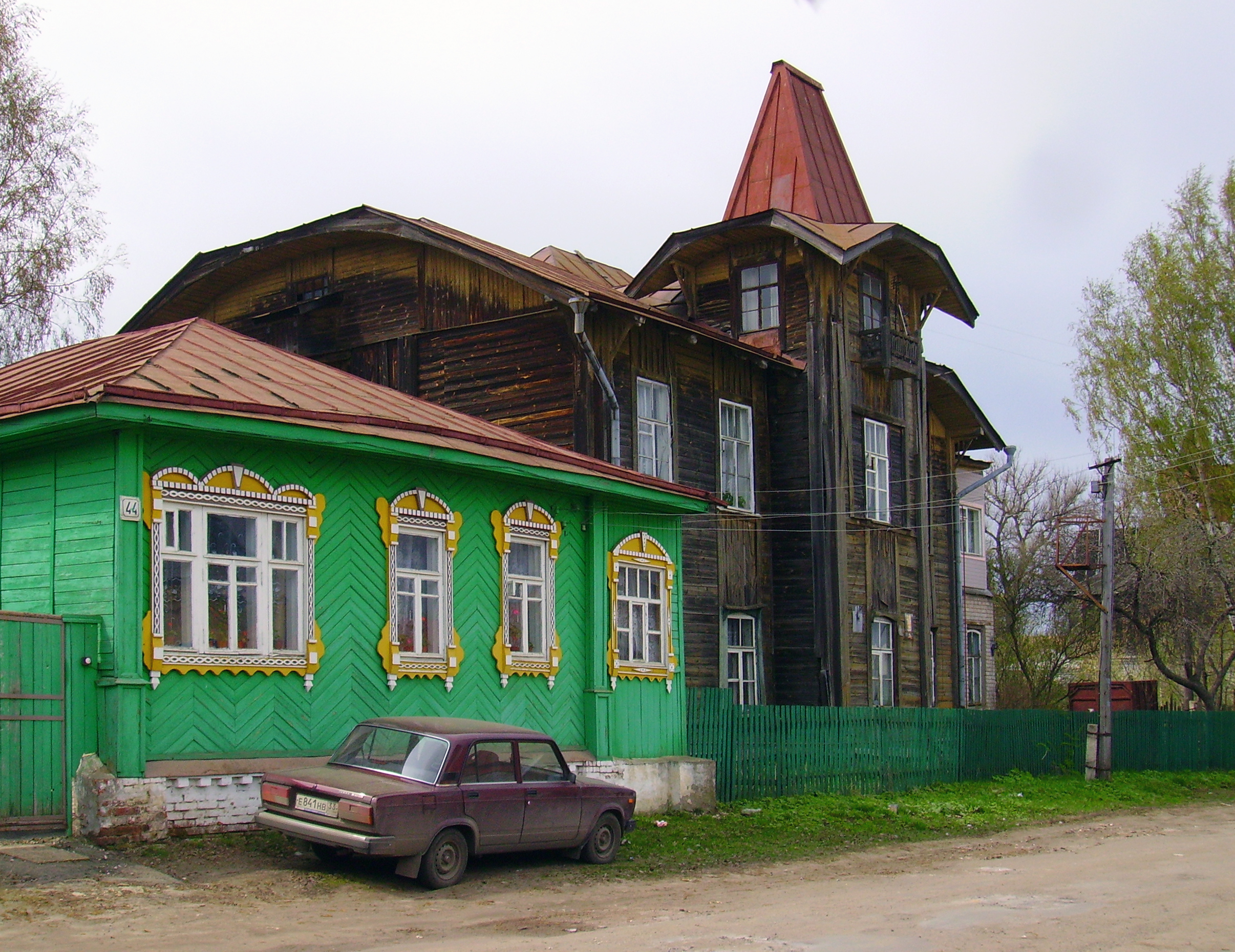
Вязніки, забудова вулиці Кисельова XIX століття
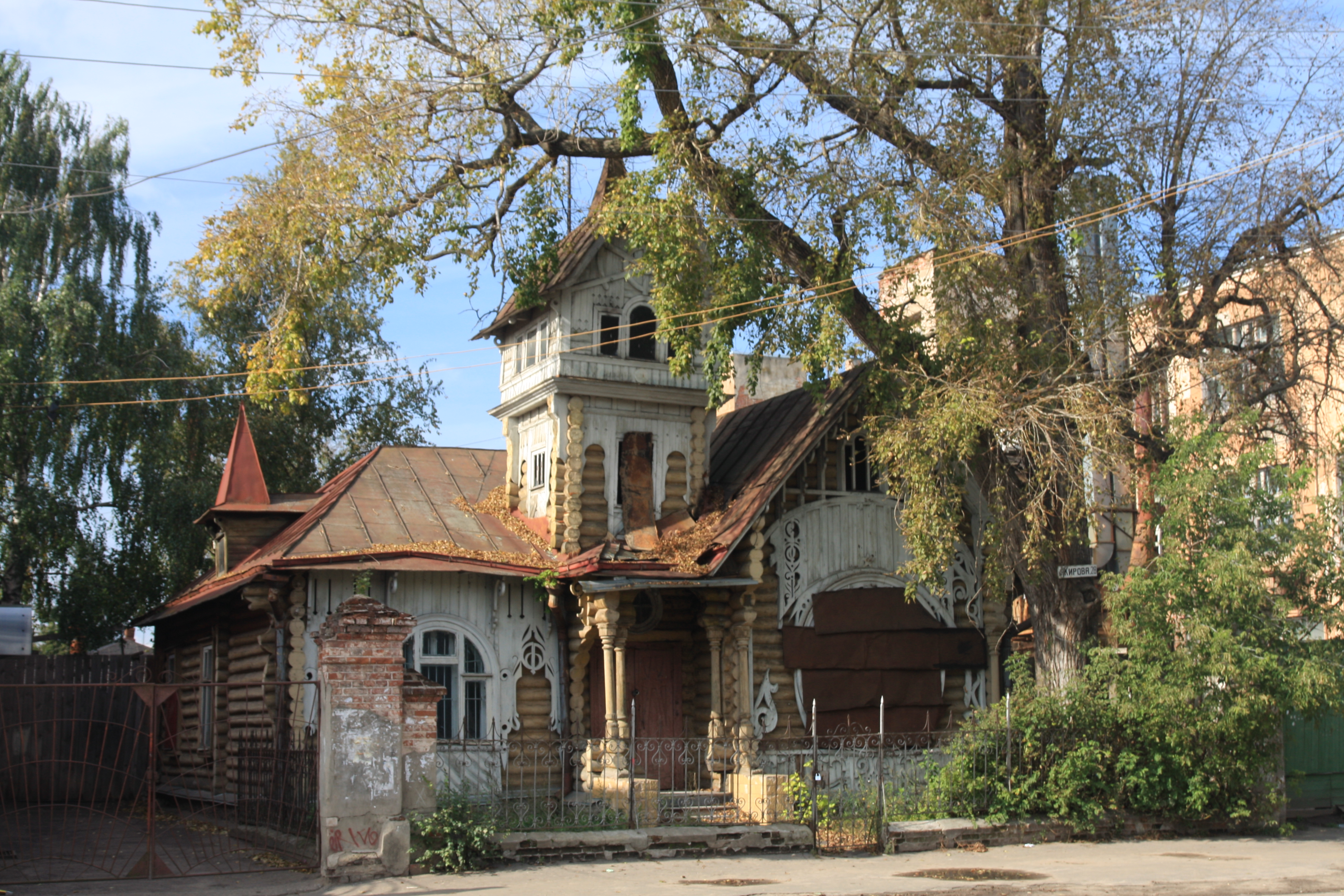
Кімри, колишній будинок Лужина.
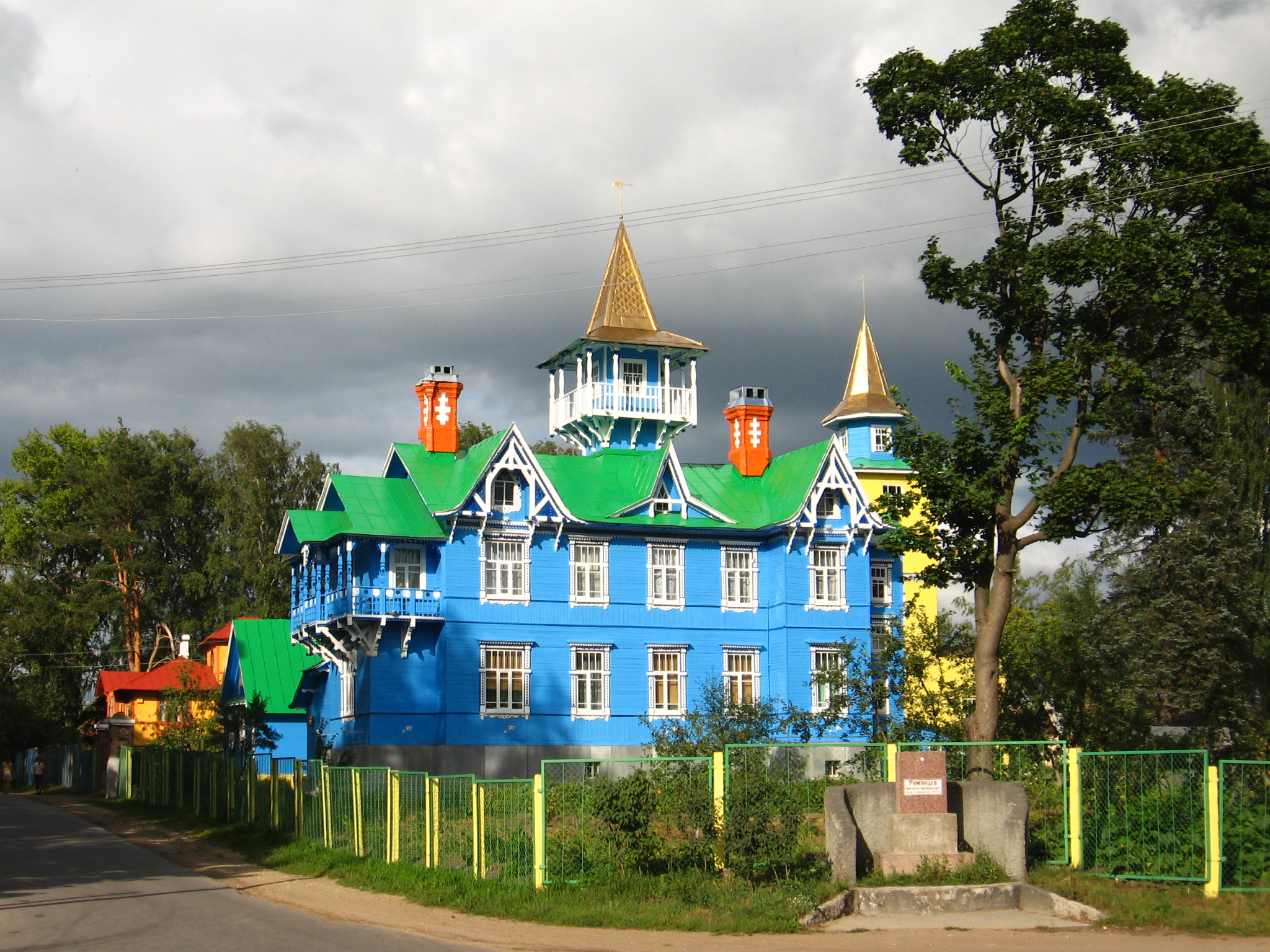
Колишный Осередок товариства тверезих, Вириця.
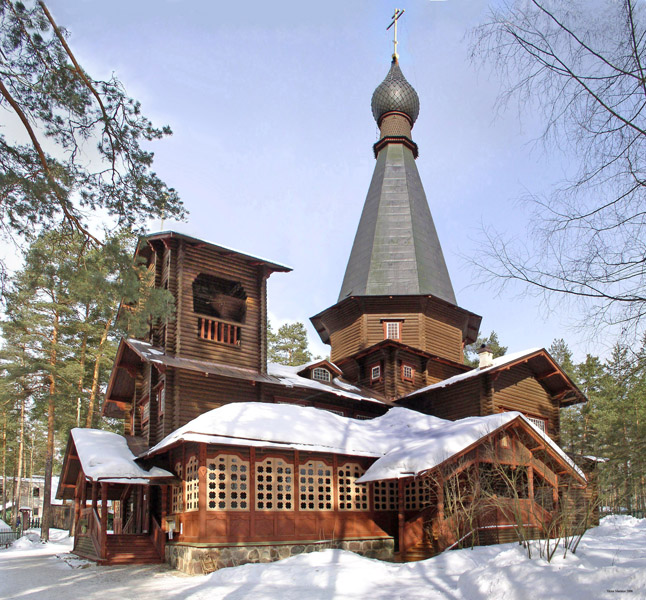
Казанська церква, Вириця, 1914 р. Сецесія.
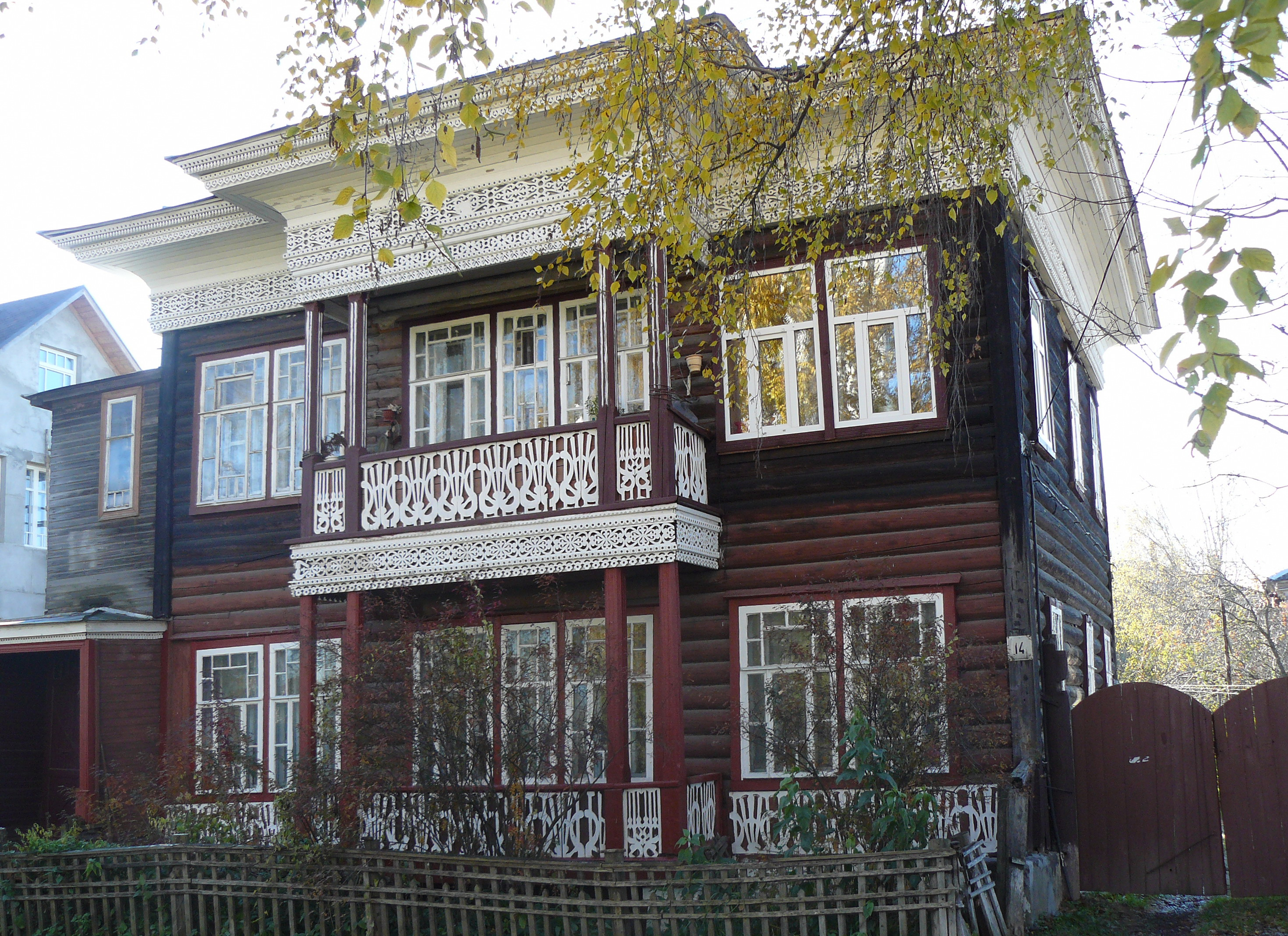
Вологда, приватна оселя
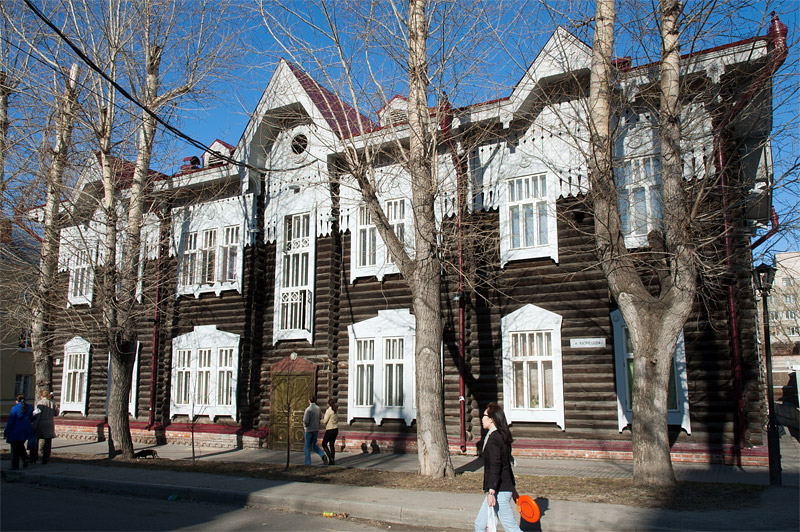
м. Томськ, сецесія
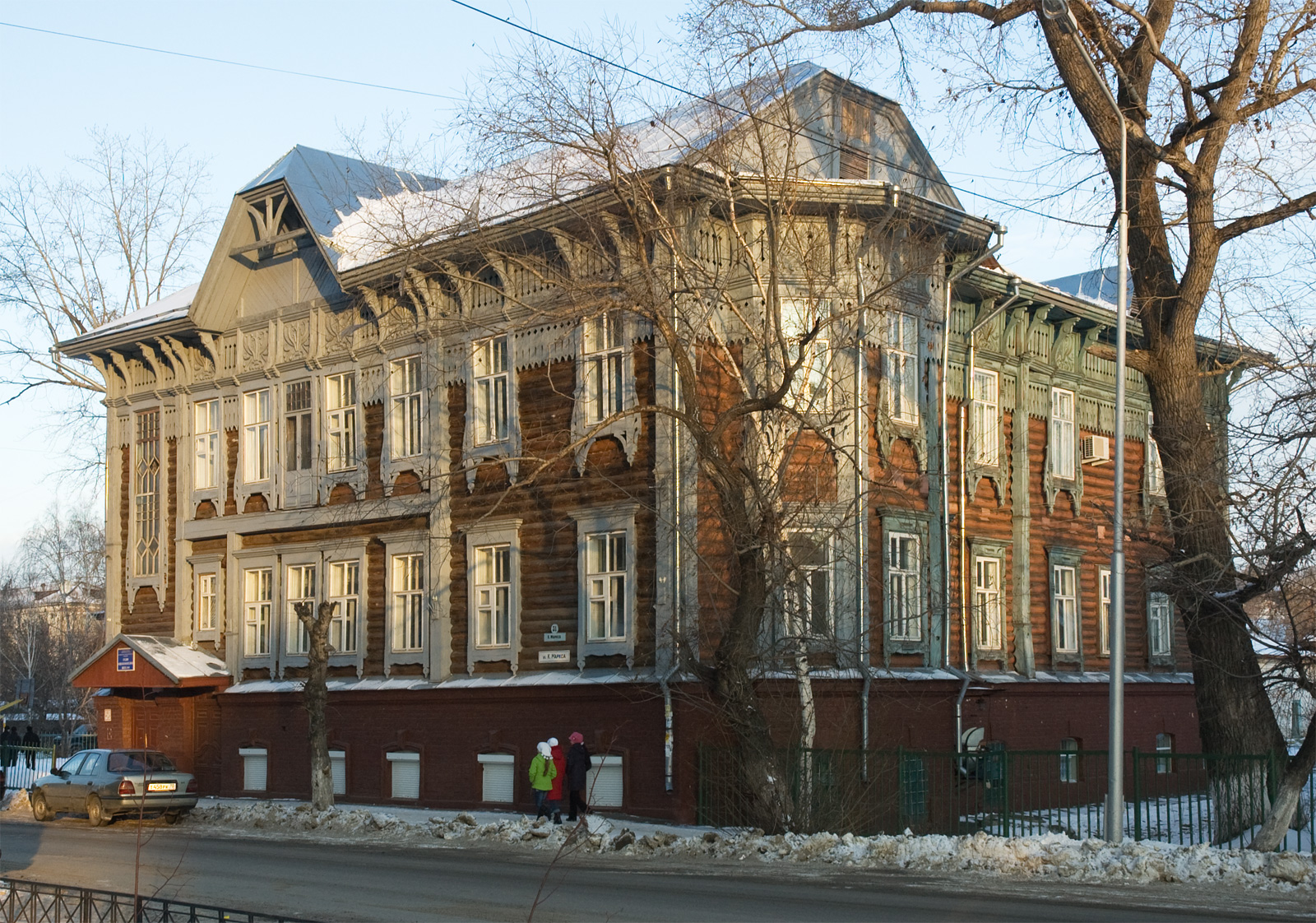
Томськ, вул. Карла Маркса, 31
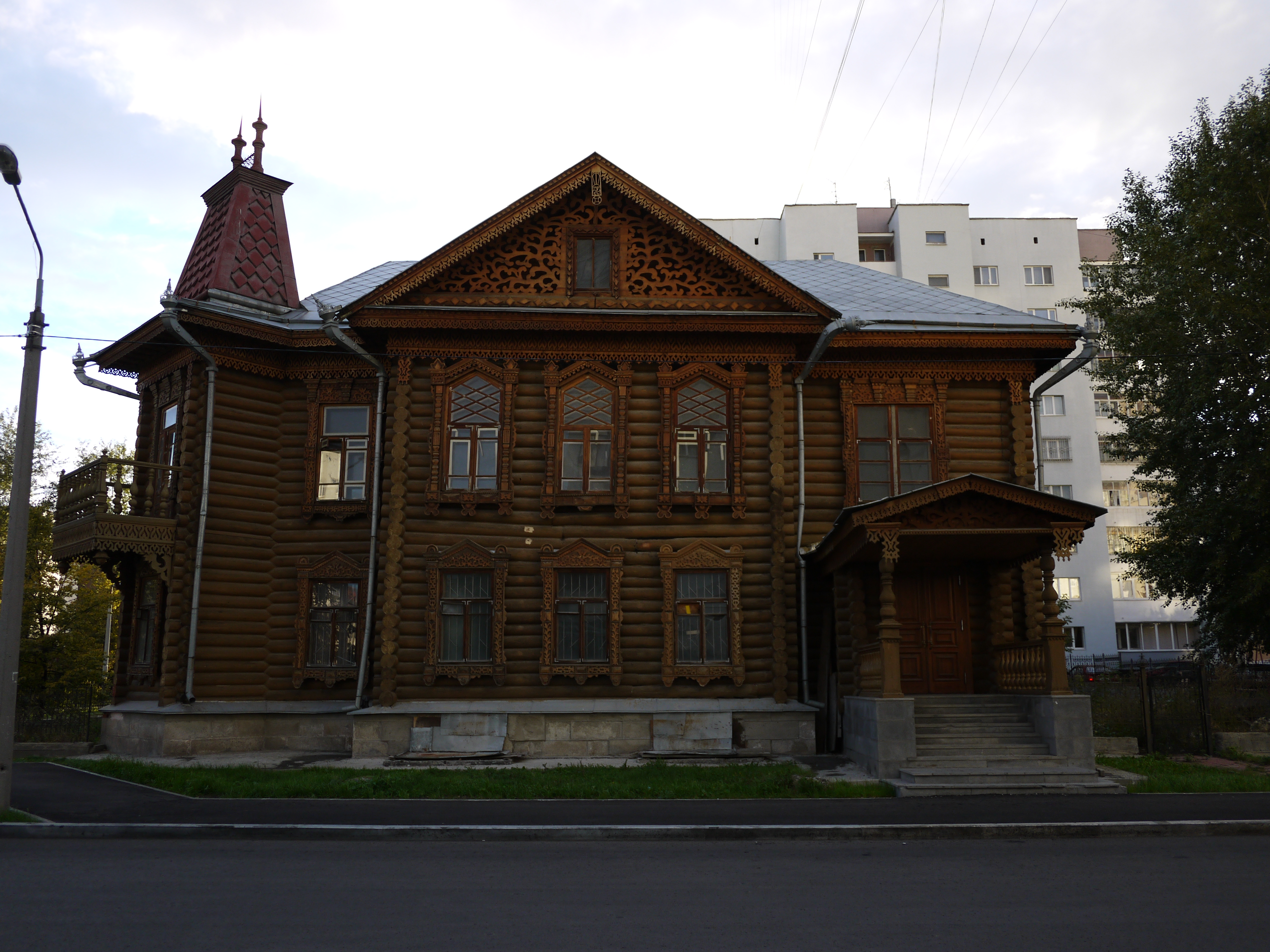
Музей купецького побуту, м. Єкатеринбург, сецесія.

## Дерев'яна архітектура

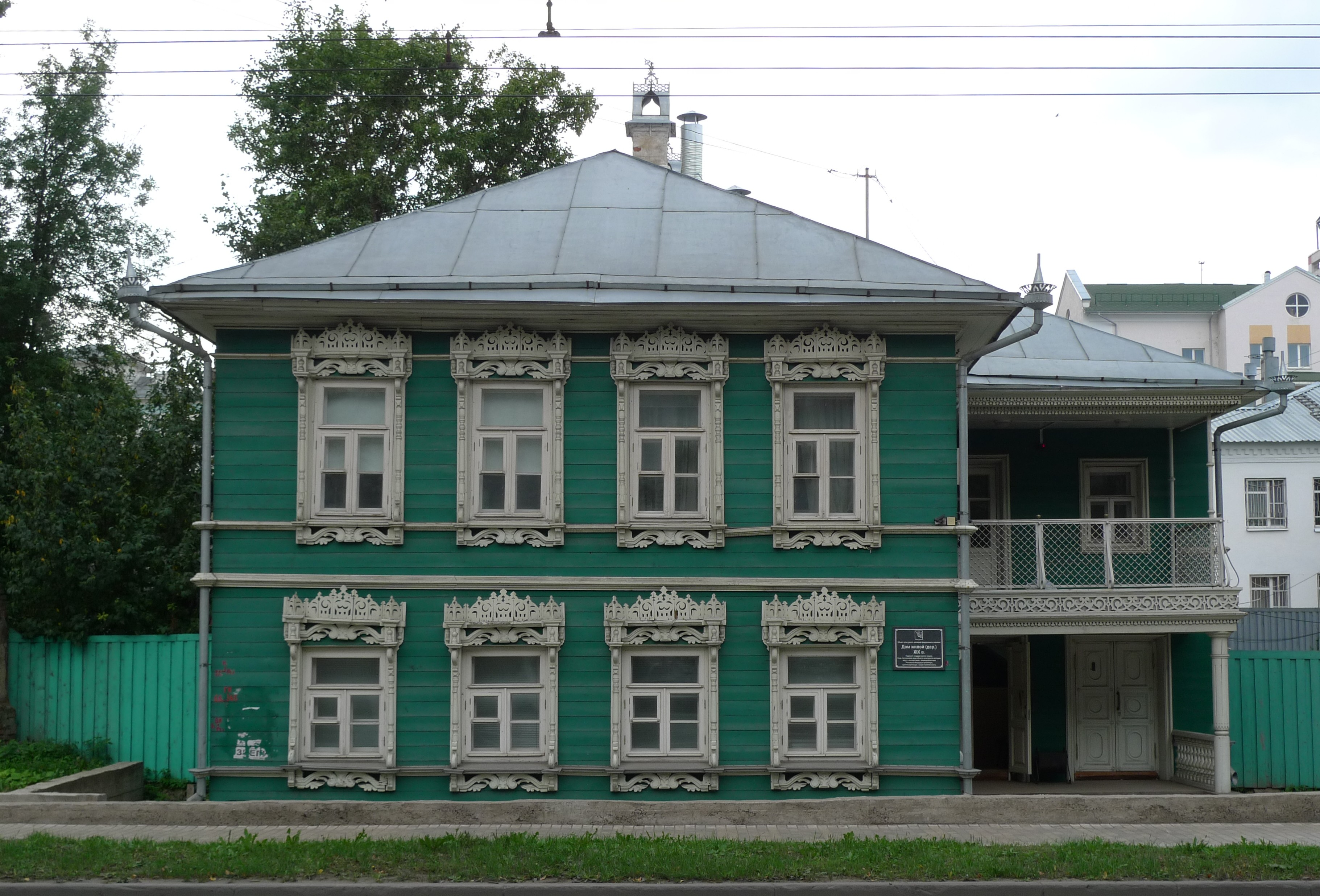
Вологда
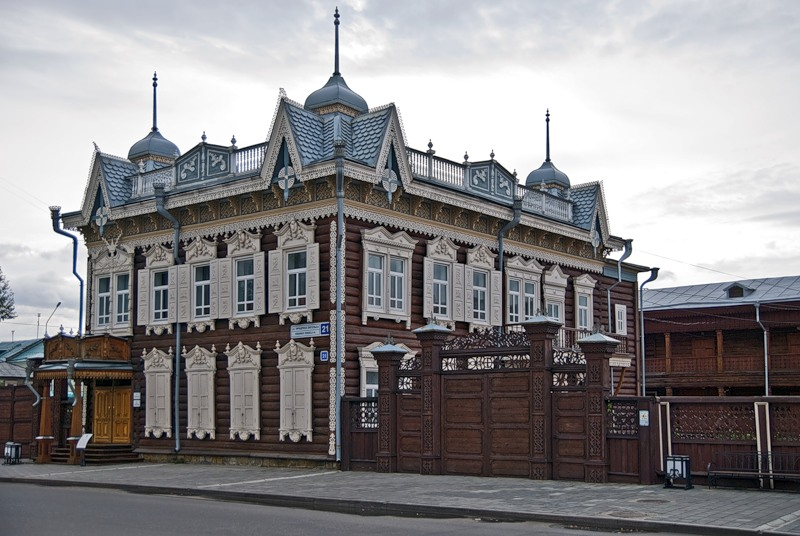
Іркутськ
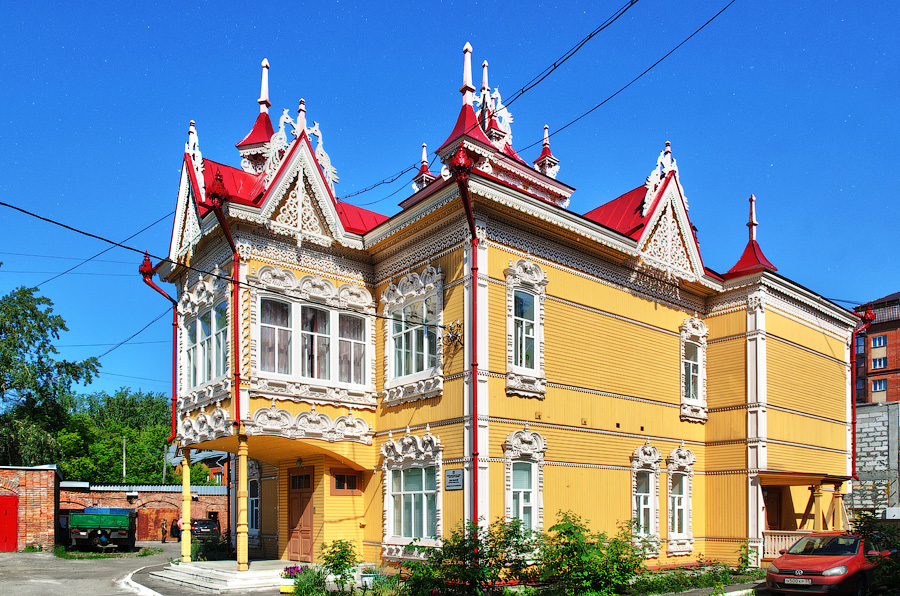
Томськ, дерев'яний дім, вул. Червоноармійська, 67
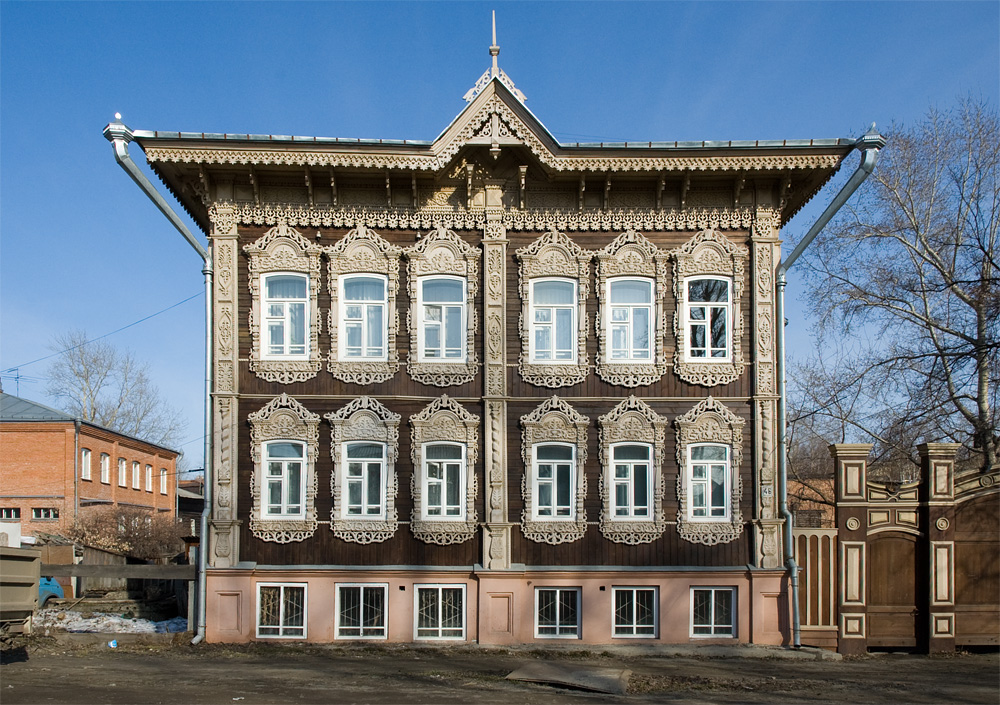
Томськ, вул. Татарська, 46
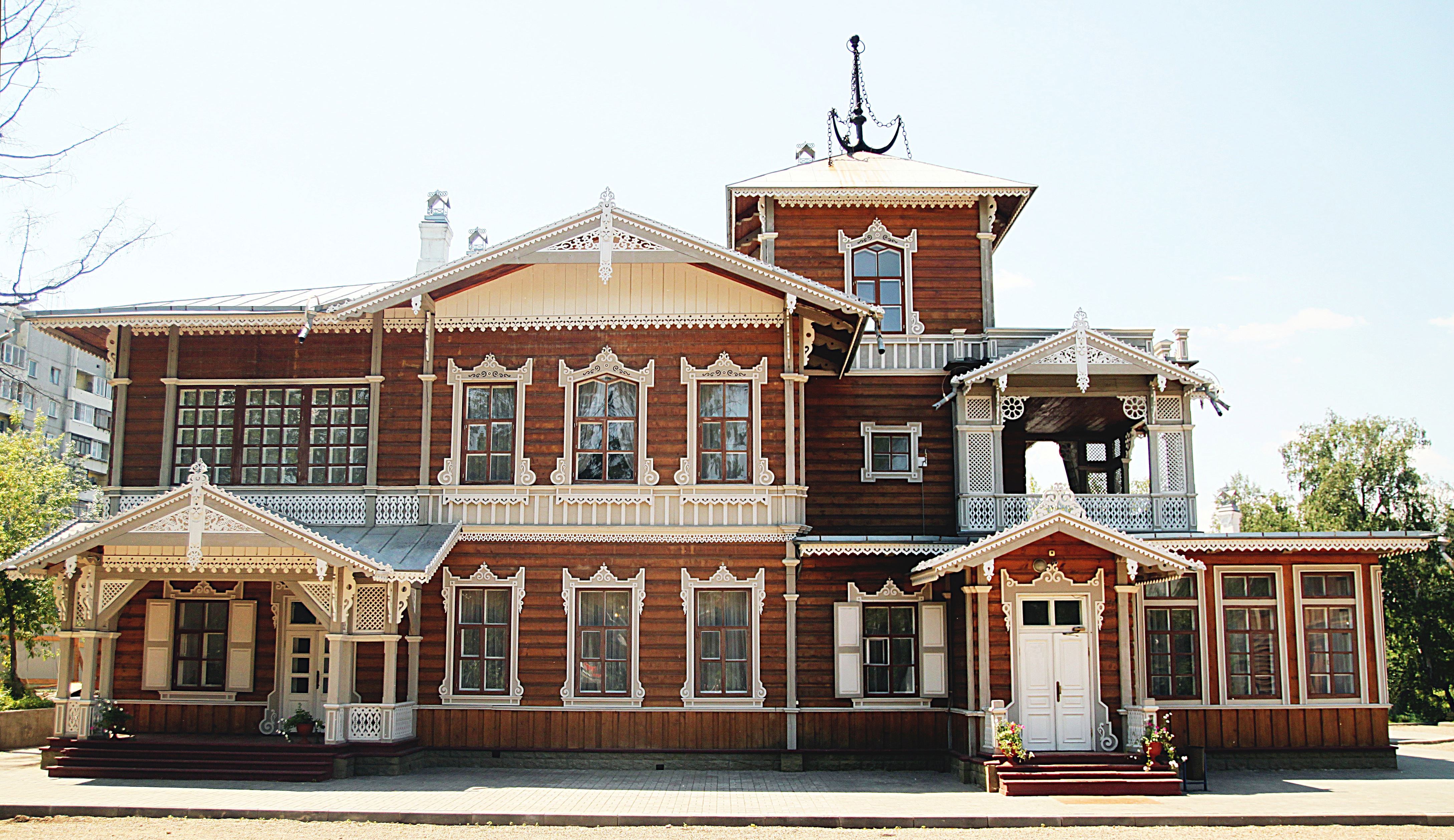
Іркутськ
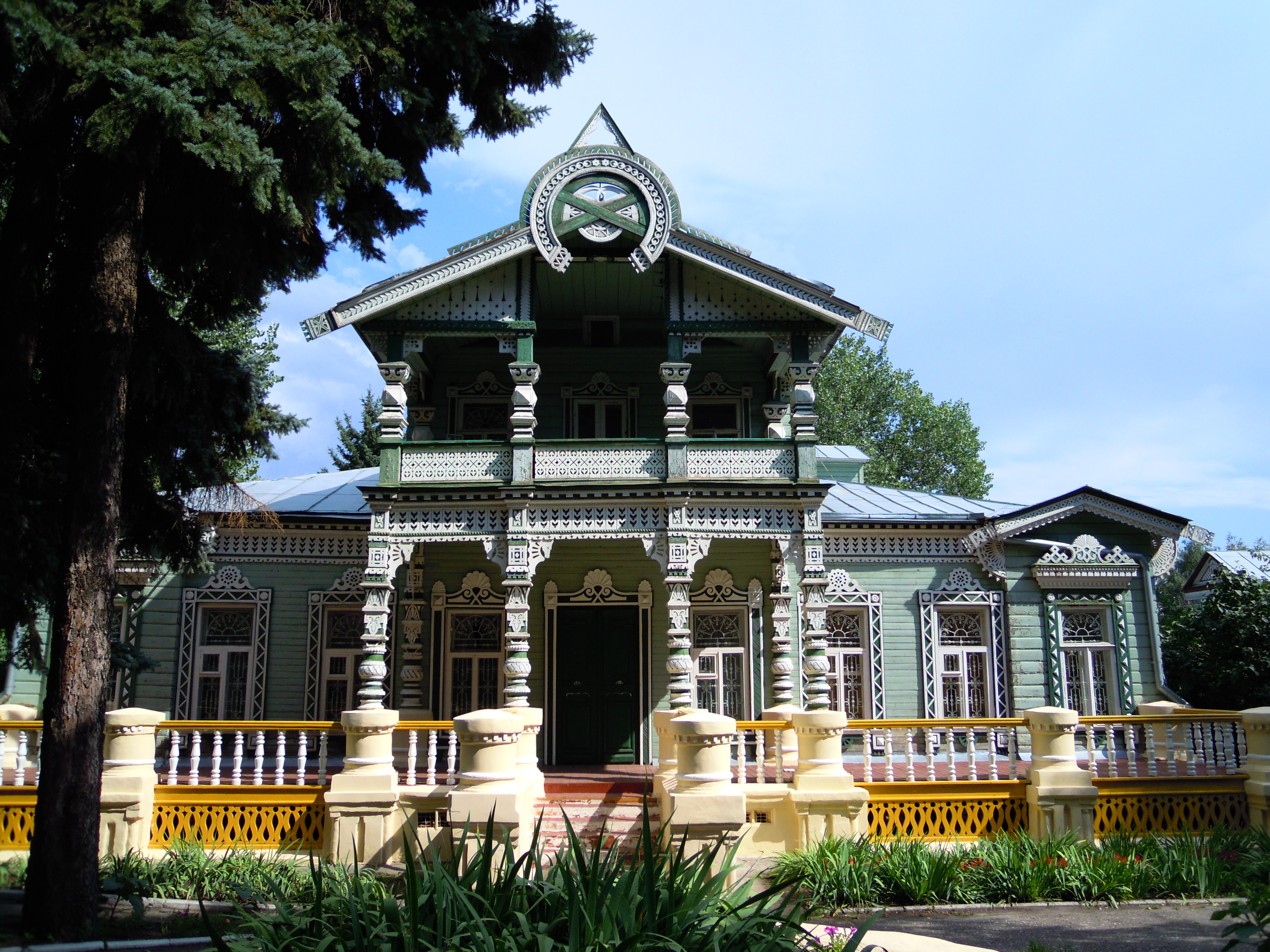
Пенза
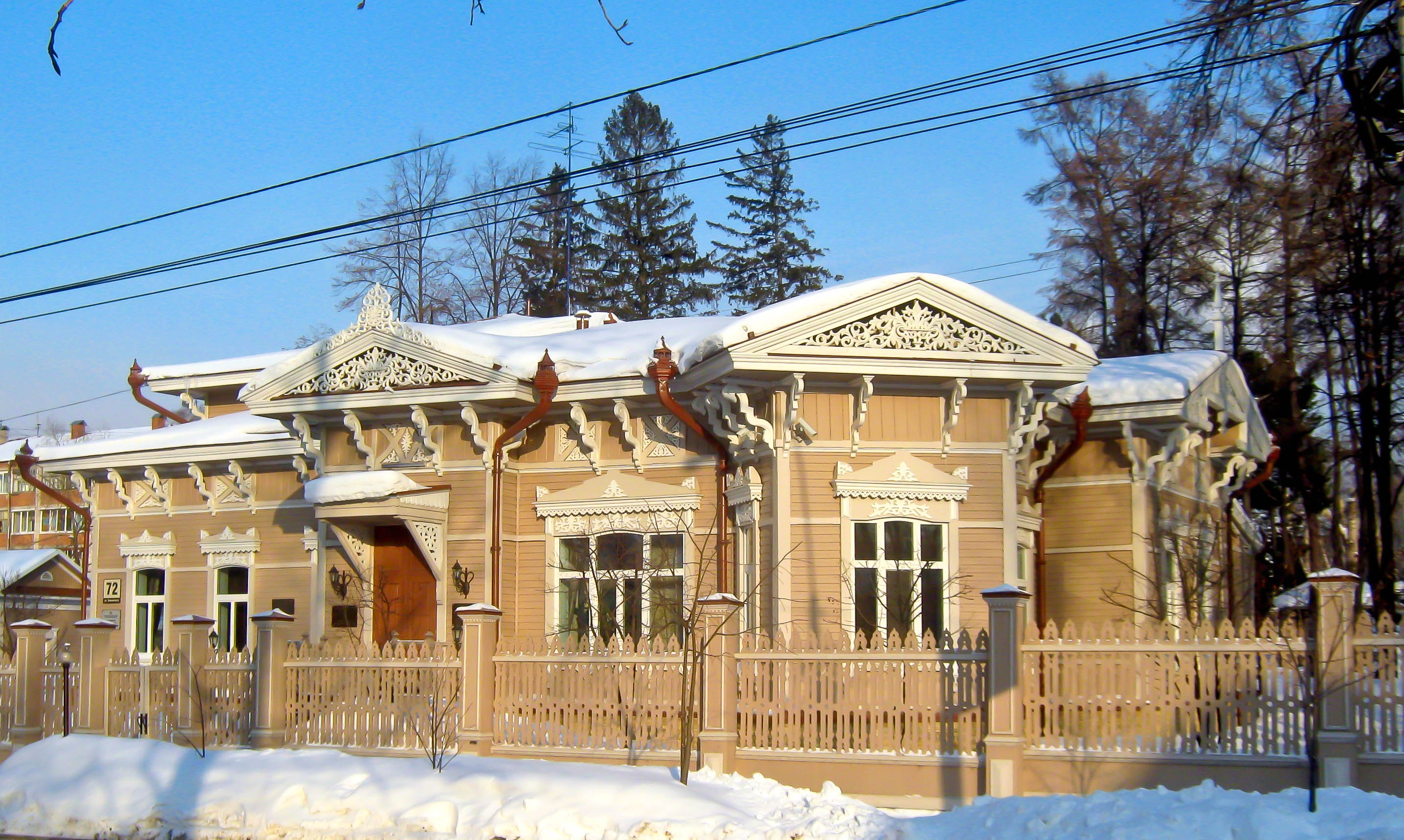
Томськ

## Зразки дерев'яної архітектури України

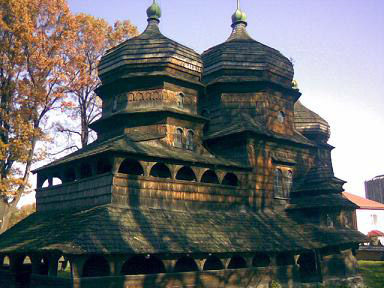
Церква святого Юра, Дрогобич, Львівська об.
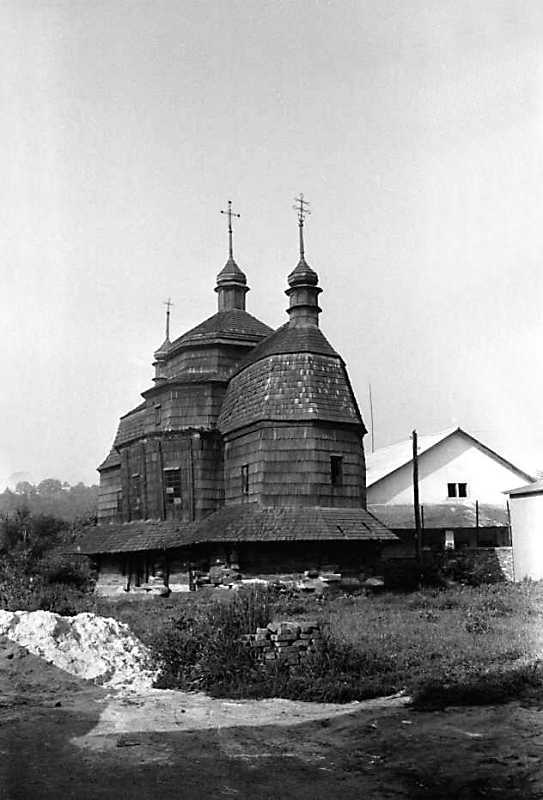
Церква Знесіння, Чортків, Тернопільська об.
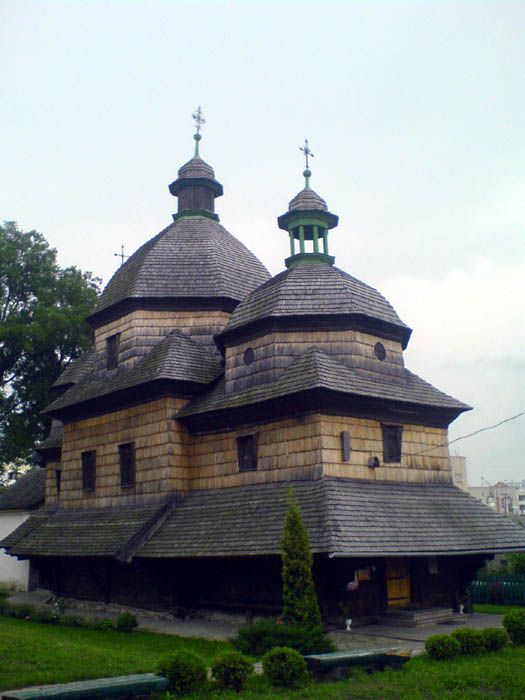
Жовква, церква Св. Трійці
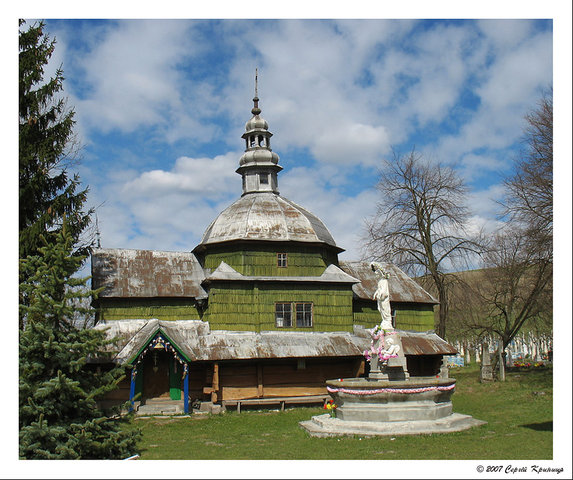
Ц. апостолів Петра и Павла, Урмань, Тернопільська об.
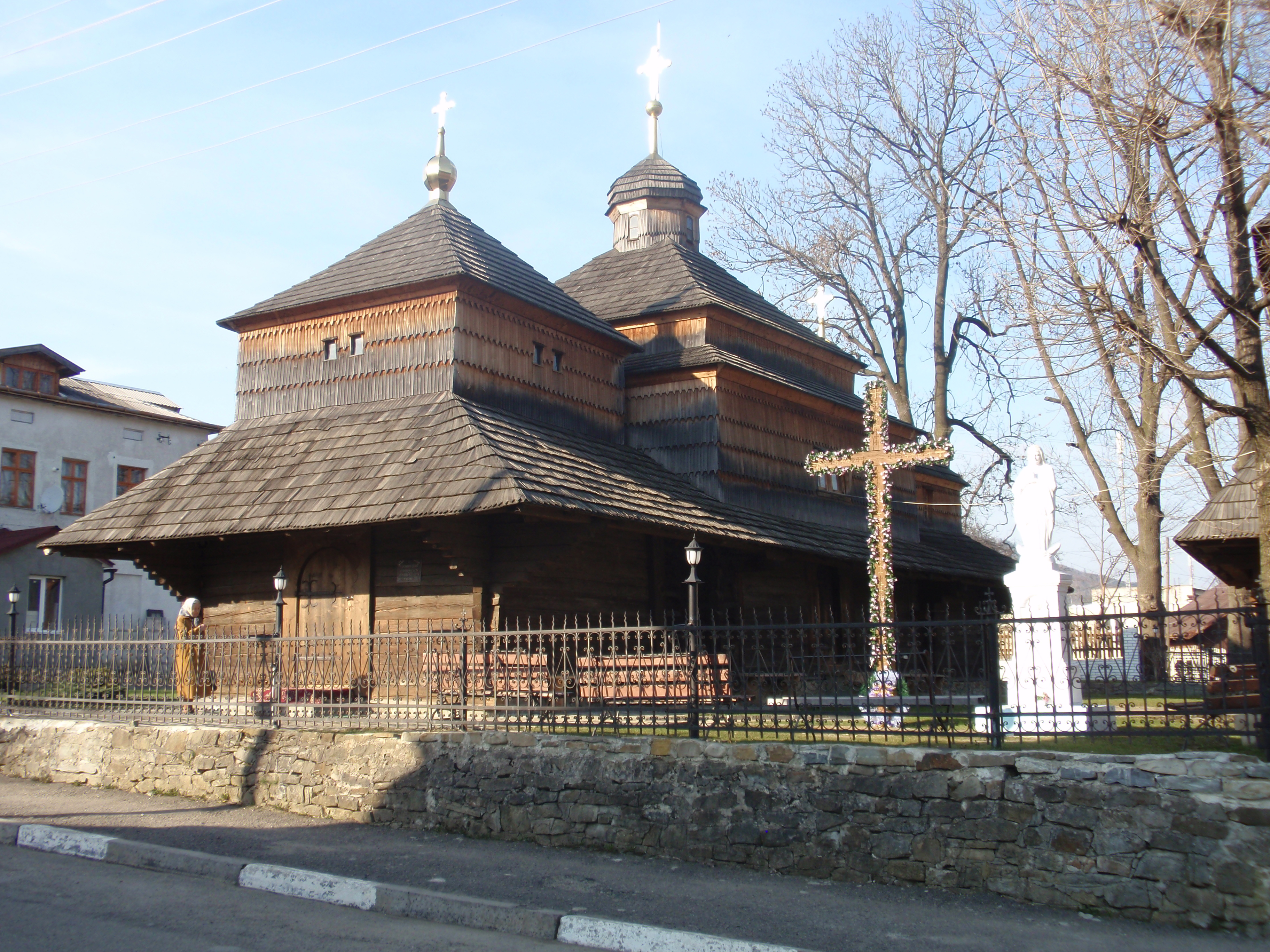
Храм Великомученика Пантелеймона (Сколе, Львівська об.)
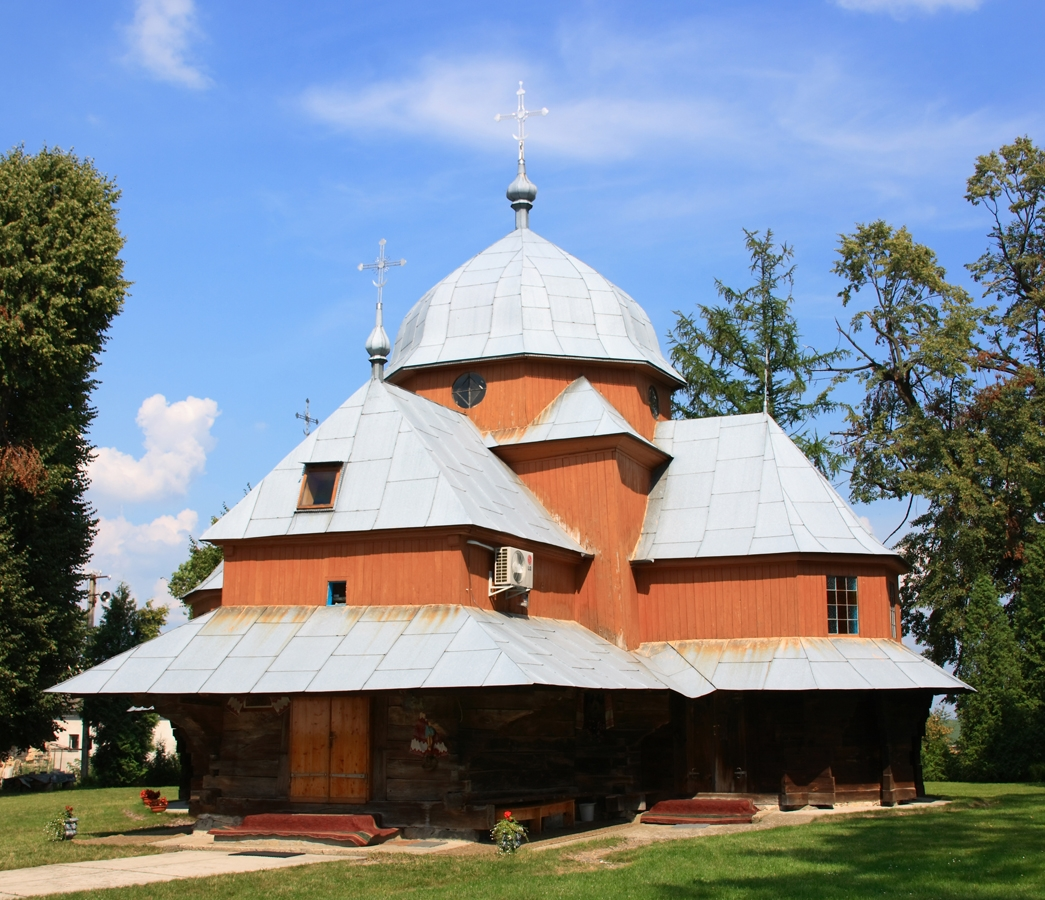
Церква Різдва Богородиці, Яворів, Львівська об.
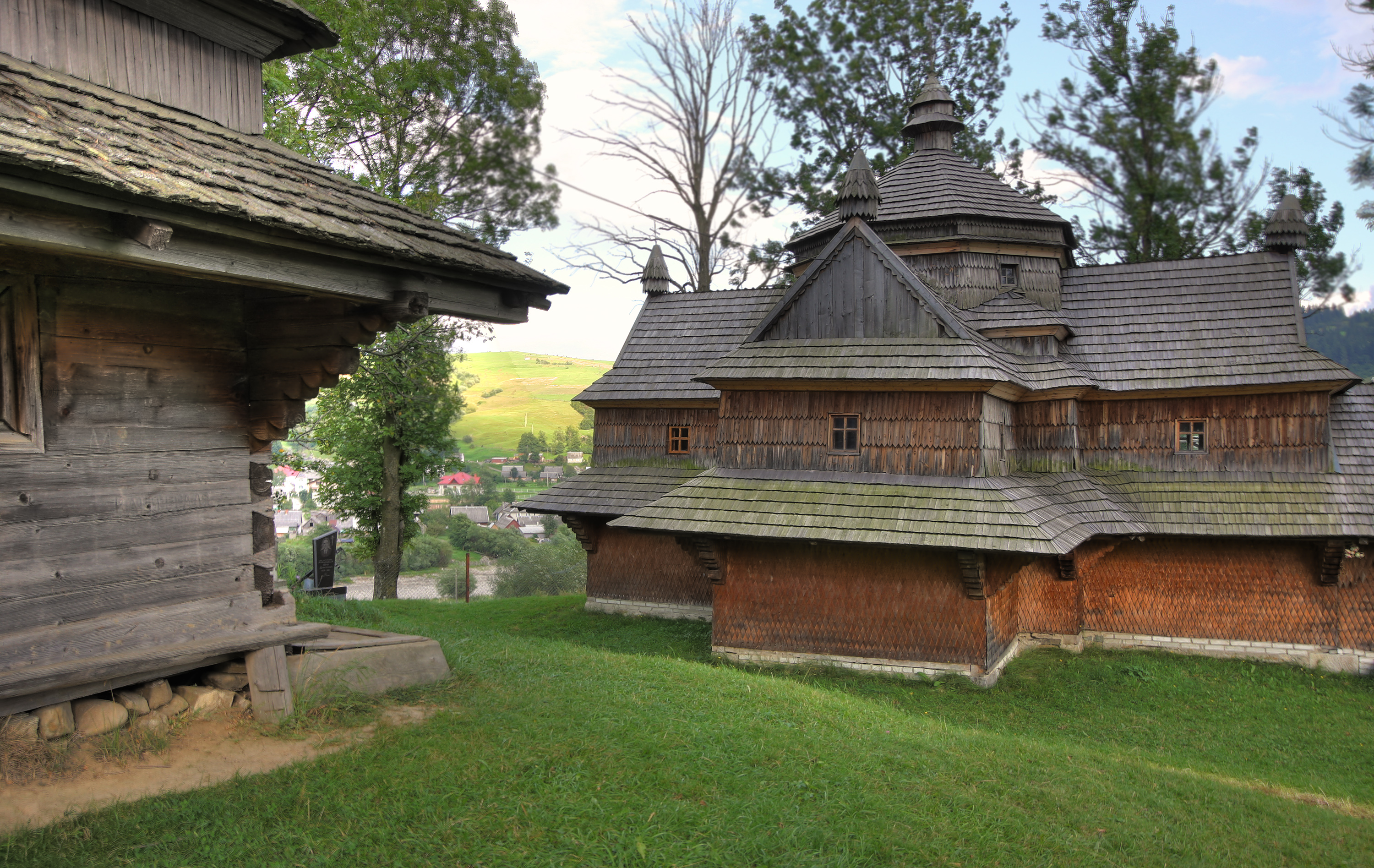
Ясіня, Церква Вознесіння Господнього
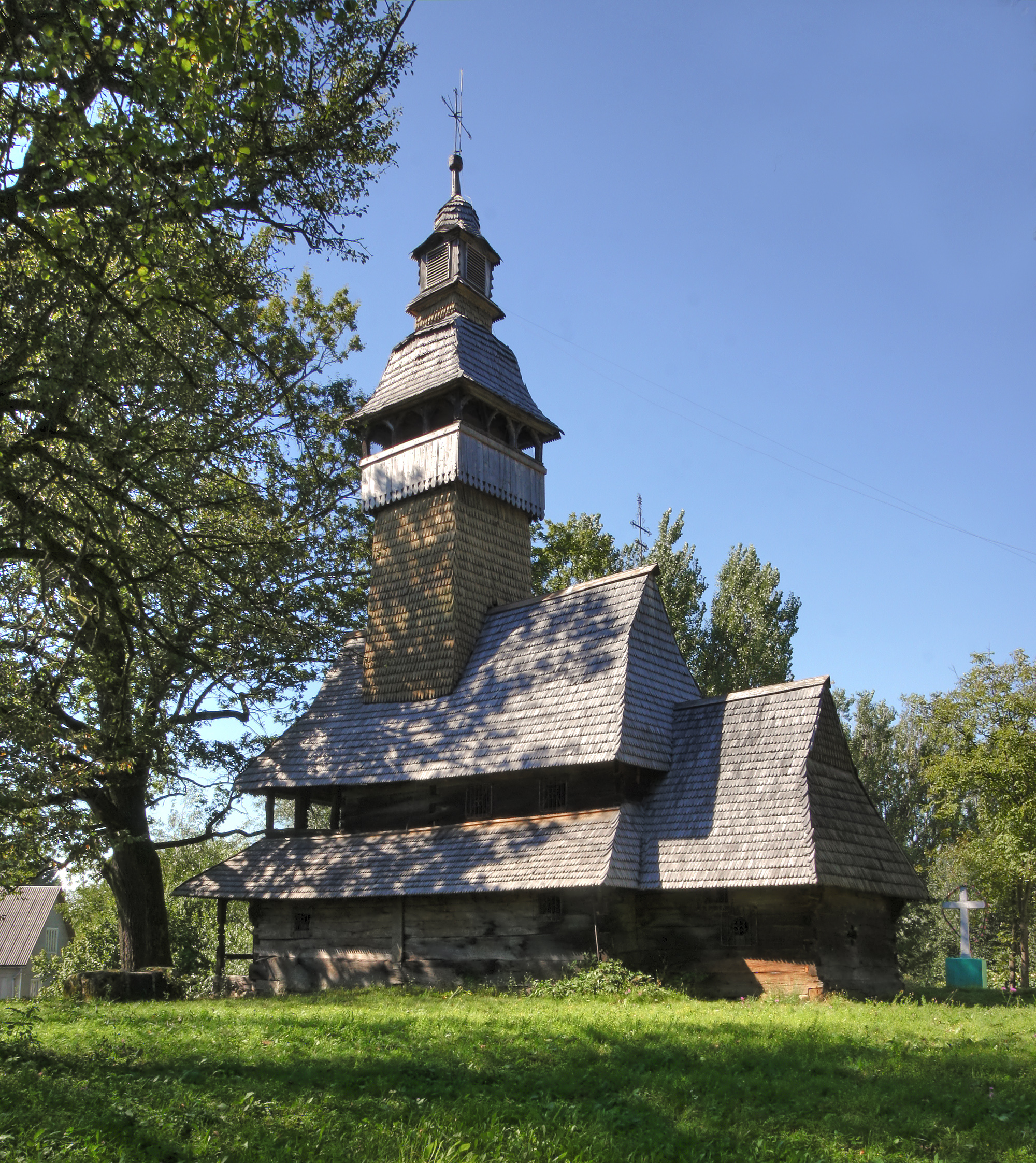
Колодне, Церква св. Миколая, XV століття
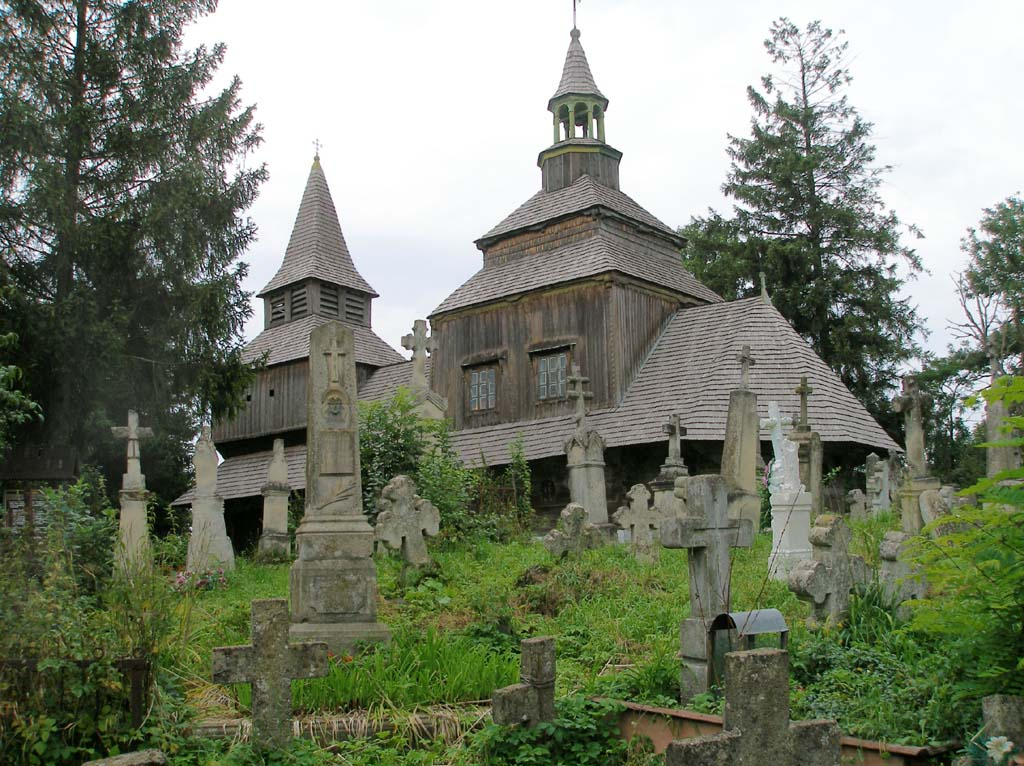
Церква Св. Трійці, Рогатин
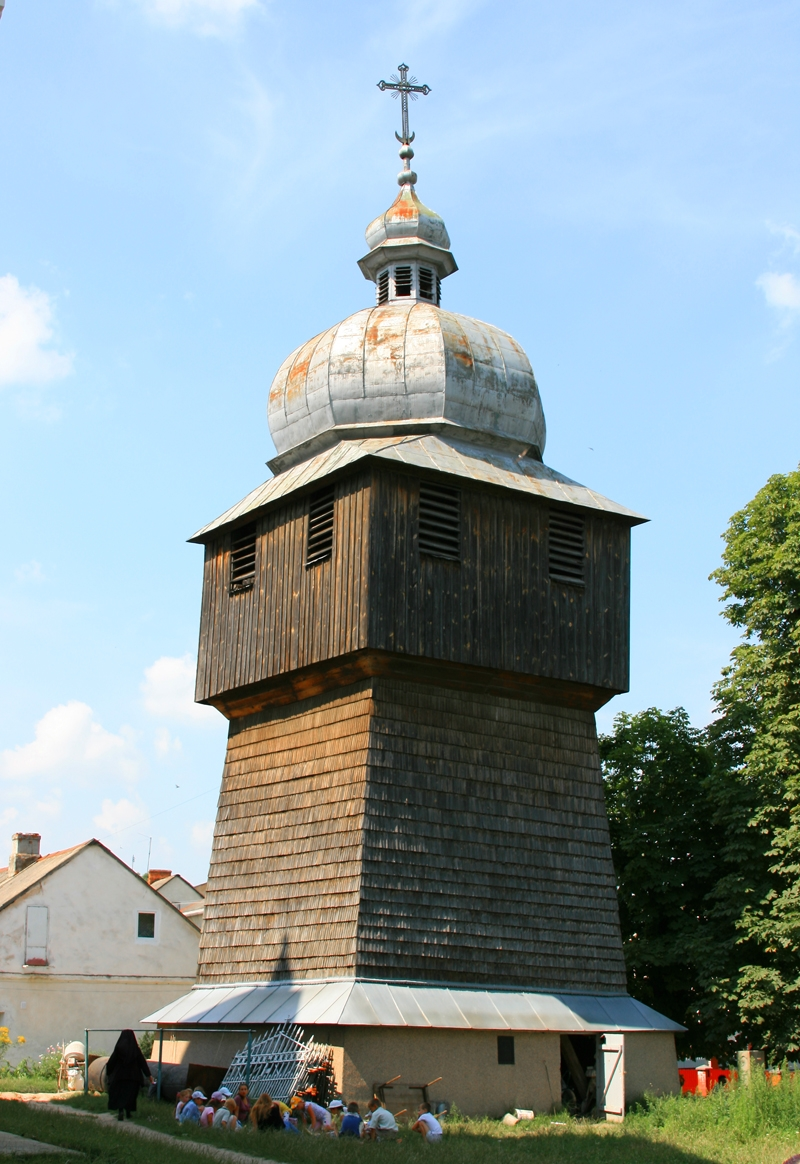
Дзвіниця Церкви Святого Юрія в місті Яворові Львівської області.

### Особливості дерев'яної архітектури України

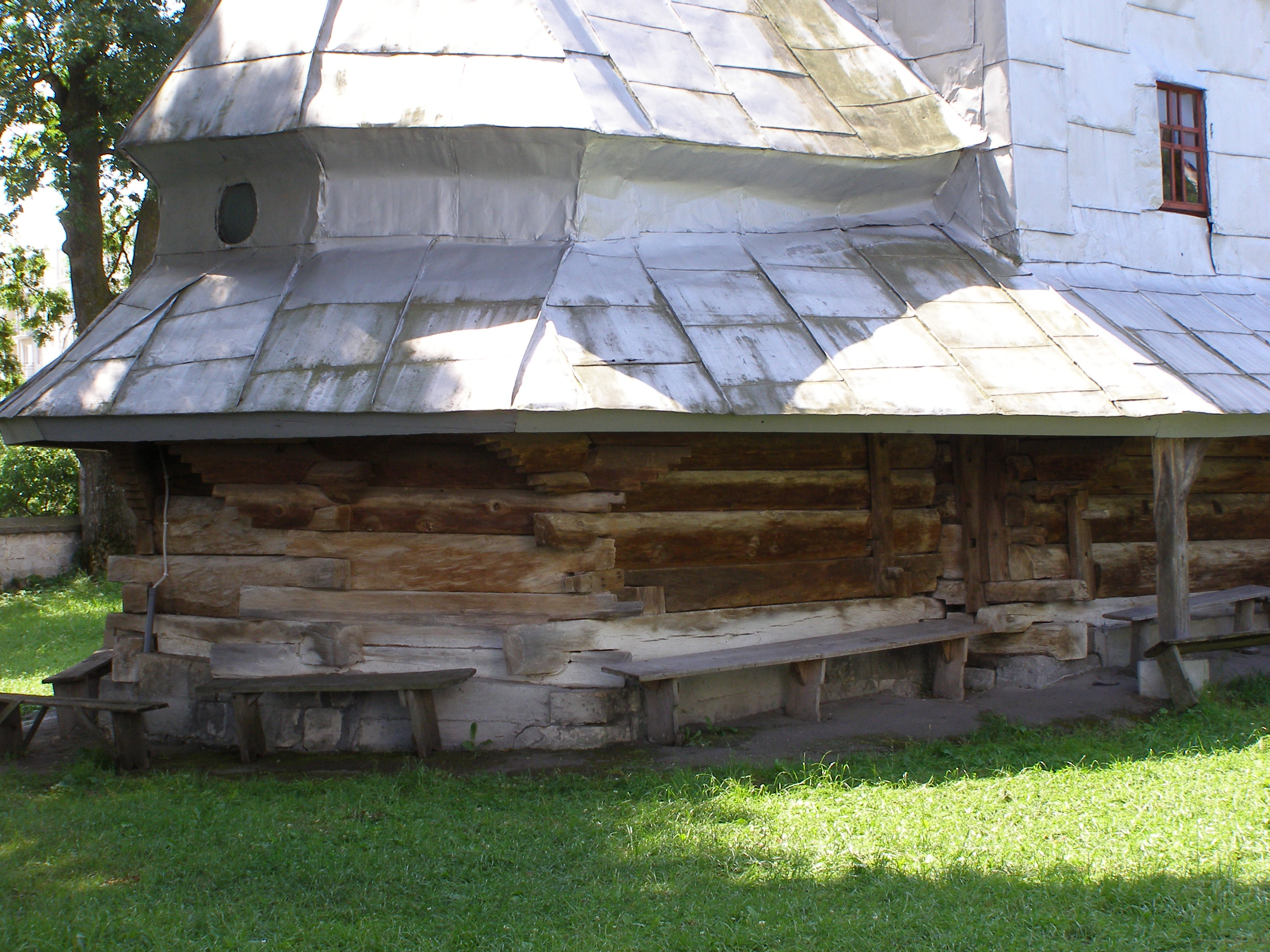
Використання брусів. Церква Св. Миколая, Бережани.

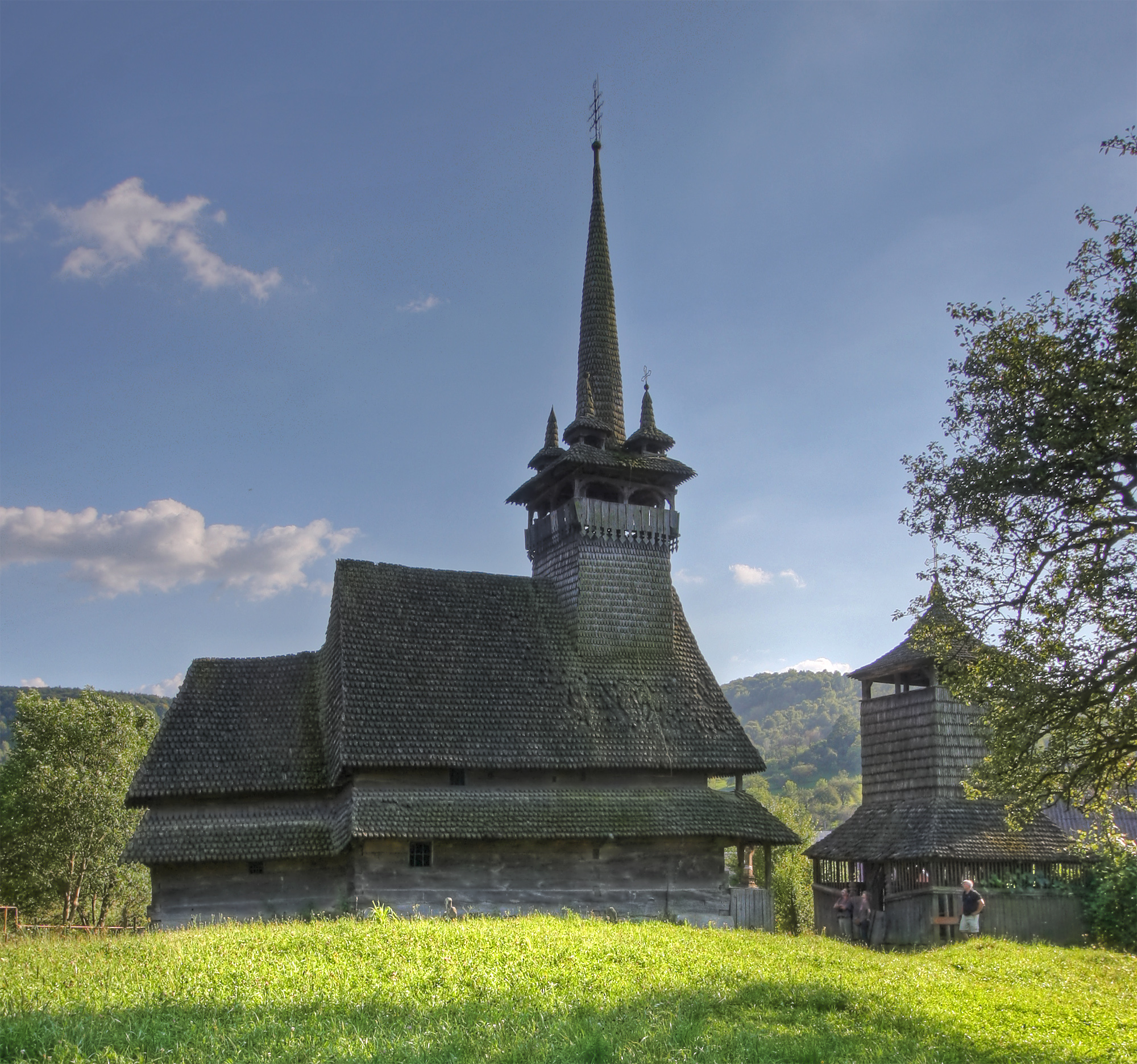
Олександрівка, Церква св. Параскеви, Закарпатська область.

Всі давні храми України, збудовані до ХІХ століття, є переважно тридільними, рідше 5-тидільними. За формою здебільшого нагадують тризуб: три приділи рядком один за одним, по центру найвища баня. Цим українська народна сакральна архітектура відрізняється від «московського» стилю архітектури, де нижня частина храму виглядає як неподільна чотирикутна споруда у формі куба правильного або видовженого (паралелепипеда), а нагорі в неї може бути кілька бань.
Не є тризубоподібними за формою дерев'яні тридільні церкви Закарпаття, Буковини та деяких місцевостей Галичини. Це пояснюється впливом готичного римо-католицького стилю архітектури.
На особливості дерев'яної архітектури України вплинула історія українських земель. Як відомо, західні землі України були роздерті між Річчю Посполитою та Австрійською імперією. Закарпаття, Буковина та Галичина довгий час не входили і до складу СРСР-УРСР. Саме там, на околиці «Лоскутної імперії» і залишились автентичні зразки української дерев'яної архітектури України, бо їх не перебудовували десятиліттями.
Іншою була доля дерев'яної архітектури земель України, що були приєднані до Російської імперії. Самобутню, незвичну для росіян тризубоподібну українську архітектуру десятиліттями «виправляли» до так званого синодального зразка. Це спотворювало місцеві типи архітектури, роблячи їх наднаціональними. Непорушеними росіянами залишилось лише декілька зразків на Волині та Поділлі (той район охоплював територію сучасних Вінницької, Хмельницької (південь), Тернопільської (без північної смуги), північні райони Одеської областей, а також невеликі прилеглі території Житомирської, Черкаської, Кіровоградської областей). Ще гірший стан був з дерев'яними церквами Лівобережної України. Декілька храмів сіверської архітектурної школи збереглись, наприклад, у Менському районі Чернігівської області. Місцевих (автентичних, неперероблених за синодальним зразком) на Лівобережжі майже не залишили. Але й ті почали нищити вже за часів СРСР з 1930-х років. Відомо, що за той період було зруйновано понад півтори тисячі (1500) церков.
На землях України в давнину майже не використовували «кругляк», такий характерний для дерев'яних церков Московії та Російської імперії. Особливо для північного російського будівництва, де «кругляк» ішов і на цивільні, і на сакральні споруди. Церкви в Україні будували з брусу, тобто отесаних колод. Саме колоди і зв'язували у вінець. Так утворювали зруб, характерний ще й для архітектури фінів, за твердженнями Василя Слободяна.
За твердженями В. Слободяна, у українських дерев'яних церков збережена відповідність зовнішнього і внутрішнього просторів. Кожен купол дерев'яної церкви відкритий доверху, а не закритий дерев'яним «небом», як у росіян, що не використовували розкриття храму догори в інтер'єрах. Навіть якщо українська дерев'яна церква мала п'ять верхів — вони всі були розгорнуті догори.
Іншим був і тип дерев'яних дзвіниць.
Докладніше: Дерев'яні храми України

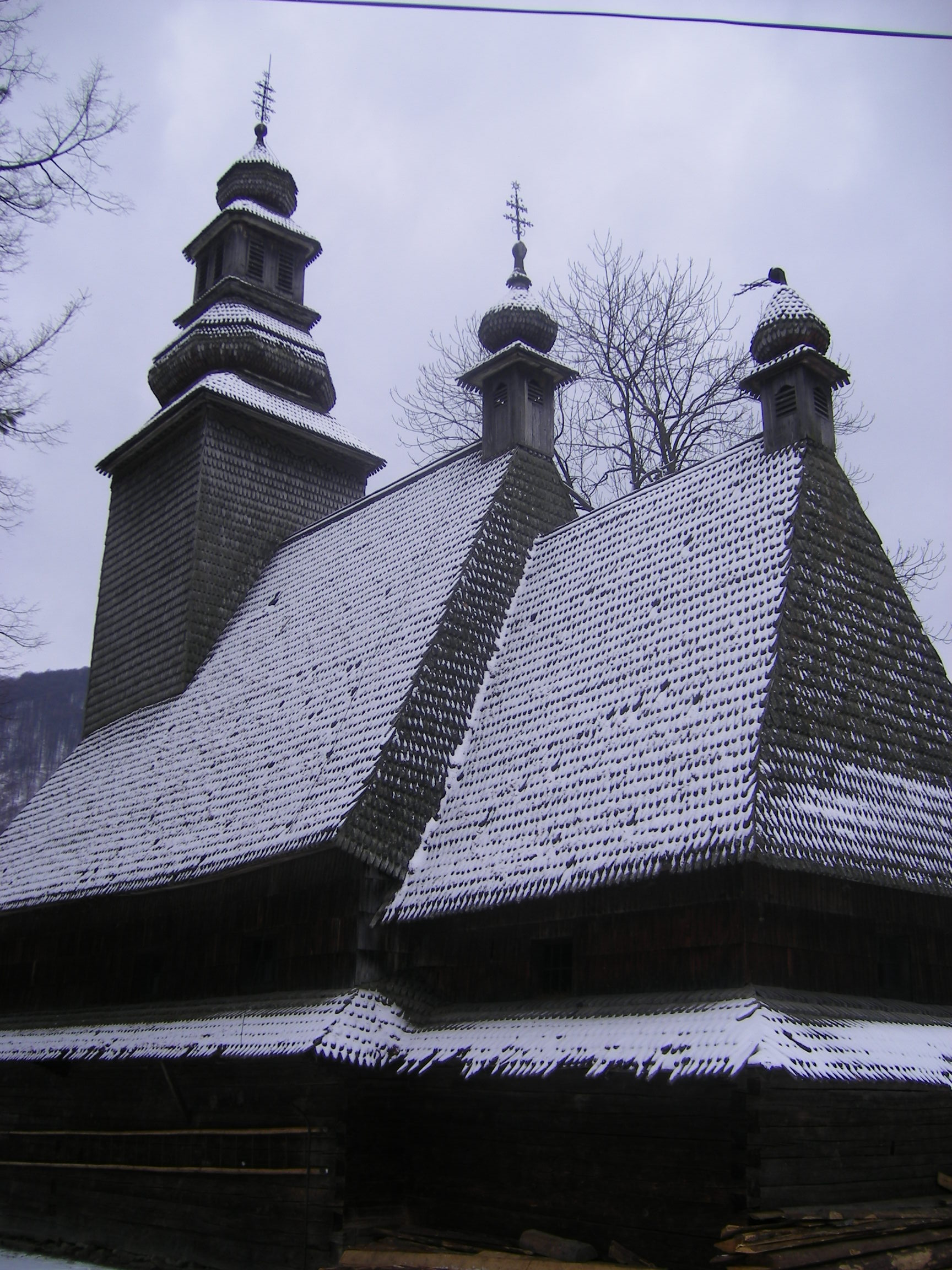
Церква в селі Колочава.
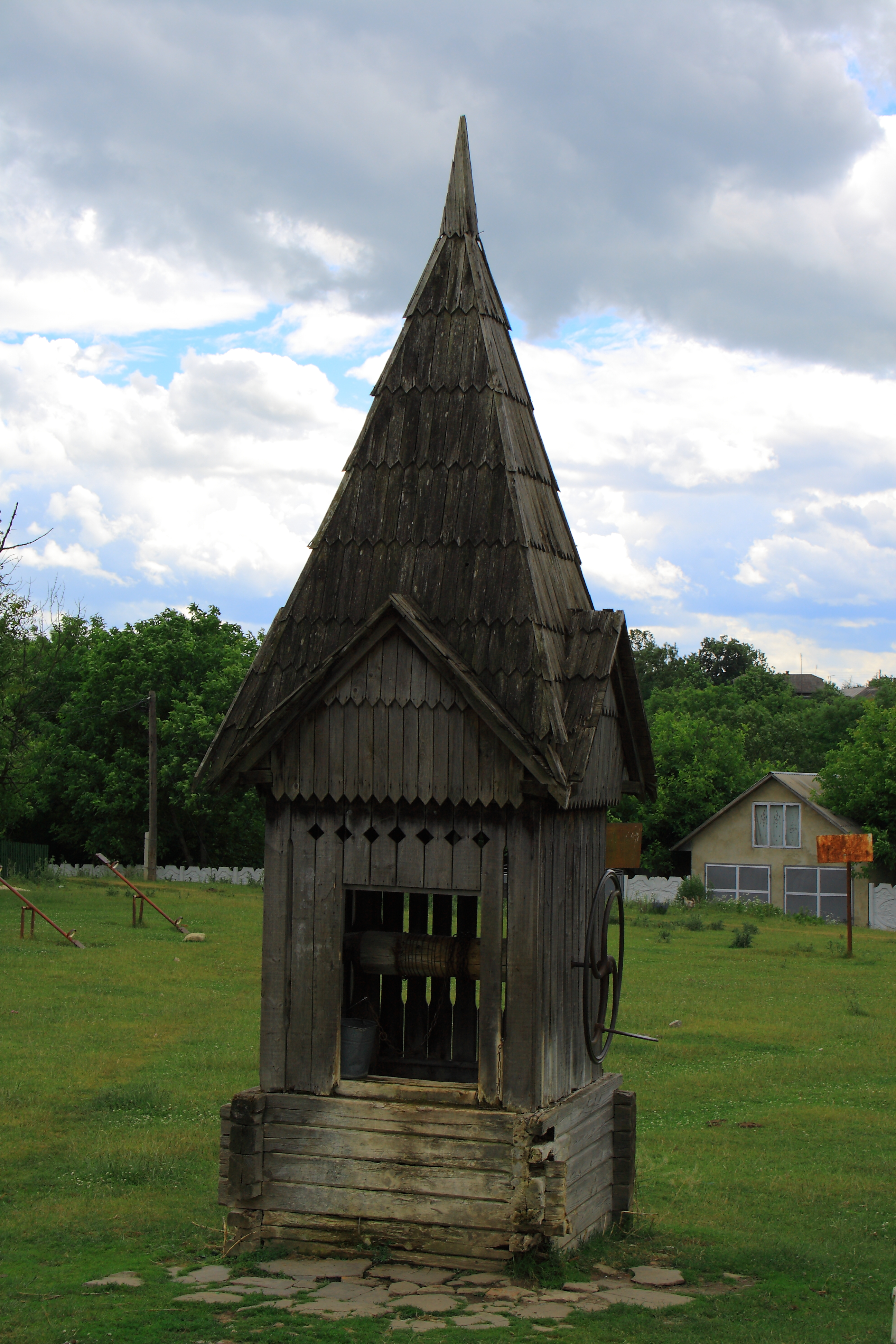
Криниця у селі Кривче, Поділля
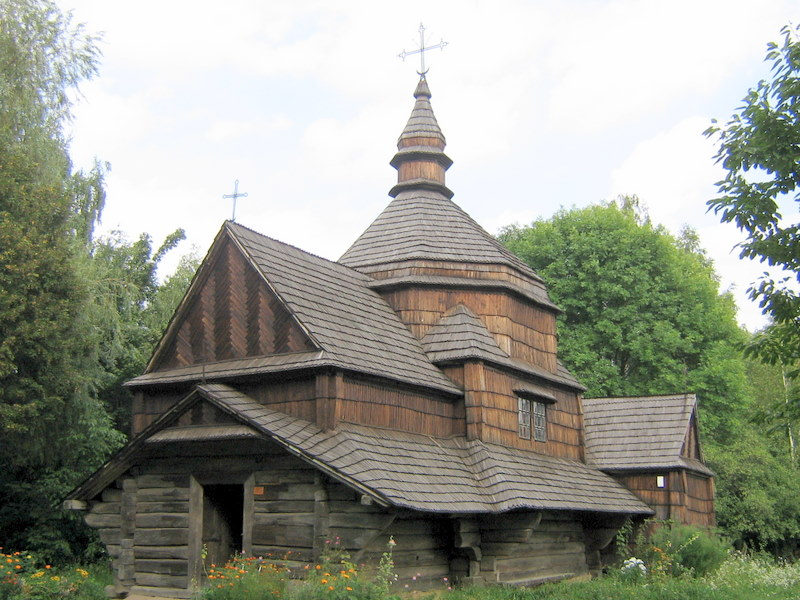
Церква Св.Миколая із села Зелене
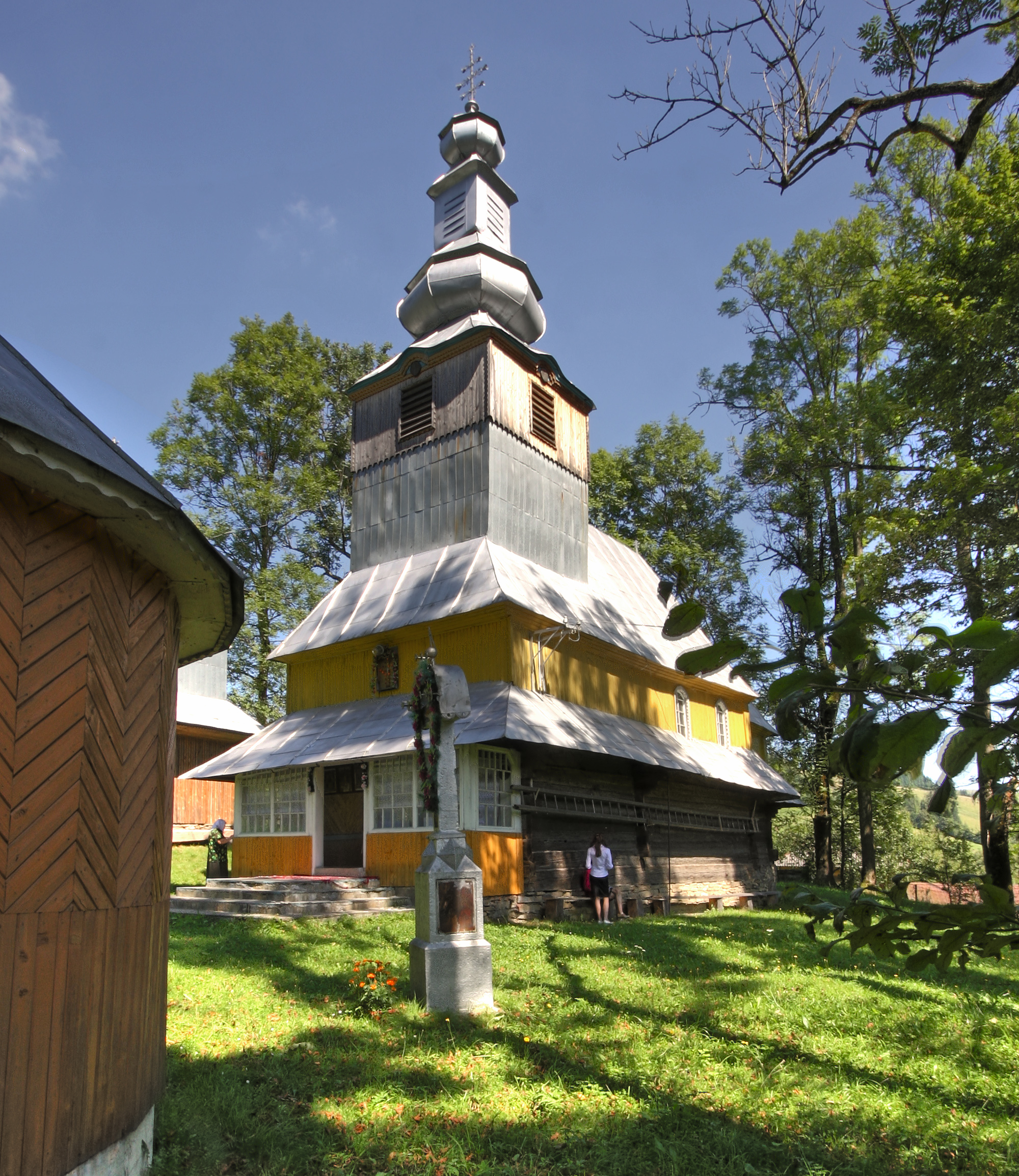
Подобовець, Церква Св. Миколи Чудотворця
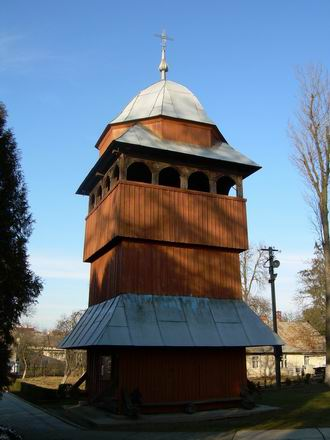
Дзвіниця Церкви Різдва Богородиці в місті Яворові Львівської області.

### Дерев'яні костели України
Широке використання дерева в будівництві було логічним і в побудові костьолів. Зазвичай дерев'яний костьол передував побудові костьола в цеглі і камені, про що свідчать історичні джерела XIV-XVII-XVIII століть. Заміна дерев'яних костьолів на кам'яні і цегельні обумовила масове знищення костьолів з дерева. Доклали до цього свій страшний внесок і пожежі, і війни, і недбалість людей. Незначна кількість дерев'яних костьолів України, що дивом дійшли до XXI століття, потребує негайного рятування і перевезення в музеї дерев'яної архітектури, що вже існують у Львові, Києві тощо.

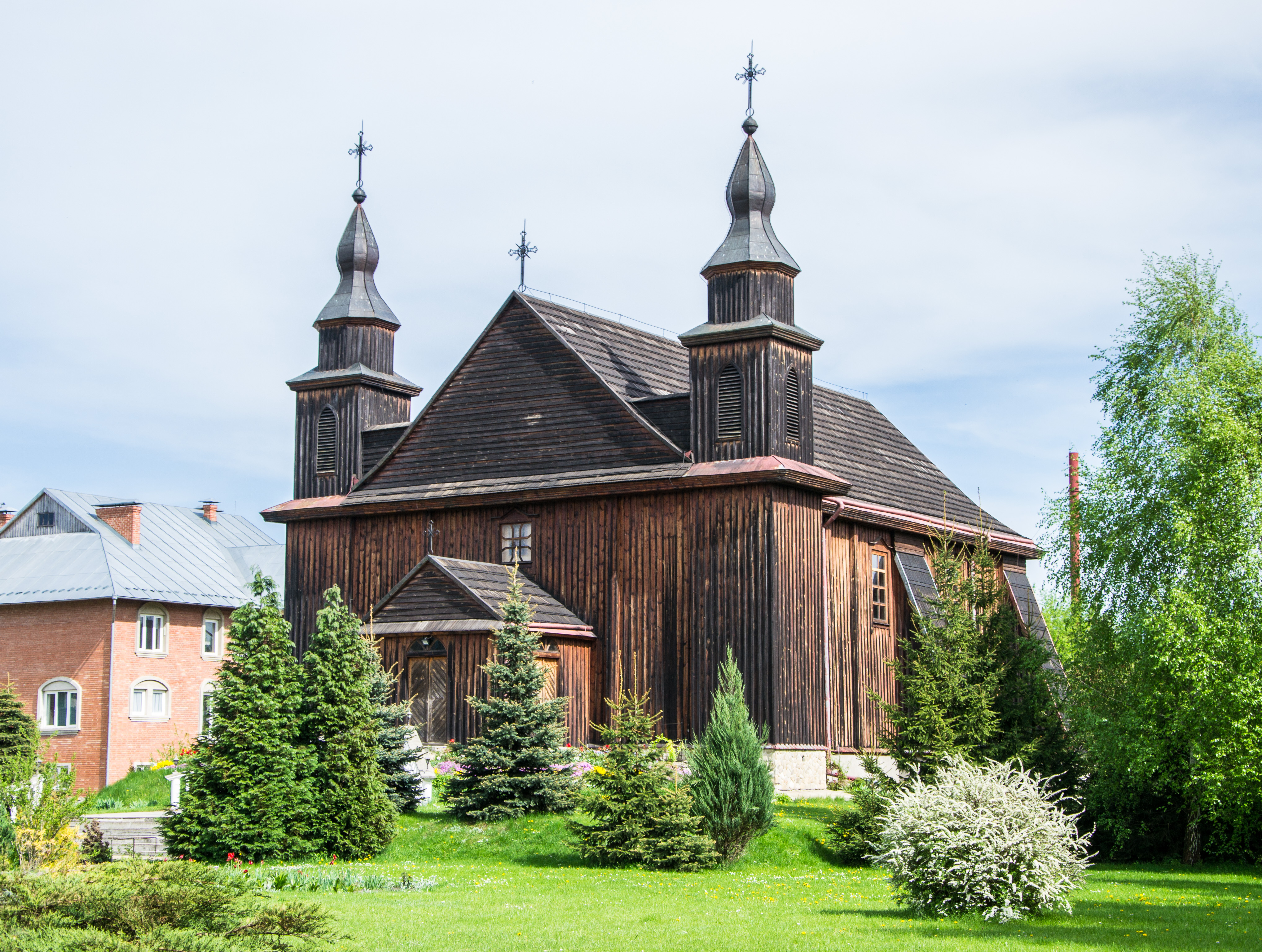
Костьол Святої Анни (Ковель).
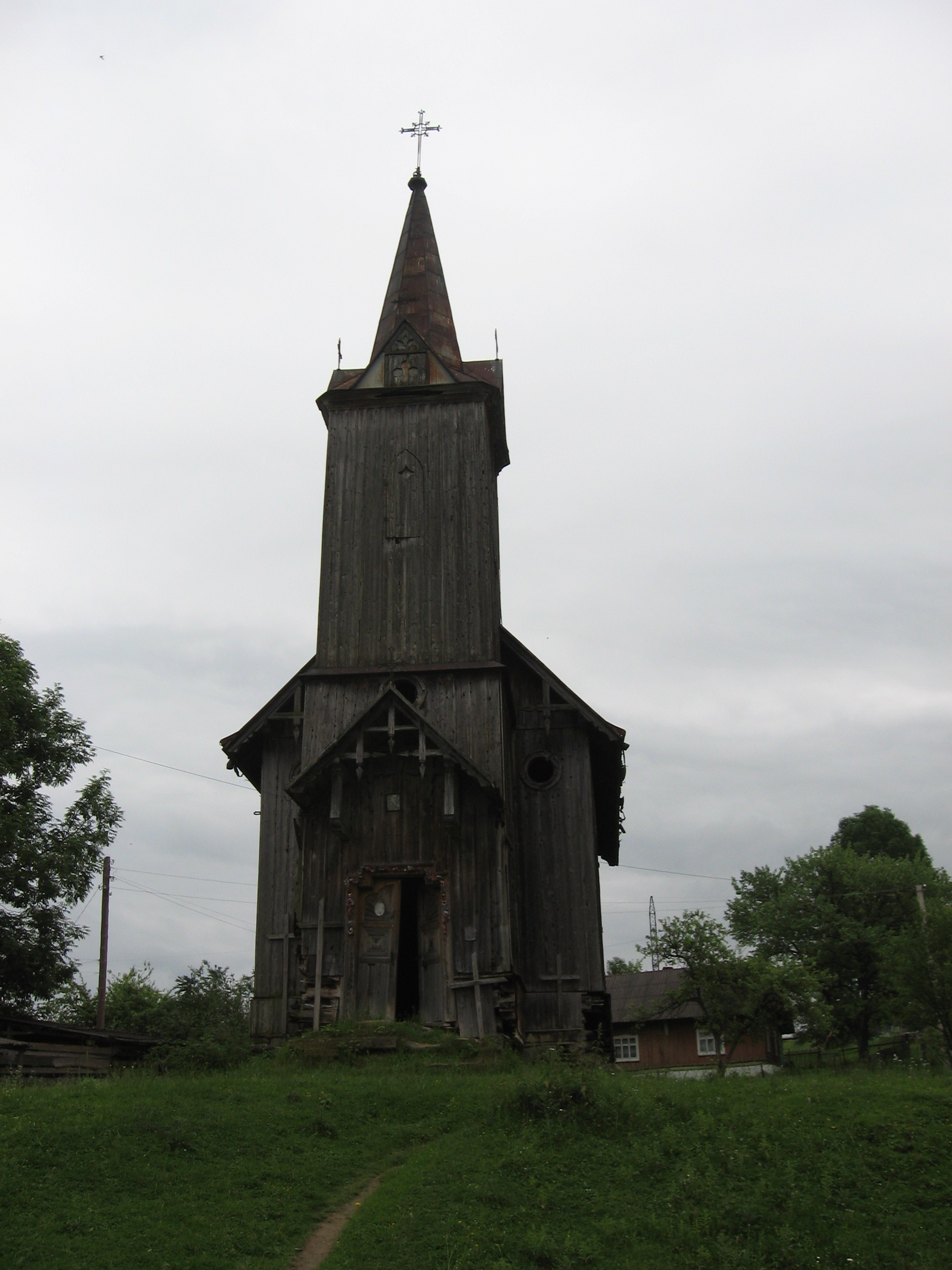
село Розлуч, костел св. Франциска Борджія, стан аварійний.
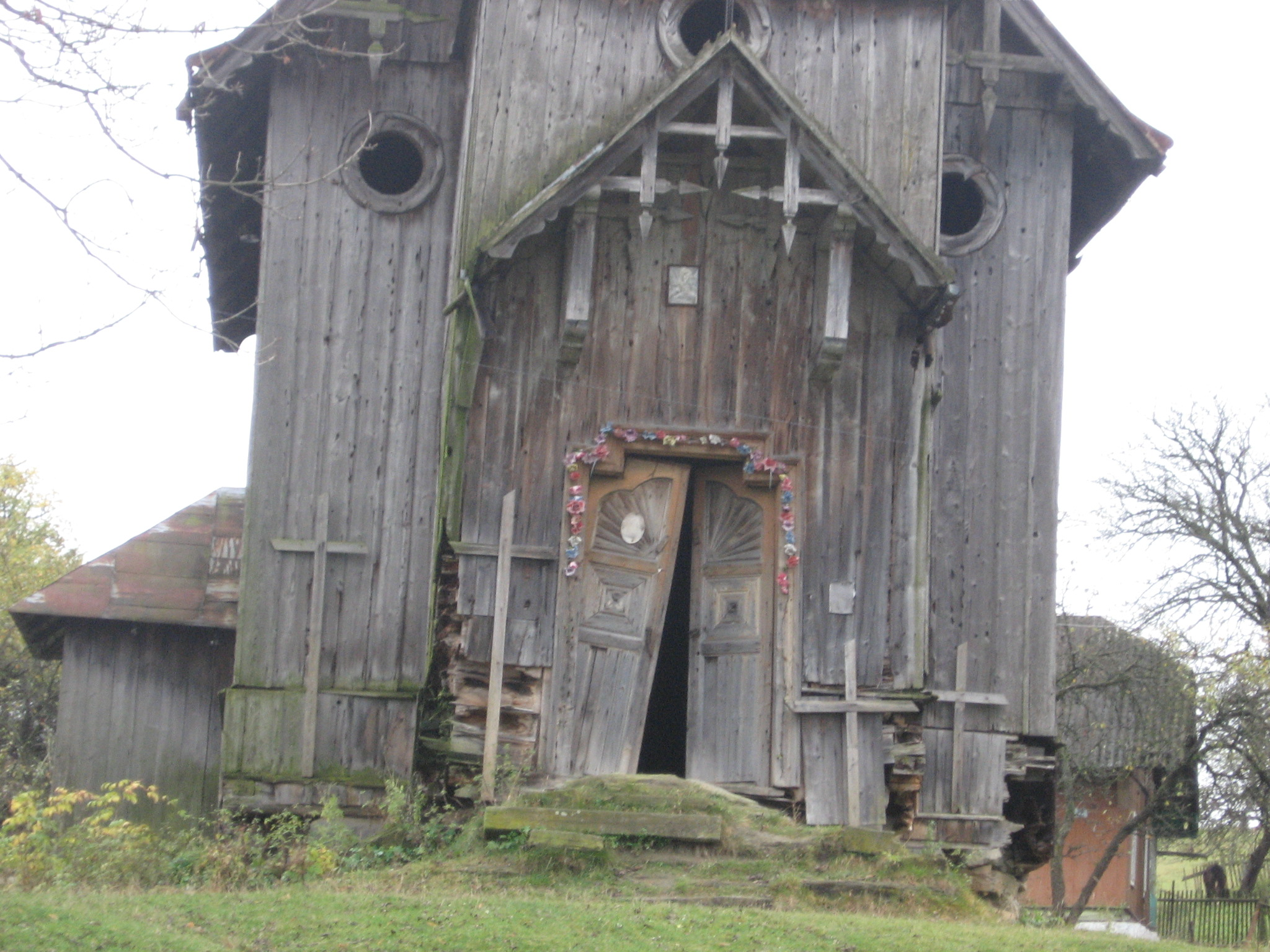
Портал костелу Св. Франциска Борджія (Львівська обл. Турківський р-н ).
Село Язлівчик, римо-католицька каплиця (Львівська обл.Бродівський р-н ).

### Моделі знищених дерев'яних церков України

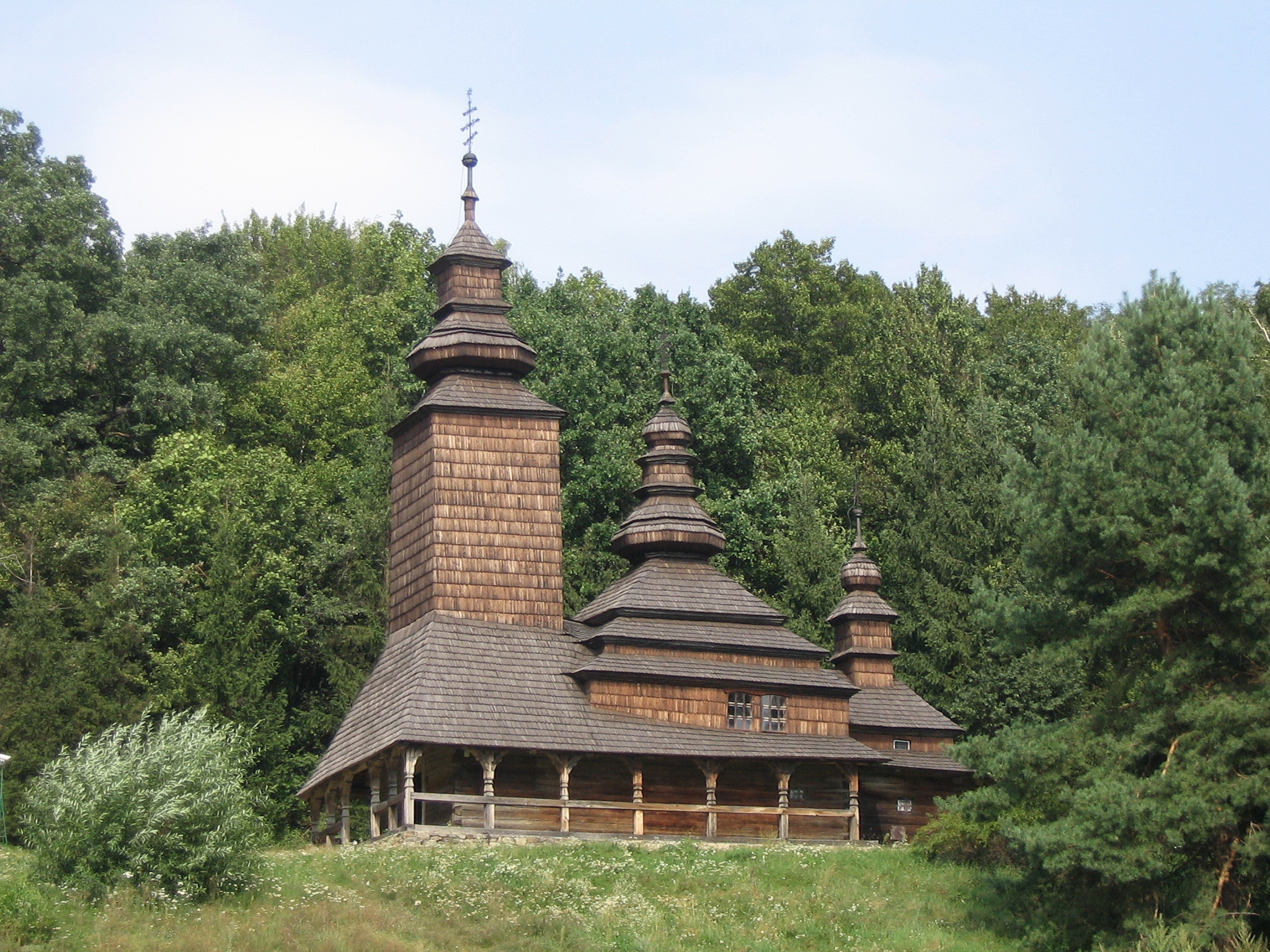
Церква св. Покрови із села Канора, яка нагадує форми церкви, вивезеної до Праги.

Про значну мистецьку вартість дерев'яних церков України знали вже на початку XX століття, бо ті мали всі ознаки майстерності, неповторності, мистецької довершеності. Прикордонні області України, де були розташовані ці пам'ятки, мали досить складну історію переділу. Території були обстежені і частка церков демонтована заради вивезення та експонування в Польщу, в Румунію, в Чехію. Скансен в Бухаресті — один з музеїв, що експонує карпатські дерев'яні церкви. Петршин в місті Прага досі експонує дерев'яну карпатську церкву XVIII століття, зразків яких мало і в самій Україні. Страшною була доля сакральних пам'яток дерев'яної архітектури, знищених за часів СРСР. Аби зберегти хоча би пам'ять про них, з ініціативи Героя України Бориса Возницького свого часу була створена виставка — архітектурних моделей дерев'яних церков, які вже остаточно зникли. Справу створення архітектурних моделей зниклих чи переміщених за кордони України дерев'яних церков слід відновити і продовжити.

## Дерев'яна архітектура Чехії

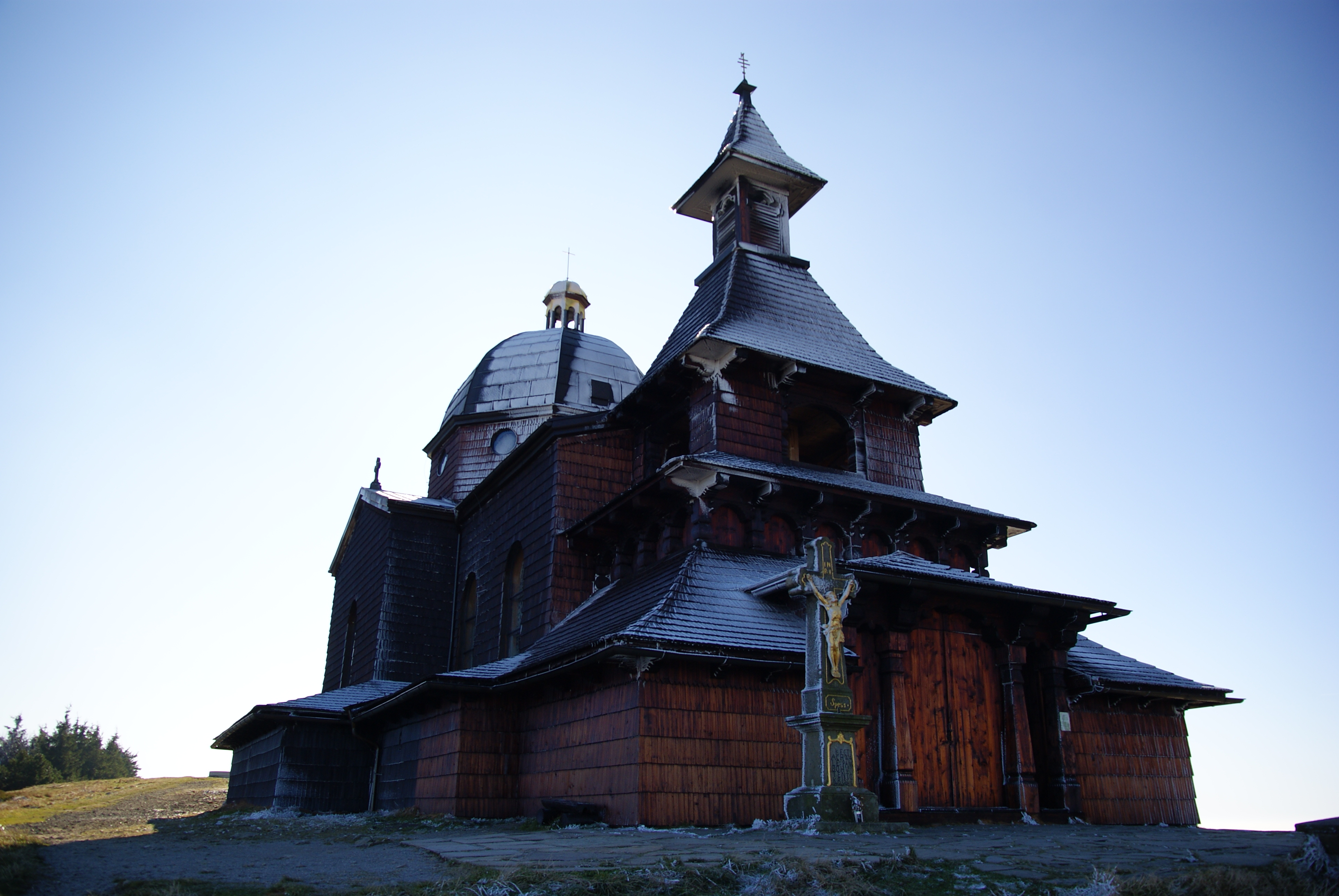
Церква Св. Сиріла і Мефодія, Дольні Бечва.

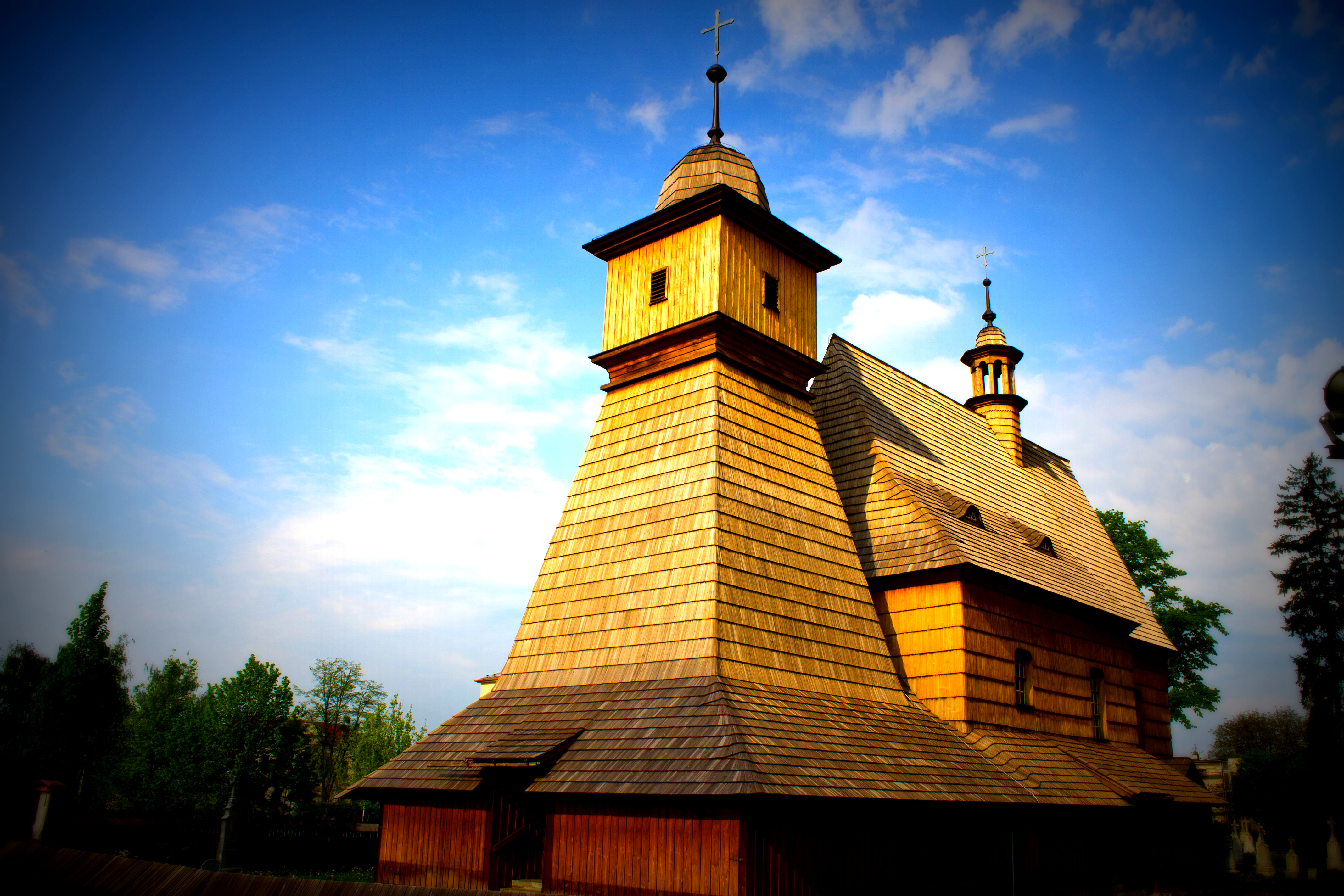
Костел св. Катерини (Острава).

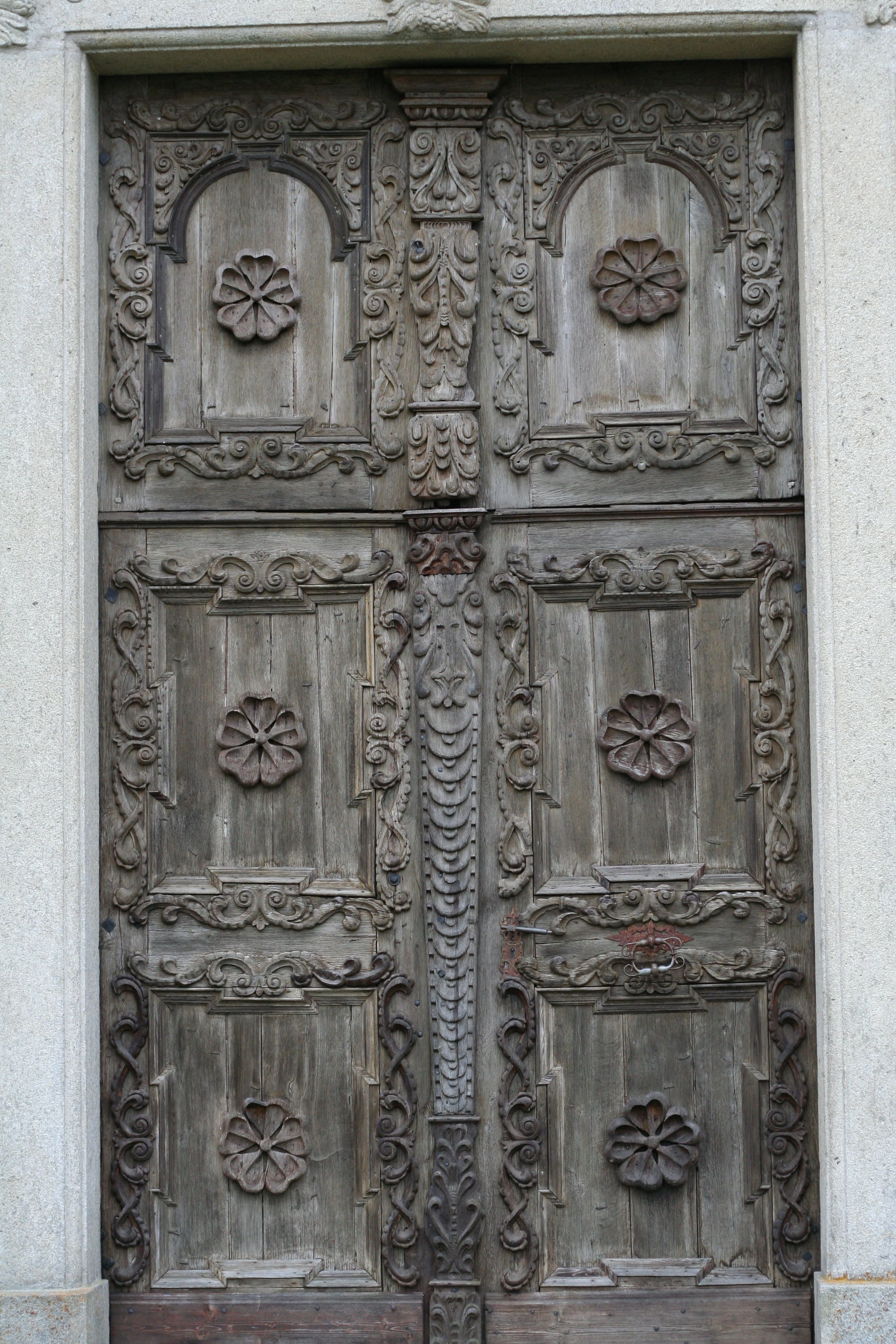
Різьблені двері, костел Св. Трійці. Їндржихов Градец.
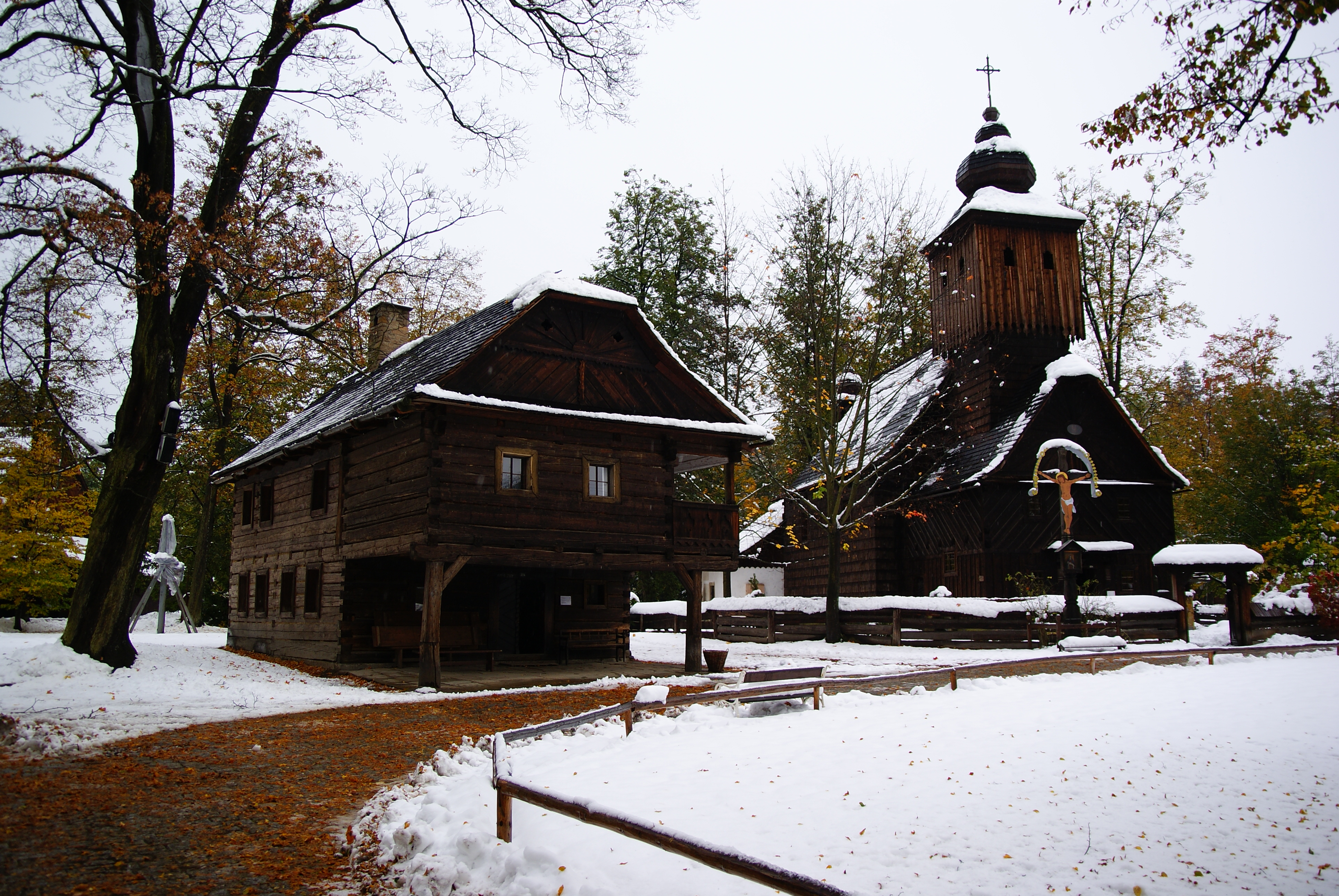
Рожнов-под-Радгоштем, скансен
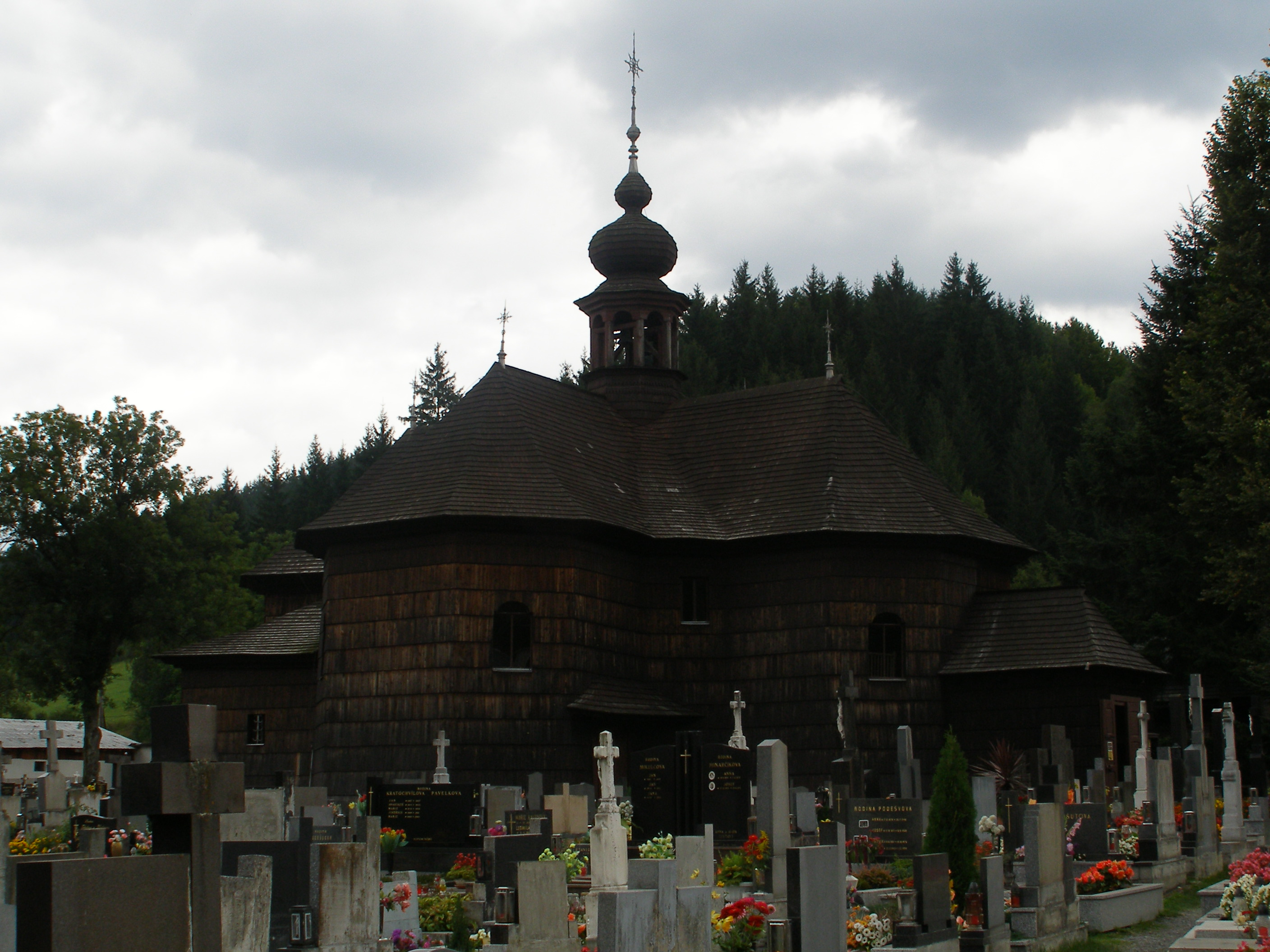
Костел Марії Сніжної на цвинтарі, селище Вельке Карловіце
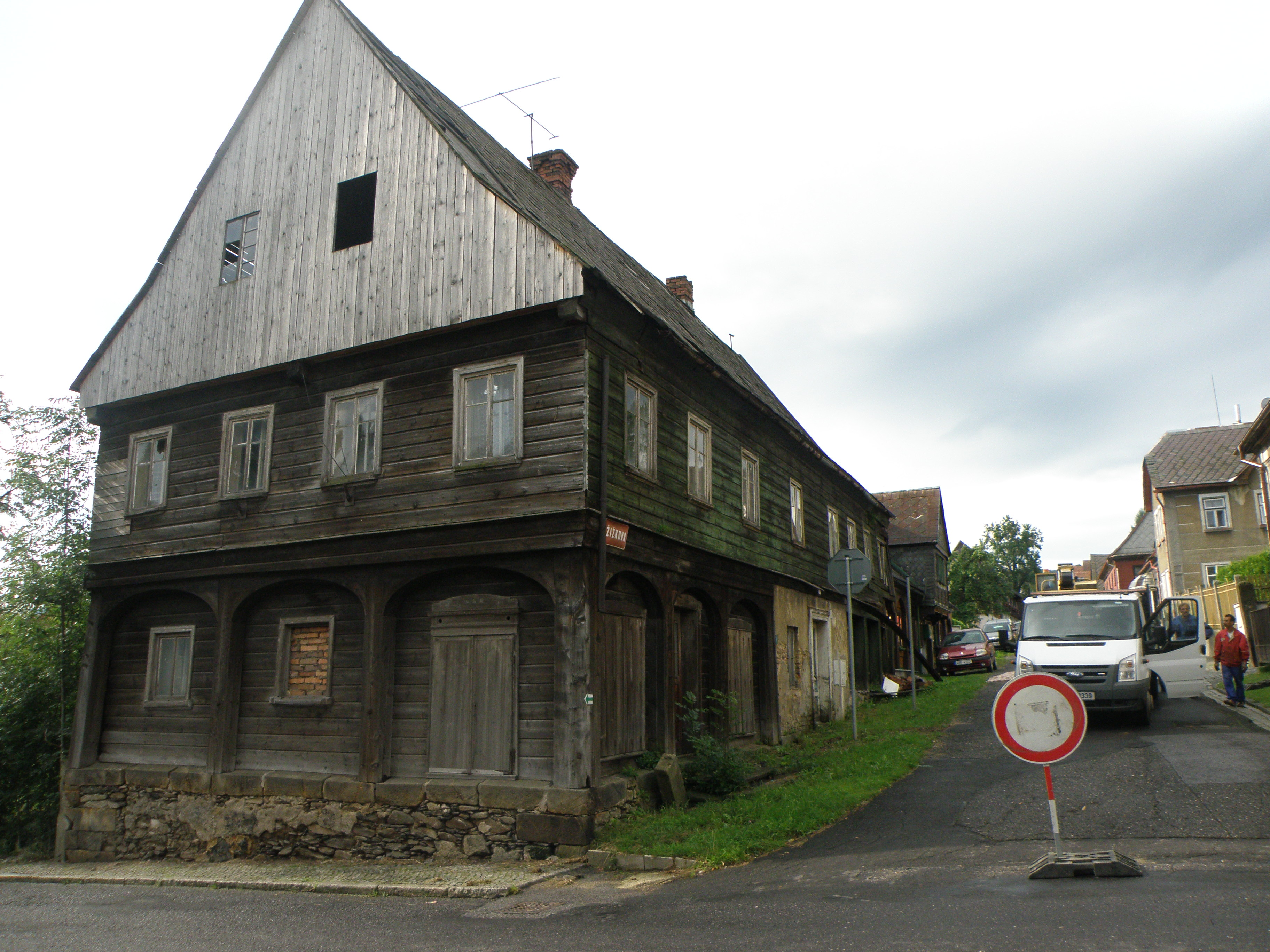
Єретин под Єдловою, колишня сільська забудова

## Дерев'яна архітектура областей Росії

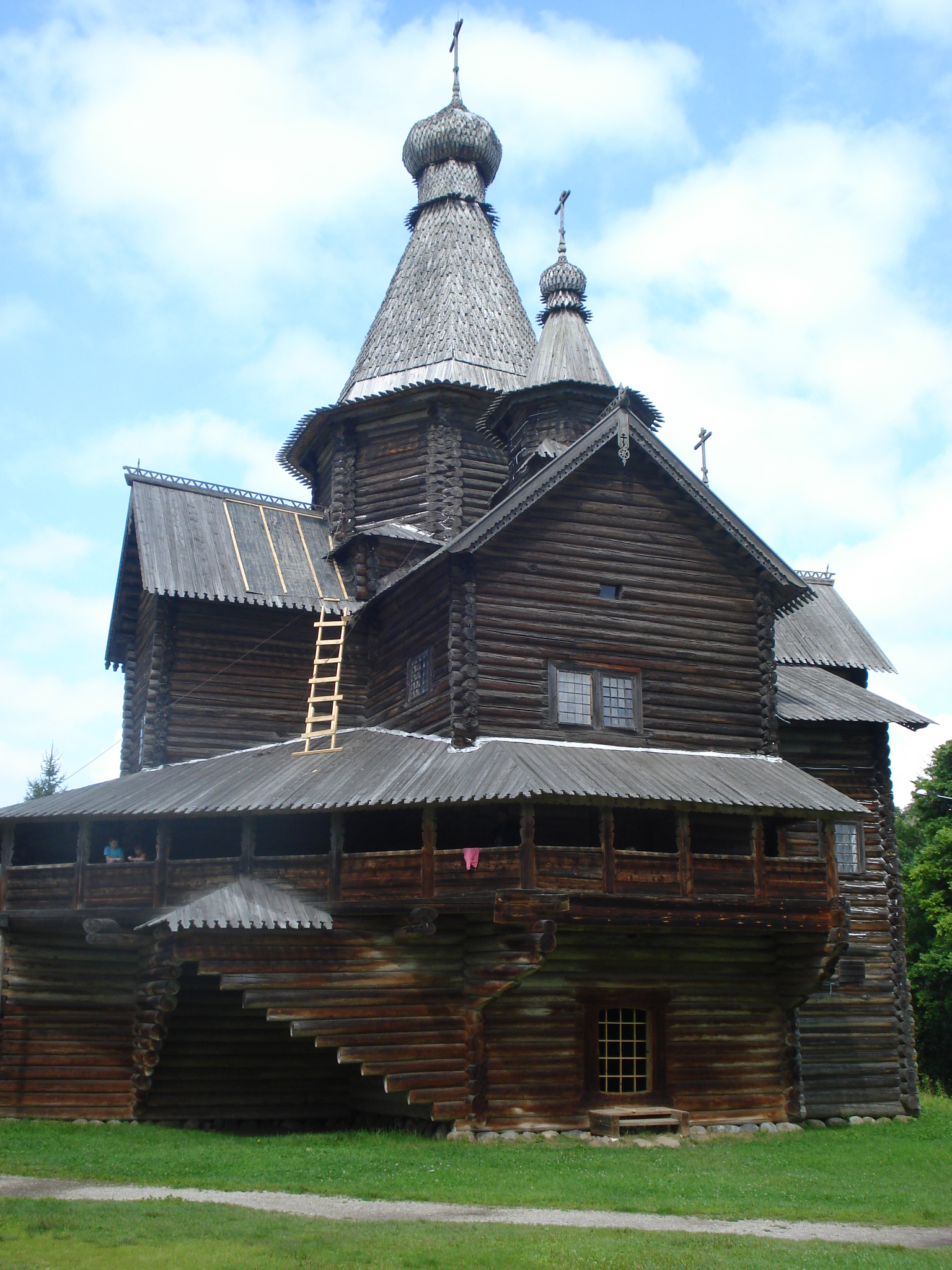
Вітославлиці. Церква Різдва Богородиці із села Передки, XVI століття

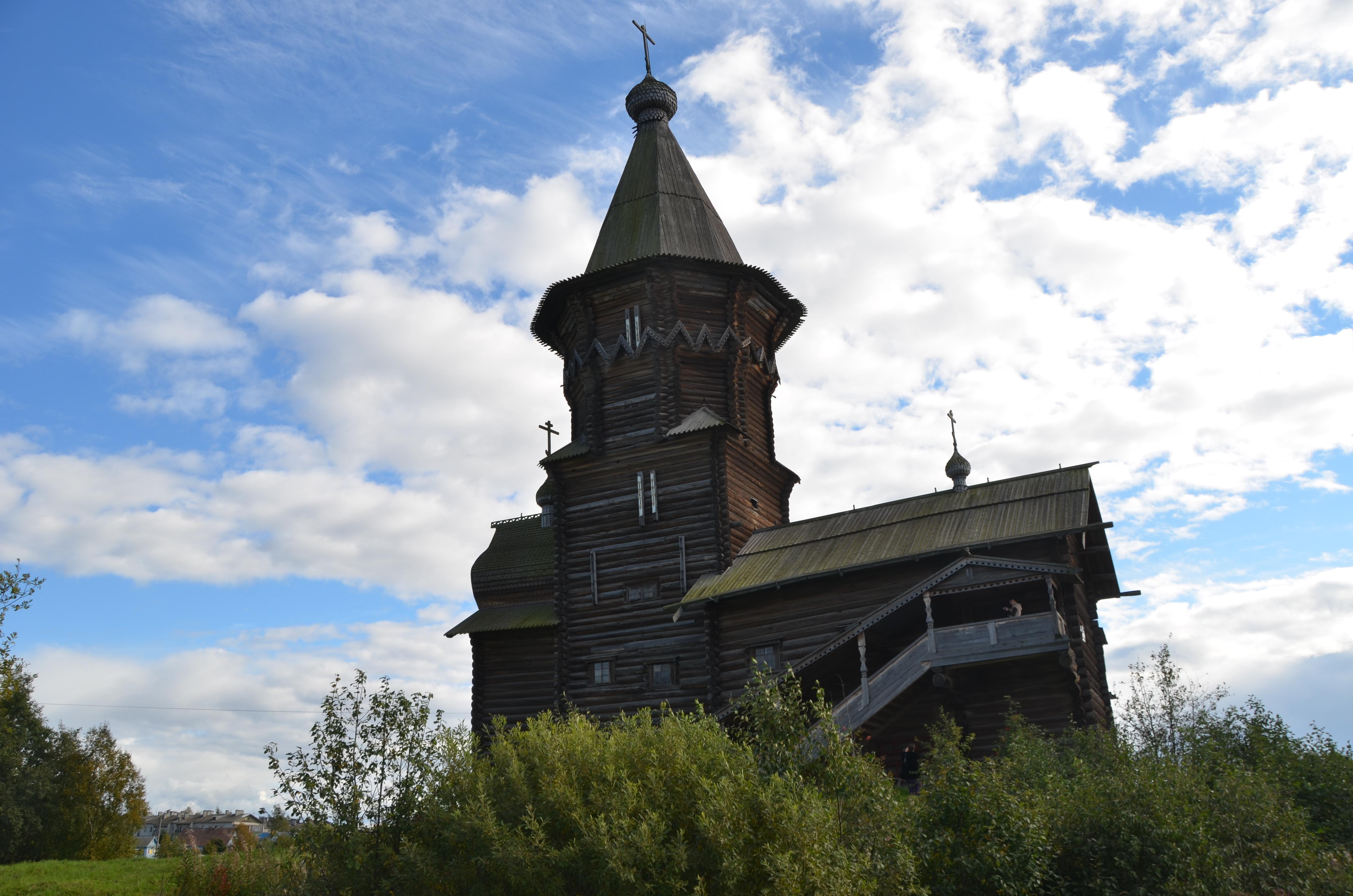
Церква Успіння Пресвятої Богородиці, Кондопога.
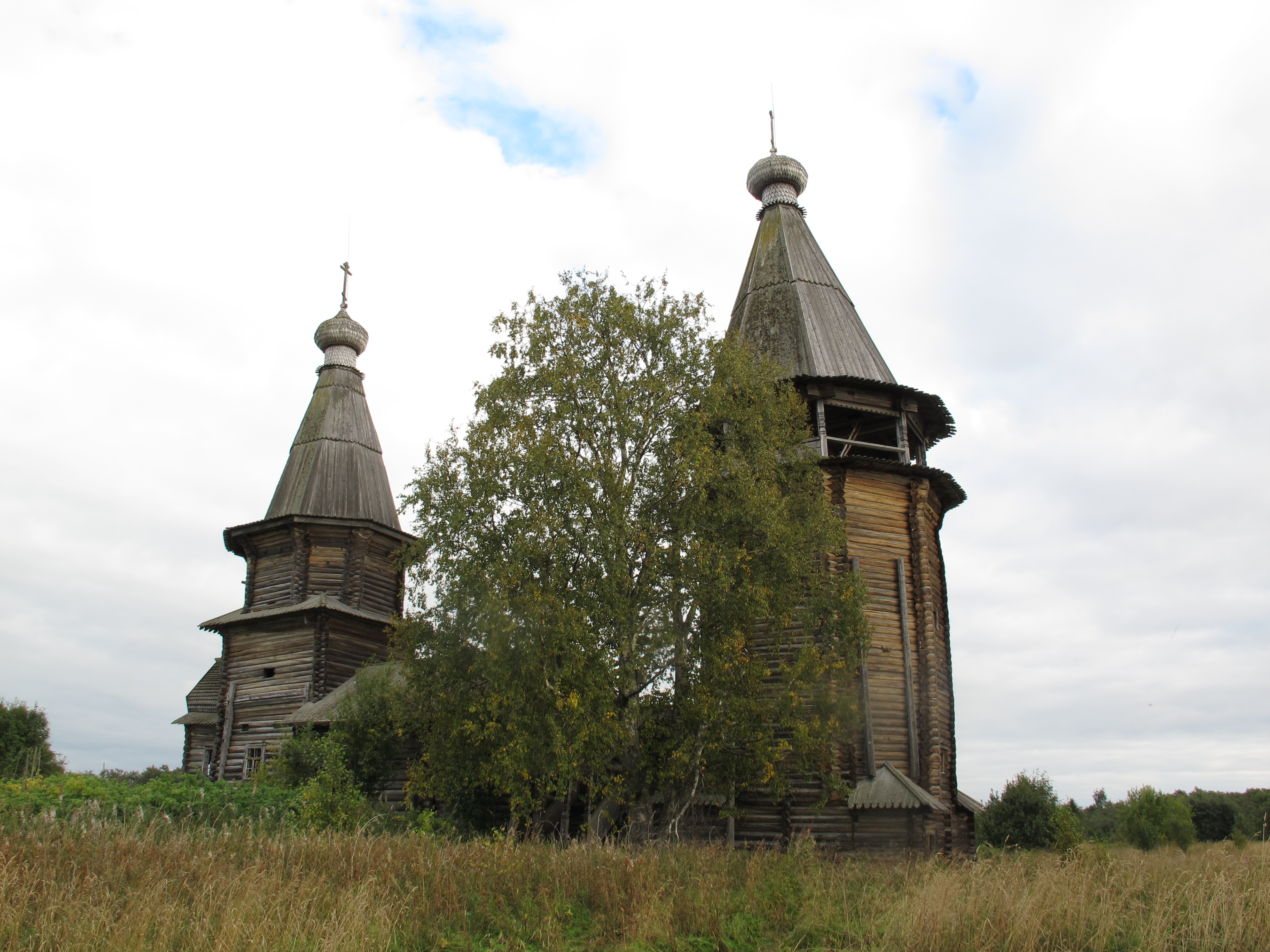
Церква Варвари Великомучениці, до 1656 року.
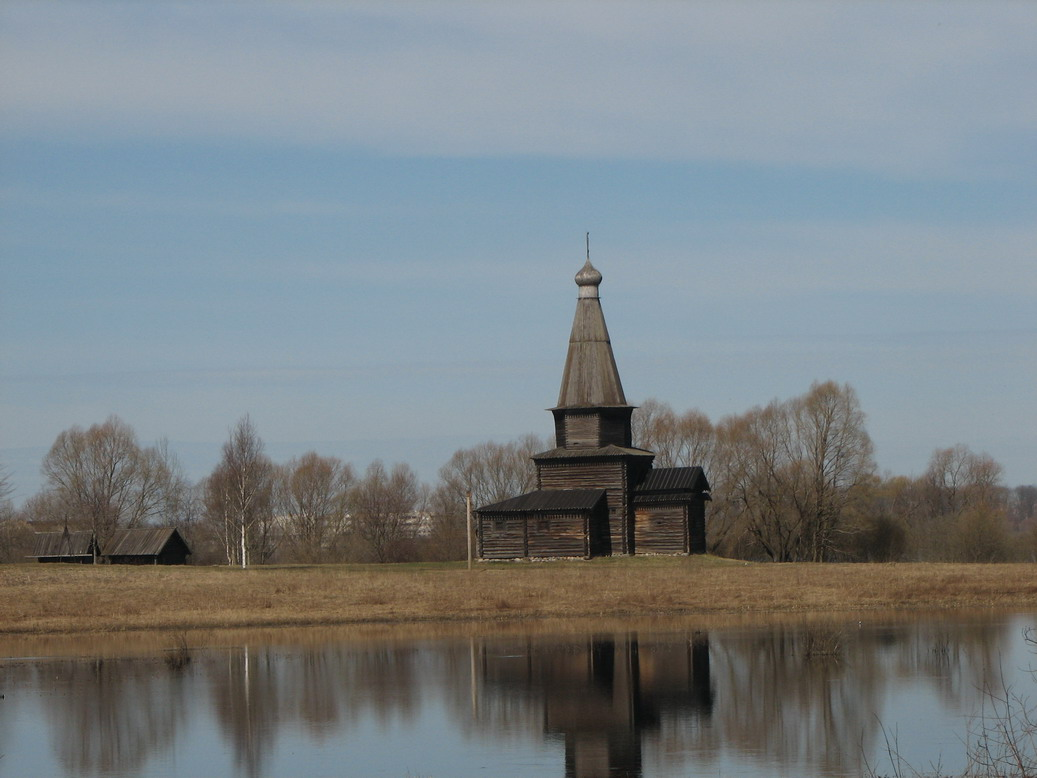
Шатрова церква Успіння Богородиці із села Куріцко, кінець XVI століття Поозерський сектор, Вітославлиці.
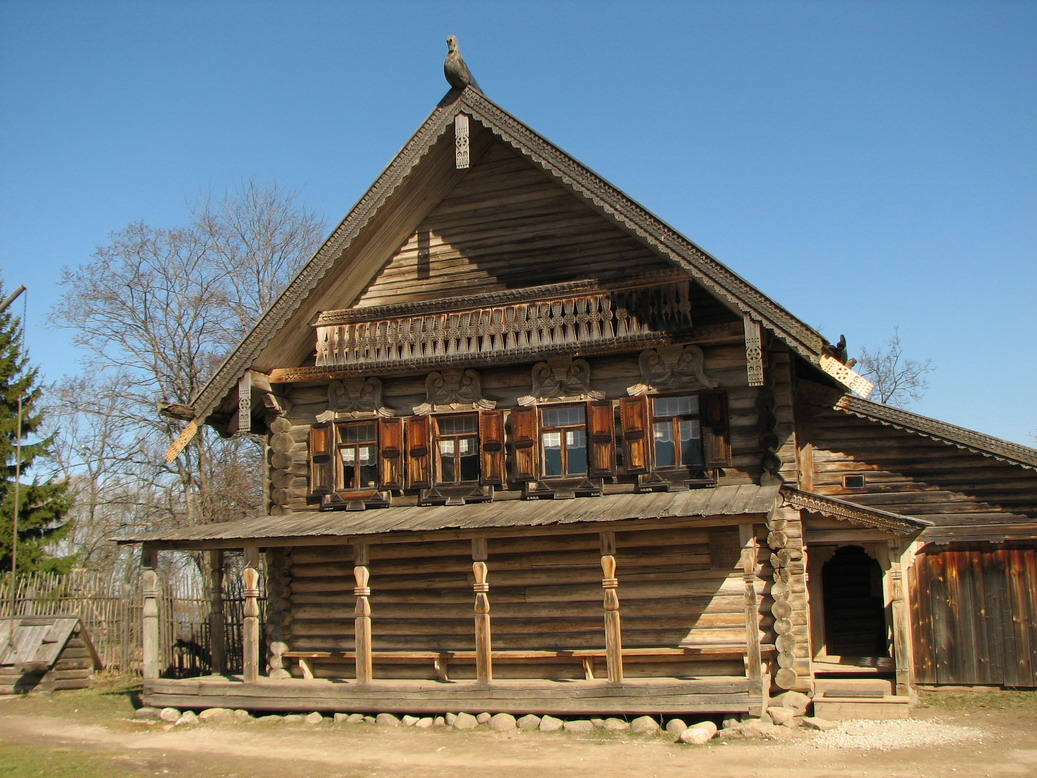
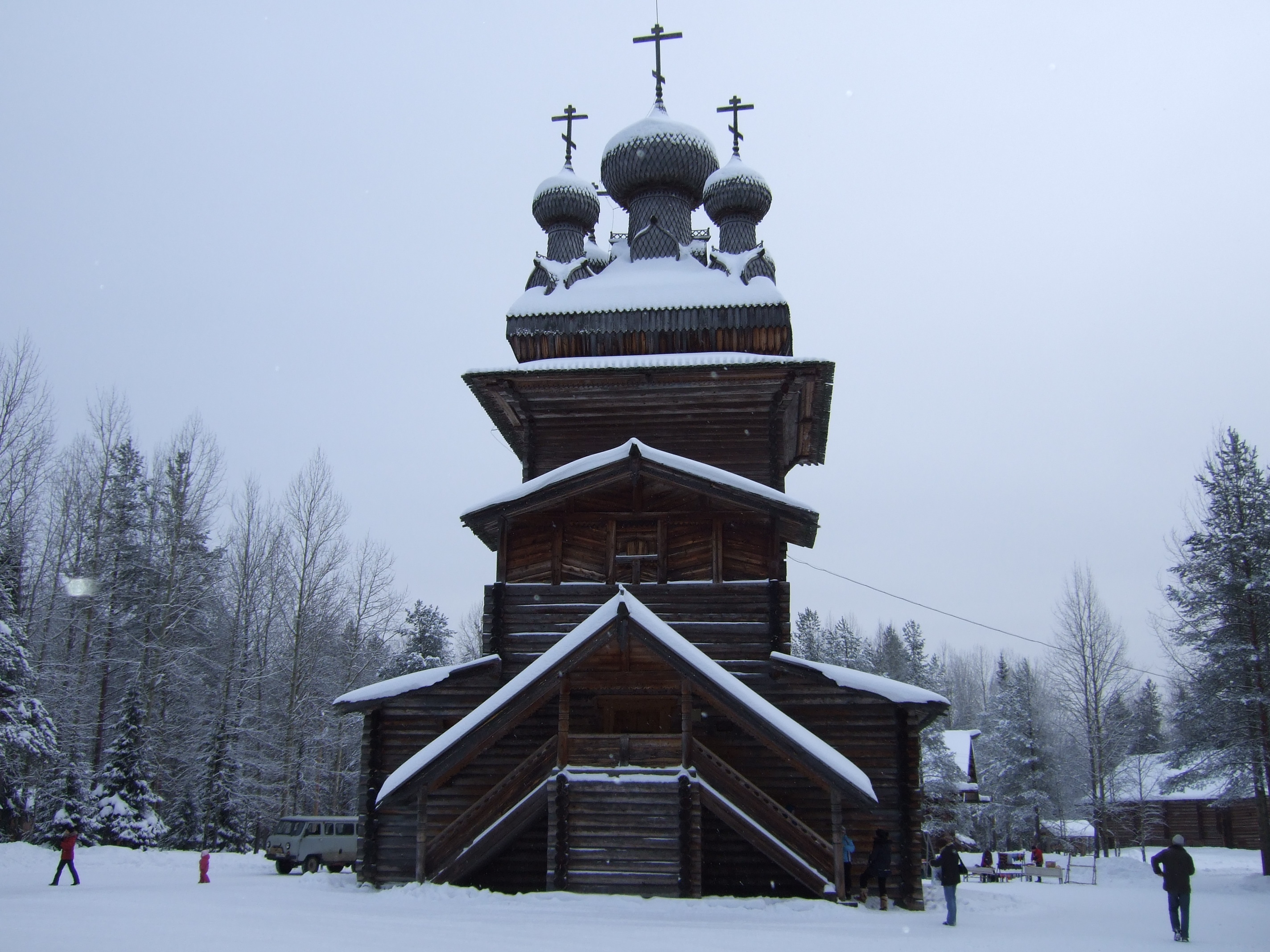
Скансен Малі Корели, церква Вознесіння, село Кушерека.
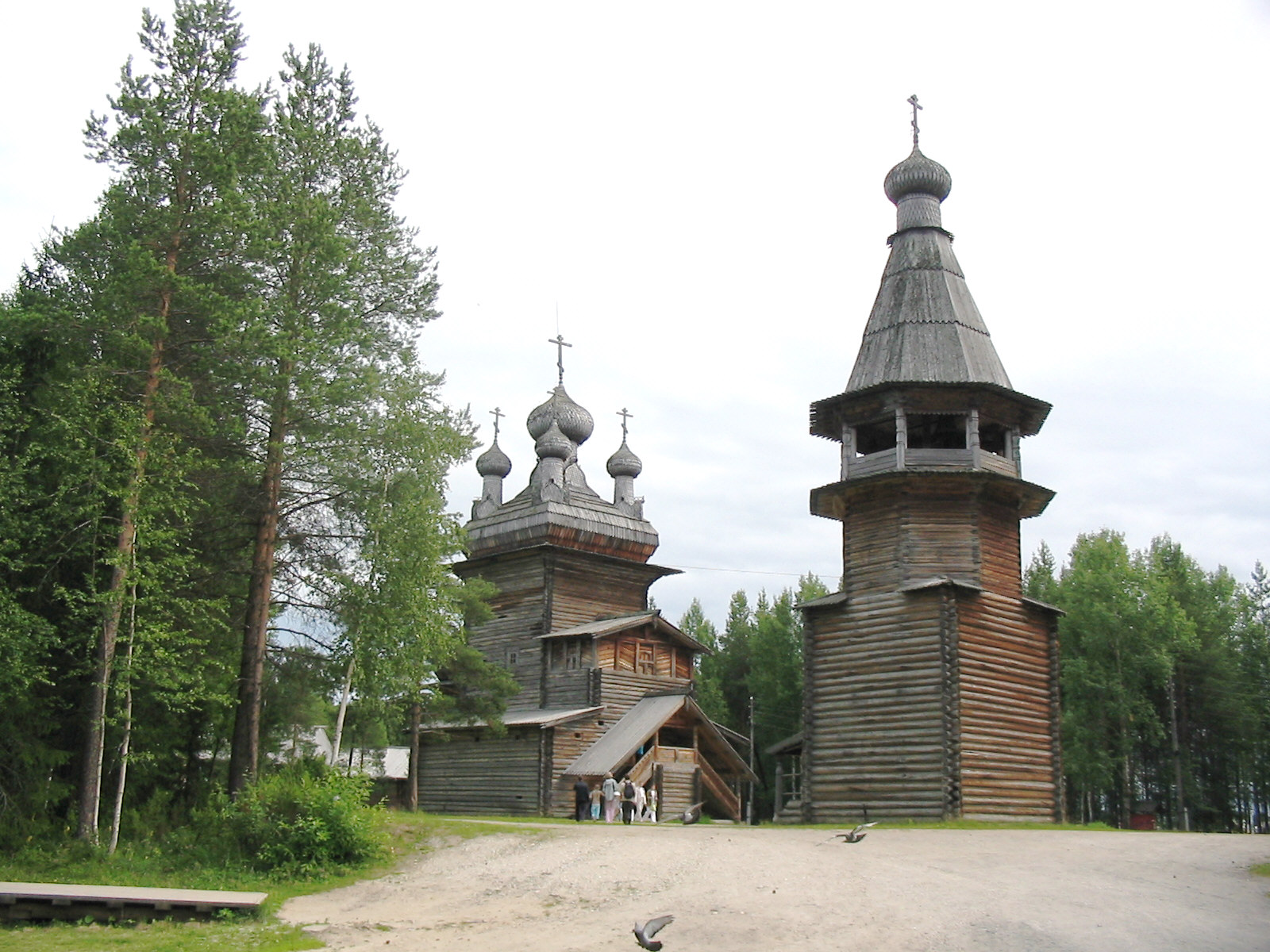
Скансен Малі Корели.
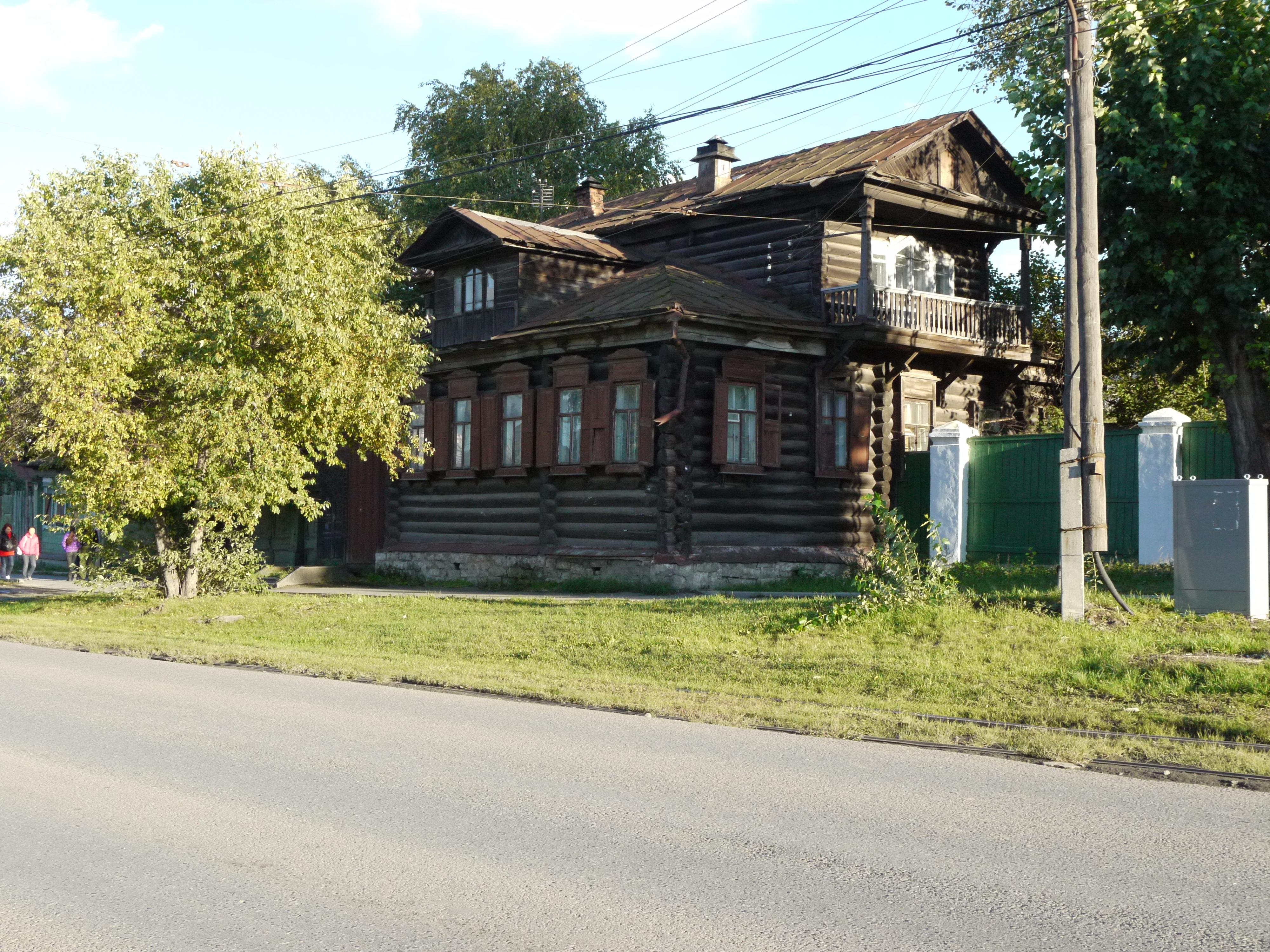
Будинок М.М. Сарафанова, м. Єкатеринбург.
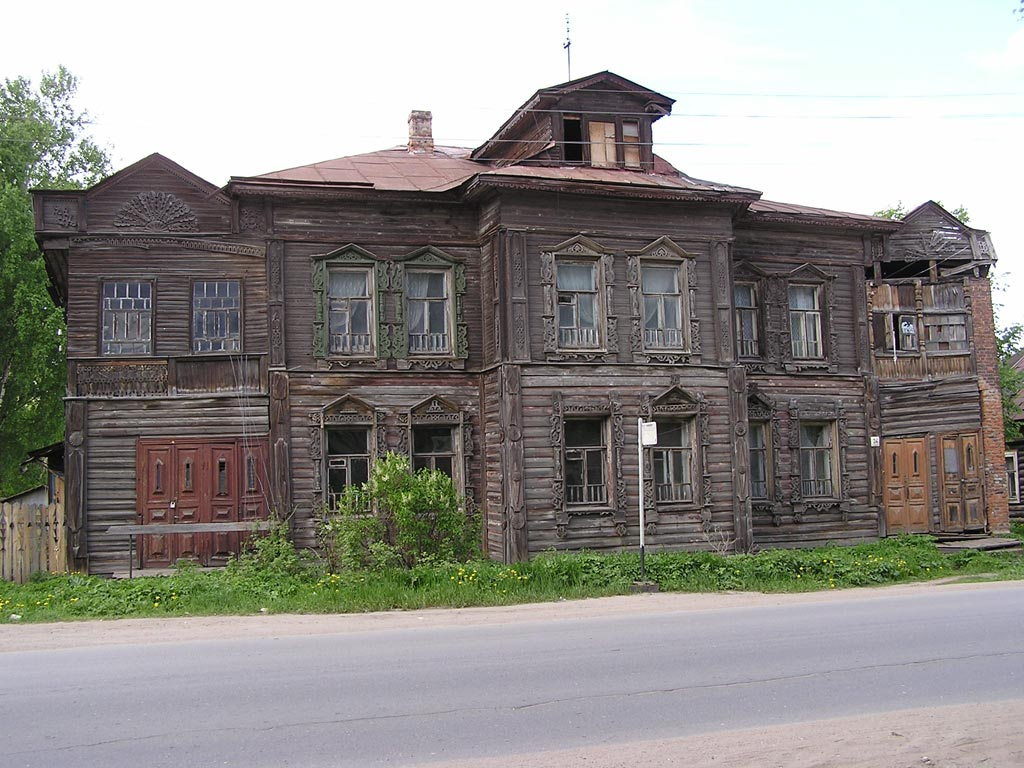
м. Вологда, будинок на вул. Воровського.
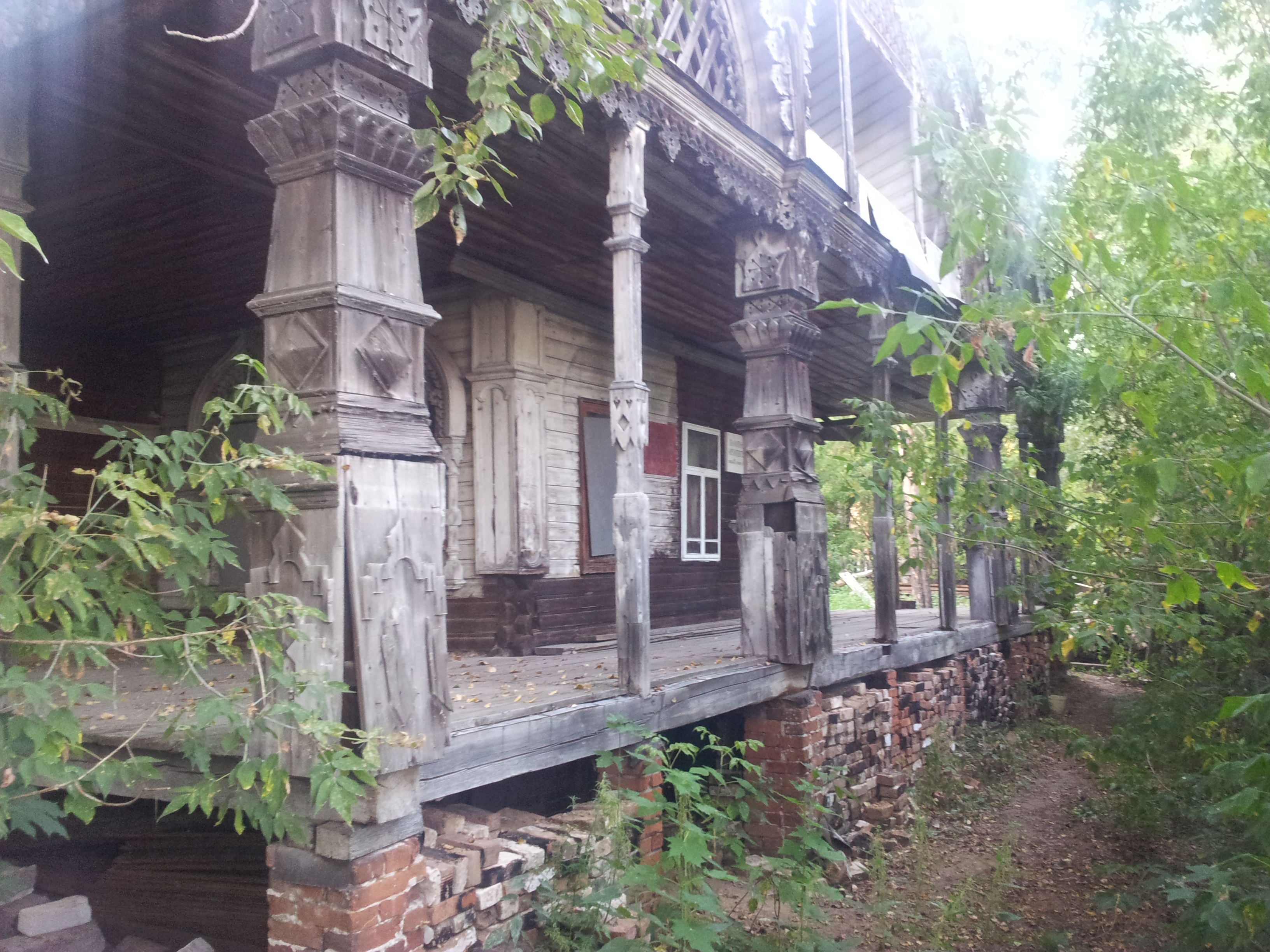
Дачний будинок купця Сінакевича.

## Музеї дерев'яної архітектури

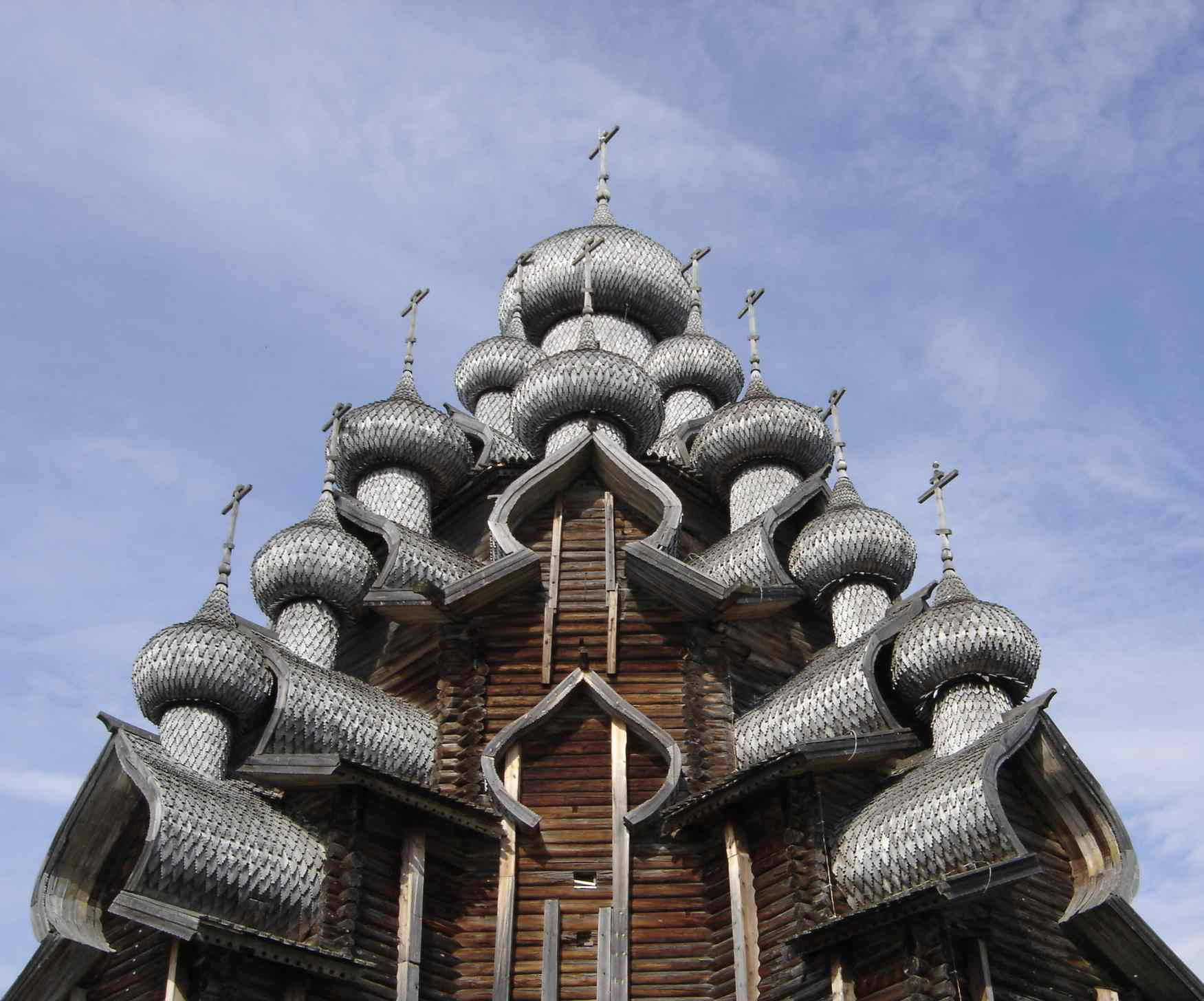
Преображенська церква (Кижі). 1714 року.
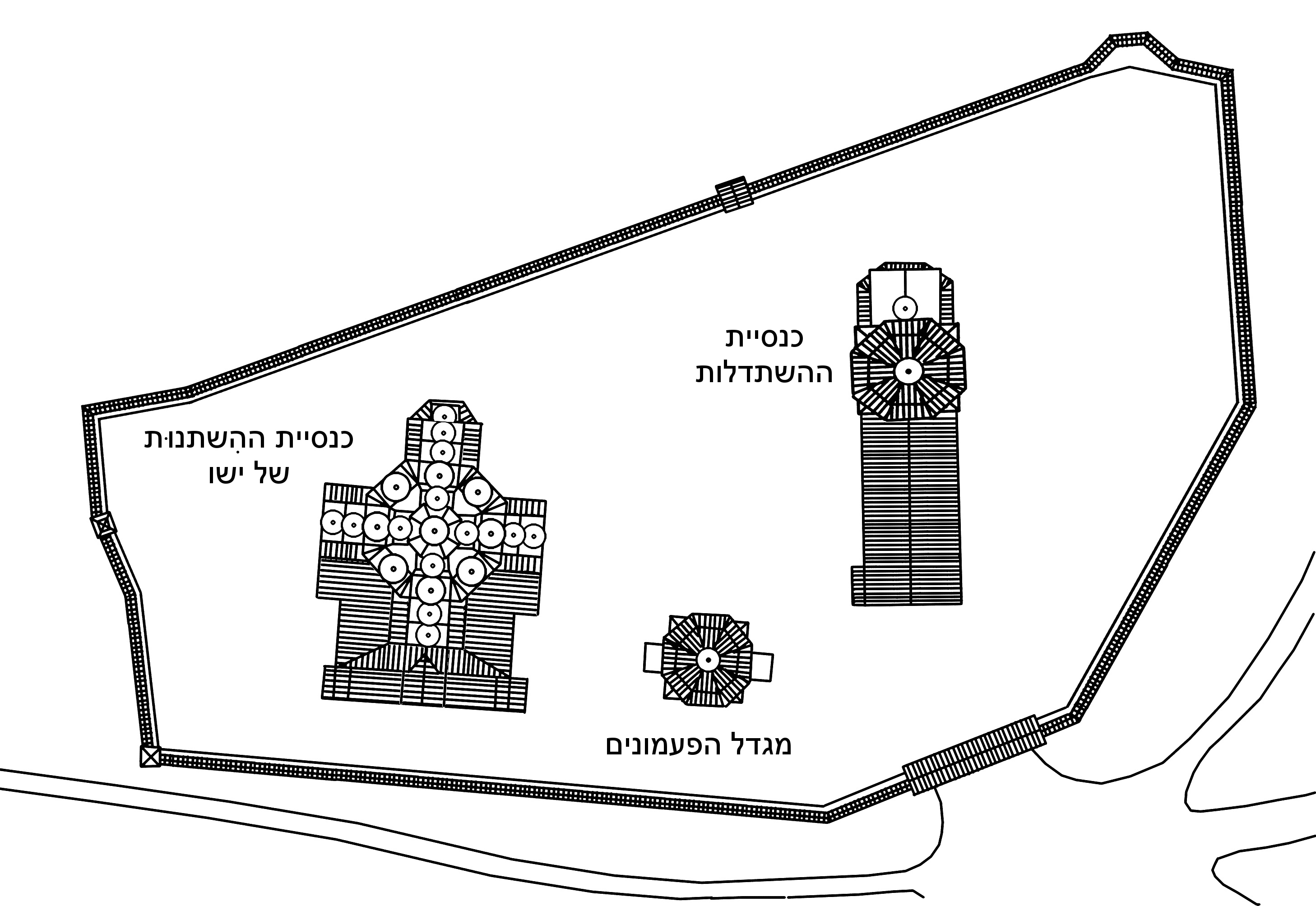
План погосту Кижі.
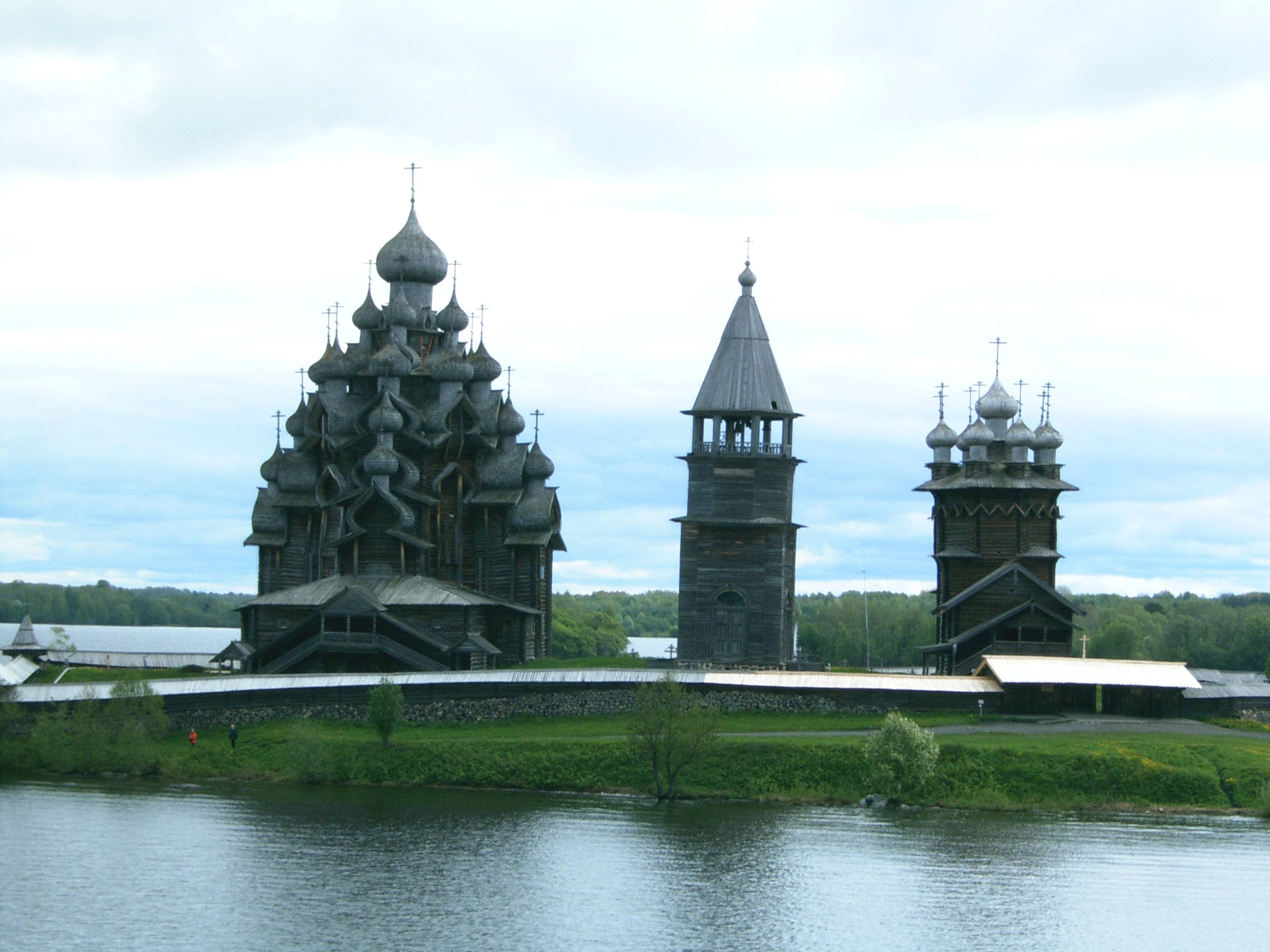
Кижі. Загальний вигляд.
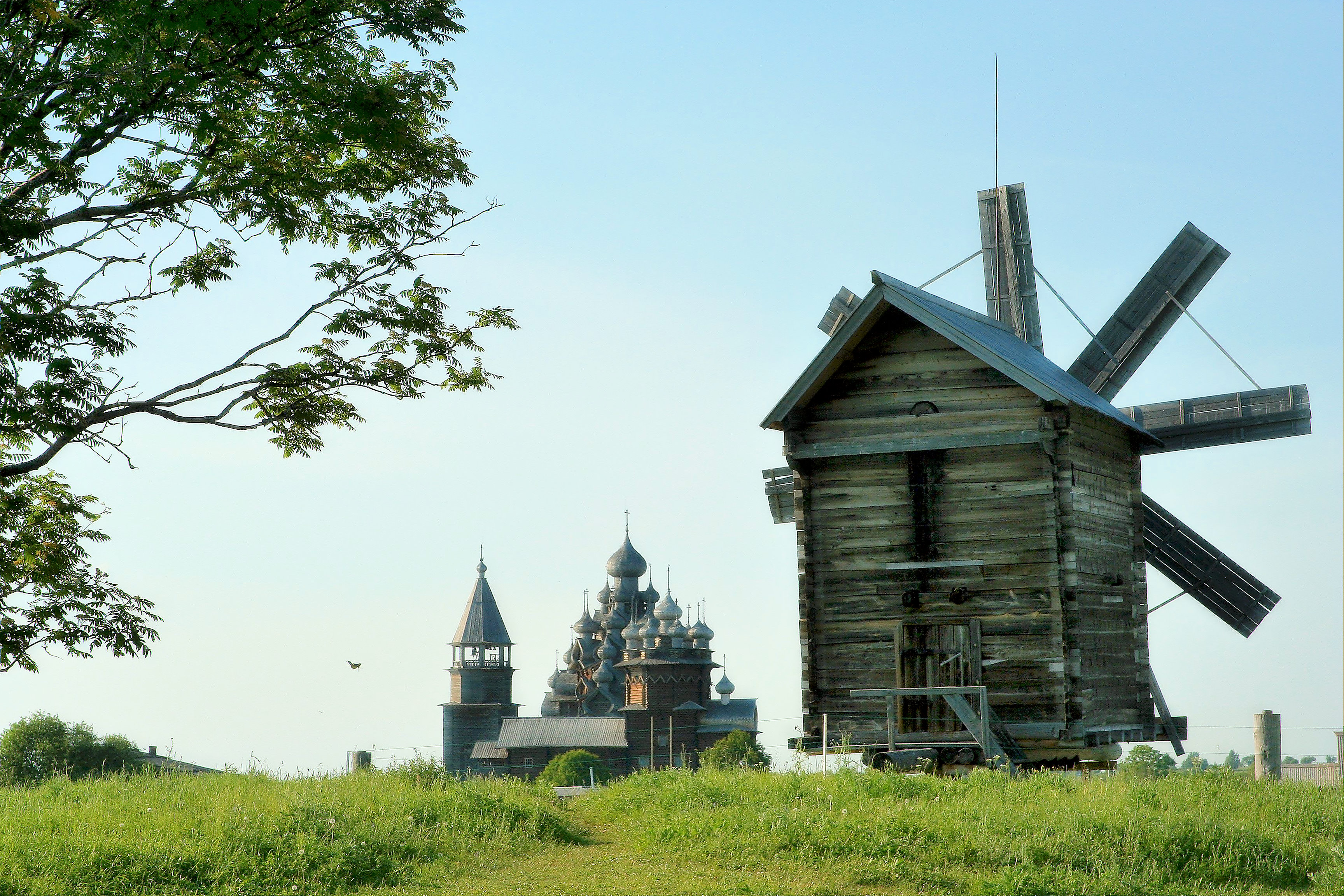
Музей в Кижах.

Зображення церкви
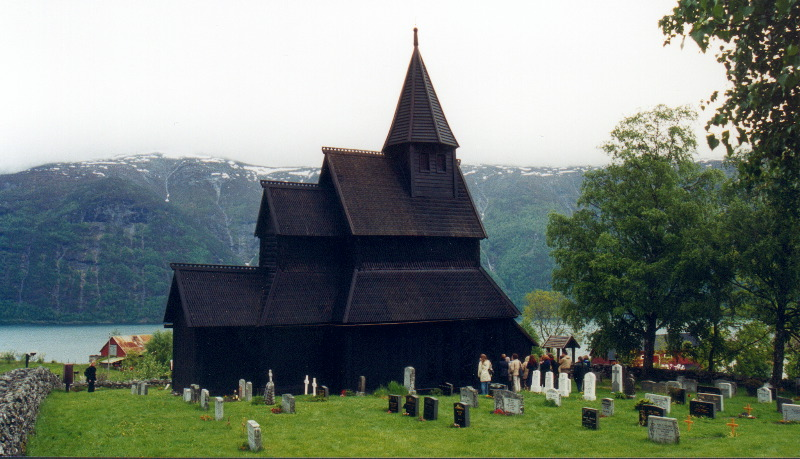
Церква (ставкірка) в Урнесі, Норвегія.
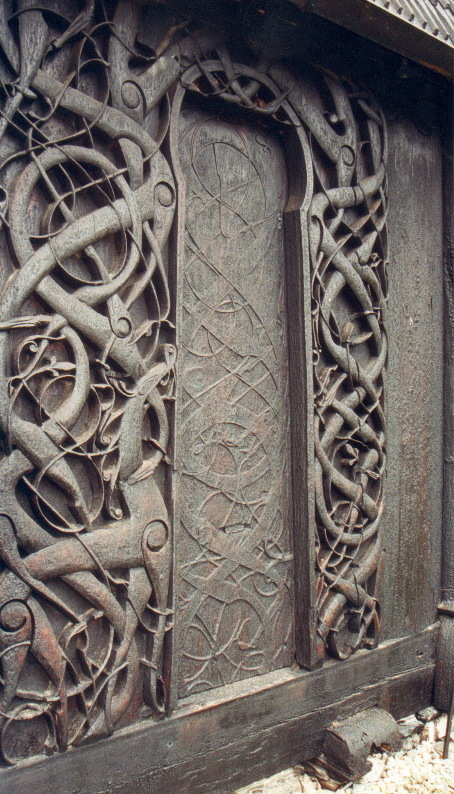
Різьблений північний портал XI століття, ставкірка, Урнес.
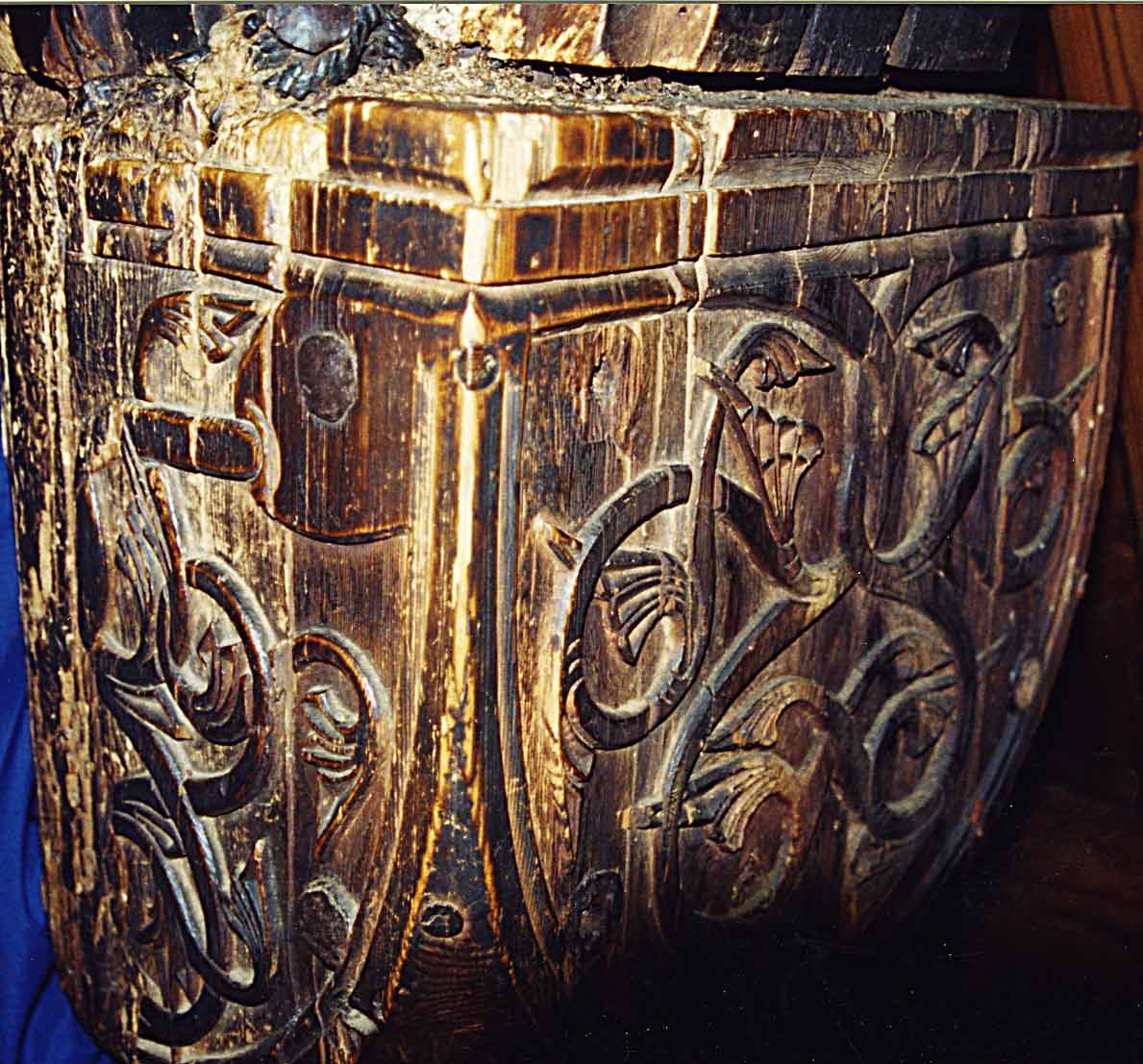
Дерев'яне різьблення.
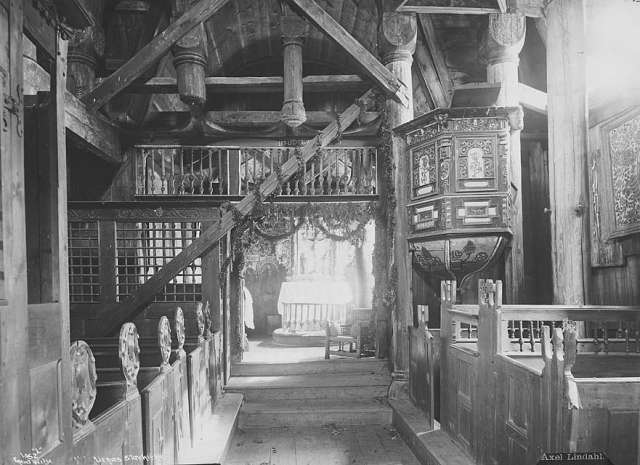
Інтер'єр храму в XIX столітті.

- Урнес, Норвегія
- Кижі (Карелія, Росія)
- Малі Корели (Біля Архангельська, Росія)
- Національний музей народної архітектури та побуту України (поблизу селища Пирогів, Київ, Україна)
- Музей народної архітектури, побуту та дитячої творчості в селі Прелесне
- Музей народної архітектури і побуту «Шевченківський гай» (Львів)
- Вітославлиці, Великий Новгород, Росія
- Ром-Орфанаж, колишній дитячий притулок Стамбула, найбільша дерев'яна споруда Європи